# Llista de personatges històrics de l'edat moderna a l'òpera
A la llista de personatges històrics de l'Edat Moderna a l'òpera consten noms de personalitats històriques d'entre els 1500 a 1800 que apareixen com a personatges en obres escèniques musicals: òperes, operetes, sarsueles i altres obres similars.
Habitualment, la veritat històrica s'hi sacrifica per la dramatúrgia, la qual cosa provoca que:
- apareguin barrejats personatges històrics i ficticis
- que es barregin fets o personatges històrics que, en realitat, no van poder trobar-se
- alguns fets històrics canvien la cronologia o els llocs on van esdevenir
- els personatges històrics participen en fets ficticis, i personatges ficticis en fets reals
- els actes de personatges reals s'atribueixen a persones diferents

Els personatges d'altres etapes històriques es poden trobar a:
- Llista de personatges històrics de l'Antiguitat a l'òpera
- Llista de personatges històrics medievals a l'òpera
- Llista de personatges històrics contemporanis a l'òpera

Els títols d'òpera on apareix el nom del personatge citat es mostren en negreta. L'ordenació és cronològica; i ressegueix els principals períodes històrics i, dintre dels quals, per llocs.
La citació pot incloure: Autors de la música. Títol de l'òpera (data d'estrena, lloc d'estrena; autors del llibret).

## 1501-1550

### Regnes hispànics
Joana I de Castella, la Boja, reina de Castella 
- Luis Baca Elorreaga: Giovanna di Castiglia (1835, no estrenada ; Temistocle Solera)
- Antoine-Louis Clappison: Jeanne la folle (1848, 11-5, Opéra, París ; E. Scribe)
- Antonio José Cappa: Giovanna di Castiglia (1848, 2-12, Gran T. del Liceu, Barcelona; A.G.)
- Emanuele Muzzio: Giovanna la Pazza (1851, 8-4, Théatre du Cirque, Brussel·les ; Luigi Silva)
- Francesco Chiaramonte: Giovanna di Castiglia (1852, 12-2, T. Carlo Felice, Gènova ; G. Micci)
- Tomás Genovés y Lapetra: El bufón de la Reina (1853, T. Principal, Barcelona ; Emilio de Miró),[1] sarsuela en tres actes
- Adolphe Adam: Giralda (1854, 3, T. del Circo, Barcelona ;G.A.L, L.C.), sarsuela
adaptació de l'opéra comique del mateix Adam Giralda (1850))
- Carlo Pedrotti: Olema la schiava (1872, 4-5, T. Municipale, Mòdena; Francesco Maria Piave)
- Emilio Serrano Ruiz: Doña Juana la Loca, estrenada en italià com a Giovanna la Pazza (1890, 2-3, T. Real, Madrid; Ernesto Palermi)[2]
- Eliodoro Ortiz de Zárate: Juana la Loca (1890, T. alla Scala, Milà)
- Carl Pflueger: 1492, "operatic extravaganza" (1893, 5-15, Palmer's T., Nova York ; R. A. Barnet), com a Infanta Joanna
- Ernst Krenek: Karl V (com a Juana) (1938, 22-6, Neues Deutsches Theater, Praga; E. Krenek), Bühnenwerk mit Musik
- Gian Carlo Menotti: La loca (1979, 3-6, San Diego, EUA, San Diego Opera; G.C. Menotti)
- Eduardo Alonso-Crespo: Juana, la loca (1991, 21-9, T. San Martín, Tucumán ; E. Alonso-Crespo)
- Paul-Baudouin Michel: Jeanne la Folle (1993, 30-1,Opéra royal de Wallonie, Lieja; P.-B. Michel)
- Rob Zuidam: Rage d'amours (2003, 10-8, Tanglewood Theatre, Lenox, Massachusetts, EUA; R. Zuidam)
- Enric Palomar: Juana (2005, 24-6, Oper Halle; Rebeca Simpson)
- Igor Escudero: Los comuneros (2021, 2-10, Centro de Artes Escénicas y de la Música, Salamanca; I. Escudero)
- Albert Garcia Demestres: Juana' sin cielo (2019, 15-11, Auditorio Manuel de Falla, Granada; Antonio Carvajal)

Felip el Bell, rei consort de Castella
- Antonio José Cappa: Giovanna di Castiglia (1848, 2-12, Gran T. del Liceu, Barcelona; A.G.)
- Tomás Genovés y Lapetra: El bufón de la Reina (1853, T. Principal, Barcelona ; Emilio de Miró),[1] sarsuela en tres actes
- Adolphe Adam: Giralda (1854, 3, T. del Circo, Barcelona ;G.A.L, L.C.), sarsuela
adaptació de l'opéra comique del mateix Adam Giralda (1850))
- Carlo Pedrotti: Olema la schiava (1872, 4-5, T. Municipale, Mòdena; Francesco Maria Piave)
- Emilio Serrano Ruiz: Giovanna la Pazza (1890, 2-3, T. Real, Madrid; Ernesto Palermi)[2]
- Gian Carlo Menotti: La loca (1979, 3-6, San Diego, EUA, San Diego Opera; G.C. Menotti)
- Eduardo Alonso-Crespo: Juana, la loca (1991, 21-9, T. San Martín, Tucumán ; E. Alonso-Crespo)
- Paul-Baudouin Michel: Jeanne la Folle (1993, 30-1,Opéra royal de Wallonie, Lieja; P.-B. Michel)
- Rob Zuidam: Rage d'amours (2003)

#### Regnat de Carles I
Rei Carles I d'Espanya i V del Sacre Imperi Romanogermànic
- Reinhard Keiser: Die Oesterreichische Großmuth, oder Carolus V. (1714)
- Vincenzo Gabussi: Ernani (1834, 25-11, Théâtre Italien, París; Gaetano Rossi)
- Alberto Mazzucato: Hernani (1843, 26-2, T. Carlo Felice, Gènova ; Domenico Bancalari)
- Giuseppe Verdi: Ernani (1844, 9-3, Teatro la Fenice, Venècia ; Francesco María Piave)[3]
- Isaac Nathan: Don John de Austria (1847, 3-5, Royal Victoria Theatre, Sydney, Austràlia ; Jacob Levi Montefiore), "ballad opera" ; paper parlat, com a monjo, Brother Carlos
- Tommaso Benvenuti: La stella di Toledo (1864, primavera, T. Carlo Felice, Gènova ; Antonio Ghislanzoni),[4] com a monjo: Fratre Arsenio
- Giuseppe Verdi: Don Carlos (1867, 11-3, Opéra, París ; Joseph Méry i Camille du Locle)[5](com a monjo de Yuste (Saint-Just a l'original francès))
- Ruperto Chapí: La muerte de Garcilaso (1876, est. 2009, 28-5, T. de Rojas, Toledo; Antonio Arnao)
- Filippo Marchetti: Giovanni d'Austria (1880, 11-3, T. Reggio, Torí ; Carlo de D’Ormeville), com a Fratre Arsenio
- Camille Saint-Saëns: Ascanio (1890, 21-3; Académie nationale de musique, París; Louis Gallet)
- Manuel Giró i Ribé: Carlos V (1894, no s'estrenà), perduda
- Ruperto Chapí: Don Juan de Austria, sarsuela en 3 actes (1902, 20-12, T. Lírico, Madrid ; José Jurado de la Parra, Carlos Servert)[6]
- Ernst Krenek: Karl V (1938, 22-6, Neues Deutsches Theater, Praga; E. Krenek), Bühnenwerk mit Musik
- Gian Carlo Menotti: La loca (1979, 3-6, San Diego, EUA, San Diego Opera; G.C. Menotti)
- Paul-Baudouin Michel: Jeanne la Folle (1993, 30-1,Opéra royal de Wallonie, Lieja; P.-B. Michel)
- Nikolaj Karetnikov: Til' Ulenšpigel (1993, paper parlat)
- Torsten Rasch: Die Formel (2018, 2-3, Stadttheater Bern, Berna; Doris Reckewell)
- Igor Escudero: Los comuneros (2021, 2-10, Centro de Artes Escénicas y de la Música, Salamanca; I. Escudero)

Elisabet de Portugal, Emperadriu romanogermànica, reina consort d'Aragó i Castilla, esposa de Carles I 
- Antonio Llanos y Berete i Ruperto Chapí: El Duque de Gandía (1894, 10-3, T. de la Zarzuela, Madrid ; Joaquín Dicenta), drama líric en tres actes[7]
- Ernst Krenek: Karl V (1938, 22-6, Neues Deutsches Theater, Praga; E. Krenek), Bühnenwerk mit Musik

Fernando Álvarez de Toledo, 3r duc d'Alba, noble i militar espanyol
- Gaetano Donizetti, completada per Matteo Salvi: Le Duc d'Albe(1839, inacabada, estr. 1882, 22-3, T. Apollo, Roma; Charles Duveyrier, Eugène Scribe)[8]
- Giovanni Pacini: Il duca d'Alba (1842, 26-2, T. La Fenice, Venècia; Giovanni Peruzzini, Francesco Maria Piave)[9]
- Michael William Balfe: Pittore e duca (1844) i la nova versió Moro or The painter of Antwerp (1882)
- Josep Frexas: La figlia del deserto (1854, 16-2, Gran Teatre del Liceu, Barcelona ; Josep Frexas)[10]
- Serafino Amedeo de Ferrari: Don Carlo (1854, 11-2, T. Carlo Felice, Gènova ; Giovanni Pennacchi)[11]
- Lauro Rossi: La contessa di Mons (1874, Marco D'Arienzo)
- Gaston Salvayre: Egmont (1886, Albert Wolff, Albert Millaud)
- Emile Paladilhe: Patrie! (1886, 20-12, Opéra Garnier, París; Victorien Sardou i Louis Gallet)[12]
- Franz Schreker: Der Schmied von Gent (1932, F. Schreker)
- Ernst Krenek: Karl V (1938, 22-6, Neues Deutsches Theater, Praga; E. Krenek), Bühnenwerk mit Musik

Caterina d'Habsburg, germana de Carles I
- Gian Carlo Menotti: La loca (1979, 3-6, San Diego, EUA, San Diego Opera; G.C. Menotti)
- Enric Palomar: Juana (2005, 24-6, Oper Halle; Rebeca Simpson)

Bernardo de Sandoval, marquès de Dénia, noble i cortesà castellà
- Gian Carlo Menotti: La loca (1979, 3-6, San Diego, EUA, San Diego Opera; G.C. Menotti)
- Paul-Baudouin Michel: Jeanne la Folle (1993, 30-1,Opéra royal de Wallonie, Lieja; P.-B. Michel)

Luis de Quijada, majordom de Carles I

Juan Regla, frare jerònim, conseller de Carles I
- Ruperto Chapí: Don Juan de Austria, sarsuela en 3 actes (1902, 20-12, T. Lírico, Madrid ; José Jurado de la Parra, Carlos Servert)[6]

Garcilaso de la Vega, poeta i soldat espanyol
Elena de Zúñiga, esposa seva
- Ruperto Chapí: La muerte de Garcilaso (1876, est. 2009, 28-5, T. de Rojas, Toledo; Antonio Arnao)

Juan de Padilla, noble castellà, cabdill de la revolta de les Comunitats
- Mateo Sabatés: La esposa de Padilla (1871, 2, Puerto Rico ; Gabriel de González Zavala), sarsuela[13]
- Felipe Espino Iglesias: Juan de Padilla (1882), fragment d'un drama líric inacabat
- Enric Palomar: Juana (2005, 24-6, Oper Halle; Rebeca Simpson)
- Igor Escudero: Los comuneros (2021, 2-10, Centro de Artes Escénicas y de la Música, Salamanca; I. Escudero)

María Pacheco, esposa seva
- Joaquín Espin y Guillén: Padilla, o El asedio de Medina (1845 ; Gregorio Romero Larrañaga),[14] música conservada fragmentàriament
- Mateo Sabatés: La esposa de Padilla (1871, 2, Puerto Rico ; Gabriel de González Zavala), sarsuela[13]
- Igor Escudero: Los comuneros (2021, 2-10, Centro de Artes Escénicas y de la Música, Salamanca; I. Escudero)

Juan Bravo
Francisco de Maldonado, nobles castellans, líders de la Revolta de les Comunitats de Castella
- Igor Escudero: Los comuneros (2021, 2-10, Centro de Artes Escénicas y de la Música, Salamanca; I. Escudero)

Antonio de Fonseca, bisbe, president del Consell de Castella
- Joaquín Espin y Guillén: Padilla, o El asedio de Medina (1845 ; Gregorio Romero Larrañaga),[14] música conservada fragmentàriament

Fernando de Valdés y Salas, religiós, bisbe i inquisidor general
- Isaac Nathan: Don John de Austria (1847, 3-5, Royal Victoria Theatre, Sydney, Austràlia ; Jacob Levi Montefiore), "ballad opera"; paper parlat

Diego Hurtado de Mendoza, escriptor i ambaixador a Venècia
- Rafael Kubelik: Cornelia Faroli (1972)

Francesillo de Zúñiga, escriptor i bufó de Carles I
Juan de Urbina, militar basc 
- Francisco Asenjo Barbieri: Juan de Urbina (1876, 4-10, T. de la Zarzuela, Madrid ; Luis Mariano de Larra)[15]

Sant Francesc de Borja , 4t duc de Gandia, noble i jesuïta valencià, general de la Companyia de Jesús
Elionor de Castro, esposa seva
- Antonio Llanos y Berete i Ruperto Chapí: El Duque de Gandía (1894, 10-3, T. de la Zarzuela, Madrid ; Joaquín Dicenta), drama líric en tres actes[7]
- Ernst Krenek: Karl V (1938, 22-6, Neues Deutsches Theater, Praga; E. Krenek), Bühnenwerk mit Musik

Sant Ignasi de Loiola, cavaller espanyol, fundador de la Companyia de Jesús
- Giovanni Girolamo Kapsberger: Apotheosis sive Consecratio SS Ignatii et Francisci Xaverii (1622, 14?-3, Collegio romano, Roma; Orazio Grassi)
- San Javier, grande en El Hito (1696?, El Hito, Conca; anònim), "zarzuela famosa", música perduda; el sant no apareix com a personatge, sinó com a presència miraculosa[16]
- San Francisco Javier (ca. 1740, Misión de Santa Ana, Chiquitos, Bolívia), òpera sacra
- Domenico Zipoli, Martin Schmid: San Ignacio de Loyola (ca. 1755?; representada el 1762, mitjans, Misión de Santa Ana, Chiquitos, Bolívia; Bonaventura Castells i un altre), òpera sacra de cambra
- Antoni Massana i Bertran Ideando una forja de hombres (1941; Joaquim Vila), quadre melodramàtic
- Virgil Thomson: Four saints in three acts (1928, est. 1934, Gertrude Stein)
- Tomás Aragüés: Ignatius (2012, est. 2016; Pilar González de Gregorio)

Sant Francesc Xavier, jesuïta i missioner en Àsia
- Giovanni Girolamo Kapsberger: Apotheosis sive Consecratio SS Ignatii et Francisci Xaverii (1622, 14?-3, Collegio romano, Roma; Orazio Grassi)
- San Francisco Javier (ca. 1740, Misión de Santa Ana, Chiquitos, Bolívia), òpera sacra
- Domenico Zipoli, Martin Schmid: San Ignacio de Loyola (ca. 1740; representada el 1762, mitjans, Misión de Santa Ana, Chiquitos, Bolívia; Bonaventura Castells i un altre), òpera sacra de cambra
- Tomás Aragüés: Ignatius (2012, est. 2016; Pilar González de Gregorio)

Santa Teresa de Jesús, religiosa i mística espanyola
- Francesco Provenzale: La fenice d'Avila Teresa di Gesù (1672, Giuseppe Castaldo)
- Virgil Thomson: Four saints in three acts (1928, est. 1934, Gertrude Stein)

Rei Enric II de Navarra
- Angelo Villanis: Una notte di festa (1859, T. Solera)

### Portugal
Vasco da Gama, explorador portuguès
- Alessio Prati, Paisiello, Nasolini, Bianchi, G. Sarti, Righini, Naumann i Jommelli: Vasco de Gama (1792, Antonio de' Filistri Caramondani), pastitx
- Friedrich Heinrich Himmel: Vasco da Gama (1801)
- Giacomo Meyerbeer: L'africaine (1865, 28-4, Opéra, París ; Augustin-Eugène Scribe)
- August Conradi: Die Afrikarnerin in Kalau (1866, Wallner-T., Berlín ; Herman Salingré), farsa
- Philip Glass: Corvo branco (1998)

Caterina d'Habsburg, reina consort, esposa de Joan III de Portugal
- Enric Palomar: Juana (2005, 24-6, Oper Halle; Rebeca Simpson)

Rei Manuel I de Portugal
Beatriu de Portugal i d'Aragó, princesa portuguesa
Gil Vicente, poeta portuguès
Bernardim de Ribeiro, escriptor portuguès
- Francisco de Sá Noronha: Beatrice di Portogallo (1863)

Afonso de Albuquerque, explorador portuguès
- Vincenzo Federici: La conquista delle Indie orientali (1808)
- Julius Benedict: I portughesi in Goa (1830)

Tristão da Cunha, explorador, primer virrei de l'Índia
- Louis Spohr: Jessonda (1823, 28-7, Hoftheater, Kassel; Eduard Heinrich Gehe)[17]

Fernão de Magalhães, navegant i explorador portuguès
- Lleonard Balada: La muerte de Colón (1996, est. 2005, 15-1, Carnegie Music Hall, Pittsburgh ; L. Balada)

Elionor d'Habsburg, reina consort de Portugal i França
- Reinhard Keiser: Die Oesterreichische Großmuth, oder Carolus V. (1714)
- Ernst Krenek: Karl V (1938, 22-6, Neues Deutsches Theater, Praga; E. Krenek), Bühnenwerk mit Musik

D. João de Mascarenhas, militar portuguès, defensor de Diu
- Manuel Inocêncio dos Santos: L'assedio di Diu (1841, 28-2, T. S. Carlos, Lisboa)

### Conquesta i colonització d'Amèrica
Amerigo Vespucci, cartògraf italià
- Lleonard Balada: La muerte de Colón (1996, est. 2005, 15-1, Carnegie Music Hall, Pittsburgh ; L. Balada)

Pachacútec, sobirà inca
Ullanta, general d'Anasuyu
- Constantino Vicente Gaito: Ollantay (1926)
- José María Valle Riestra: Ollanta

Túpac Yupanqui, sobirà dels inques
- Arturo Berutti: Yupanki (1899)

Atahualpa, sobirà dels inques
- Peter Winter: Cora und Alonzo (1778, Múnic; Joseph Marius von Babo), com a "König der Inkas"
- Johann Gottlieb Naumann: Cora och Alonzo (1782, Estocolm, Suècia)
- Giuseppe Sarti: L'Idalide (1783, 8-1, T. alla Scala, Milà; Ferdinando Moretti), com a Ataliba Inca
- Luigi Cherubini: L'Idalide (1784, 26-12, T. della Pergola, Florència; F. Moretti)
- Pierre-Joseph Candeille: Pizarre ou La Conquête du Pérou (1785)
- Salvatore Rispoli: Idalide (1786, Ferdinando Moretti)
- Giacomo Tritto: La vergine del sole (1786, Lanfranchi Rossi)
- Domenico Cimarosa: La vergine del sole (1787, 1, T. Kamei, Sant Petersburg; Ferdinando Moretti), com a Ataliba[18]
- Marcello Bernardini: Pizzarro nelle Indie (1791)
- Étienne Méhul: Cora (1791, 15-2, Académie Royale de Musique, París; Valadier)
- Michael Kelly: Pizzaro (1799) (com a Ataliba)
- Thomas Shaw: Pizzaro (1799, Richard Brisley Sheridan: com a Ataliba)
- Johann Baptist Lasser: Cora und Alonzo (1801, 21-1, Hoftheater, Múnic; desconegut), com a "König der Inkas"
- Johann Simon Mayr: Alonso e Cora (1803, 26-12, T. alla Scala, Milà; Giuseppe Bernadoni)
- Giuseppe Farinelli: La vergine del sole (1805, com a Ataliba)
- Albert Lortzing: Die Schatzkammer des Ynka (1837)
- Enrique Barrera Gómez: Atahualpa (1869, est. 1878)
- Luigi Madoglio: Atabalipa l'ultimo degli Incas, o Pizzarro alla scoperta delle Indie (1869)
- Carlo Pasta: Atahualpa (1875)
- Arturo Ossandón de la Peña: Excelsior (1910, Valparaíso, Xile ; A. Ossandón), melodrama lírico-fantàstic
- José María Valle Riestra: Atahualpa (inacabada, 1925)
- Iain Hamilton: The royal hunt de the Sun (1977)

Francisco Pizarro, conqueridor espanyol de l'imperi inca
- Giuseppe Giordani: Pizzarro nelle Indie o sia La distruzione del Perù (1783)
- Pierre-Joseph Candeille: Pizarre ou La Conquête du Pérou (1785)
- Giuseppe Francesco Bianchi: Pizarro (1788)
- Marcello Bernardini: Pizarro nelle Indie (1791)
- Michael Kelly: Pizzaro (1799)
- Thomas Shaw: Pizzaro (1799, Richard Brisley Sheridan)
- Albert Lortzing: Die Schatzkammer des Ynka (1837)
- Luigi Madoglio: Atabalipa, l'ultimo degli Incas, o Pizzarro alla scoperta delle Indie (1869)
- Arturo Ossandón de la Peña: Excelsior (1910, Valparaíso, Xile ; A. Ossandón), melodrama lírico-fantàstic
- Iain Hamilton: The royal hunt de the Sun (1977)

Diego de Almagro, explorador castellà
Bartolomé de las Casas, eclesiàstic castellà, bisbe de Chiapas
- Michael Kelly: Pizzaro (1799)
- Thomas Shaw: Pizzaro (1799, Richard Brisley Sheridan)
- Arturo Ossandón de la Peña: Excelsior (1910, Valparaíso, Xile ; A. Ossandón), melodrama lírico-fantàstic

Abayubà, cabdill dels charrúa
- León Ribeiro: Liropeya (1912)

Juan de Garay, explorador del Paraná i Argentina
- Ricardo Bonicioli: Juan de Garay (1900)

Hernando de Soto, conqueridor espanyol
- Alfredo Schiuma: Las vírgenes del Sol (1939)

Pedro de Valdivia, conqueridor de Xile
Inés Suárez, conqueridora estremenya, amant seva
- Elio Piattelli: Inés de Suárez (estrena versió reduïda: 1941, T. Municipal, Santiago de Xile; estrena amb orquestració de Andrés Maupoint: 2010, 7-12, T. Municipal de Las Condes, Santiago de Xile; Giuseppe Guerra)[19][20]

Caupolicán i Lautaro, cabdills dels araucans
- Eliodoro Ortiz de Zárate: Lautaro (1899)
- Remigio Acevedo Gajardo: Caupolicán (1911)

Alonso de Ercilla, militar i escriptor castellà, membre de l'expedició contra els araucans
- José Lidón: Glaura y Cariolano (1792, 24-1, Coliseo del Príncipe, Madrid; Ignacio García Malo)

Furatena, sobirana dels musos de Colòmbia
- Guillermo Uribe Holguín: Furatena (1943)

#### Mèxic
Xicotencatl, tlatoani tlaxcalteca de Tizatlan
- Giuseppe Colla: Sicotencal (1776)[21]

Hernán Cortés, conqueridor espanyol
- Antonio Vivaldi: Motezuma RV 723 (1733, 14-11, T. Sant'Angelo, Venècia; Alvise Giusti), com a Fernando[22]
- Carl Heinrich Graun: Montezuma (1755)
- Francesco di Majo: Montezuma (1765)
- Manuel Ferreira: Valor que admiran dos mundos, se engendra sólo en España y Hernán Cortés sobre México
 (1768, comèdia amb música)
- M. Ferreira o Antonio Guerrero: Hernán Cortés triunfante en Tlascala (1769, comèdia amb música)
- Josef Mysliveček: Motezuma (1771)
- Giovanni Paisiello: Montezuma (1772, 1, T. delle Dame, Roma; Vittorio Amedeo Cigna-Santi)
- Baldassare Galuppi: Montezuma (1772, 27-5, T. San Benedetto, Venècia; Vittorio Amedeo Cigna-Santi)[23]
- Antonio Sacchini: Motezuma (1775, 7-2, King's Theater at Haymarket, Londres; Giovan Gualberto Bottarelli)
- Pasquale Anfossi: Montezuma (1776)
- Giacomo Insanguine: Montezuma (1780)
- Niccolò Antonio Zingarelli: Montezuma (1781)
- Fermín del Rey: Hernán Cortés en Cholula (1782, comèdia amb música)
- Giuseppe Giordani: Fernando nel Messico (1786, Roma ; Filippo Tarducci)
- Giuseppe Mugens: Fernando Cortez o la conquista del Messico (1789)
- Marcos António da Fonseca Portugal: Fernando nel Messico (1798, T. Venier in San Benedetto, Venècia; Filippo Tarducci)[24]
- Ignaz von Seyfried: Montezuma (1804, 19-12, T. an der Wien, Viena; Joseph Ritter von Seyfried)
- Ercole Paganini: La conquista del Messico o Lisinga (1808, Milà ; Luigi Romanelli)
- Gaspare Spontini: Fernand Cortez, où La conquête du Mexique (1809, 28-11, Opéra, París; Victor-Joseph Etienne de Jouy, Joseph-Alphonse d'Esménard)
- Gaspare Spontini: Fernand Cortez, où La conquête du Mexique, versió revisada (1817, 28-5, Opéra, París; Victor-Joseph Etienne de Jouy, Joseph-Alphonse d'Esménard)[25]
- Henry Rowley Bishop: Cortez, or the conquest of Mexico (1822, Londres ; Blanchet)
- Giovanni Pacini: Amazilia (1825, 6-7, T. San Carlo, Nàpols; Giovanni Schmidt)
- Vincenzo Fioravanti: La conquista del Messico (1829)
- Luigi Ricci: L'eroina del Messico ovvero Fernando Cortez (1830, 9-2, T. Apollo, Roma ; Jacopo Ferretti)
- Giacomo Treves: Montezuma (1845, Milà ; Cigna-Santi)
- Ignacio Ovejero: Hernán Cortés, o La conquista de Messico (1848)
- Francesco Malipiero: Fernando Cortez (1851, Venècia ; Brena), melodrama seriós
- Aniceto Ortega de Villar: Guatemotzin (1871, 13-9, Gran Teatro Nacional, México ; José Tomás de Cuéllar)
- Ruperto Chapí: Las naves de Cortés (1874)
- Frederik Gleason: Montezuma (1904, Nova York ; F. Gleason)
- Arturo Ossandón de la Peña: Excelsior (1910, Valparaíso, Xile ; A. Ossandón), melodrama lírico-fantàstic
- Lorenzo Ferrero: La conquista (2005, L. Ferrero, Frances Karttunen)
- Henry Kimball Hadley: Azora, the daughter de Montezuma (1914, estr. 1917, 26-12, The Auditorium, Chicago ; David Stevens)
- Roger Sessions: Montezuma (1964, G. Antonio Borgese)
- Pavel Šivic: Cortesova vrnitev (1971, Pavel Šivic a partir d'Andrej Hieng)
- Jean Prodomidès: La noche triste (1989 ; J. Prodromidès, Jean Gruault)
- Wolfgang Rihm: Die Eroberung von Mexico (1992, W. Rihm)
- Manuel Henríquez Romero: Malinali (1993, òpera de cambra)
- Bernhard Lang: Montezuma Fallender Adler (2009)

Moctezuma II Xocoyotzin, sobirà asteca
- Antonio Vivaldi: Motezuma RV 723 (1733, 14-11, T. Sant'Angelo, Venècia; Alvise Giusti), com a Fernando[22]
- Carl Heinrich Graun: Montezuma (1755)
- Gian Francesco di Majo: Motezuma (1765)
- Mattia Venlo: Montezuma (1767)
- Josef Mysliveček: Motezuma (1771)
- Giovanni Paisiello: Montezuma (1772, 1, T. delle Dame, Roma; Vittorio Amedeo Cigna-Santi)
- Baldassare Galuppi: Montezuma (1772, 27-5, T. San Benedetto, Venècia; Vittorio Amedeo Cigna-Santi)[23]
- Antonio Sacchini: Motezuma (1775, 7-2, King's Theater at Haymarket, Londres; Giovan Gualberto Bottarelli)
- Pasquale Anfossi: Montezuma (1776)
- Giacomo Insanguine: Montezuma (1780)
- Niccolò Antonio Zingarelli: Montesuma (1781)
- Giuseppe Giordano: Fernando Cortez o la conquista del Messico (1789)
- Giuseppe Mugens: Fernando Cortez o la conquista del Messico (1789)
- Marcos António da Fonseca Portugal: Fernando nel Messico (1798, T. Venier in San Benedetto, Venècia; Filippo Tarducci),[24] com a Telasco
- Ignaz von Seyfried: Montezuma (1804, 19-12, T. an der Wien, Viena; Joseph Ritter von Seyfried)
- Ercole Paganini: La conquista del Messico o Lisinga (1808)
- Gaspare Spontini: Fernand Cortez, où La conquête du Mexique, versió revisada (1817, 28-5, Opéra, París; Victor-Joseph Etienne de Jouy, Joseph-Alphonse d'Esménard): només apareix a la versió revisada, no pas a la de 1809.
- Vincenzo Fioravanti: La conquista del Messico (1829)
- Luigi Ricci: L'eroina del Messico ovvero Fernando Cortez (1830, 9-2, T. Apollo, Roma ; Jacopo Ferretti)
- Arturo Ossandón de la Peña: Excelsior (1910, Valparaíso, Xile ; A. Ossandón), melodrama lírico-fantàstic
- Henry Kimball Hadley: Azora, the daughter de Montezuma (1914, estr. 1917, 26-12, The Auditorium, Chicago ; David Stevens)
- Efraín Pérez Cámara: Tzencontli (1940)
- Roger Sessions: Montezuma (1964, G. Antonio Borgese)
- Jean Prodomidès: La noche triste (1989, J. Prodromidès, Jean Gruault)
- Gerhard Rosenfeld: Friedrich und Montezuma (1989, Gerhard Hartmann)
- Wolfgang Rihm: Die Eroberung von Mexico (1992)
- Lorenzo Ferrero: La conquista (2005, L. Ferrero, Frances Karttunen)
- Bernhard Lang:  Montezuma Fallender Adler (2009)

La Malinche o Doña Marina, dona tlaxcalteca, amant d'Hernán Cortés
- Aniceto Ortega de Villar: Guatemotzin (1871, 13-9, Gran Teatro Nacional, México ; José Tomás de Cuéllar)
- Roger Sessions: Montezuma (1964, G. Antonio Borgese)
- Jean Prodomidès: La noche triste (1989, J. Prodromidès, Jean Gruault)
- Manuel Henríquez Romero: Malinali (1993, òpera de cambra)
- Lorenzo Ferrero: La conquista (2005, L. Ferrero, Frances Karttunen)
- Bernhard Lang: Montezuma Fallender Adler (2009)

Cacamatzin, rei asteca
- Roger Sessions: Montezuma (1964, G. Antonio Borgese)

Pedro de Alvarado, conquistador espanyol
- Roger Sessions: Montezuma (1964, G. Antonio Borgese)
- Lorenzo Ferrero: La conquista (2005, L. Ferrero, Frances Karttunen)

Papantzin, princesa asteca, germana de Moctezuma II
- Henry Kimball Hadley: Azora, the daughter de Montezuma (1914, estr. 1917, 26-12, The Auditorium, Chicago ; David Stevens)

Isabel Moctezuma (Teutile), filla de Moctezuma II
- Antonio Vivaldi: Motezuma RV 723 (1733, 14-11, T. Sant'Angelo, Venècia; Alvise Giusti), com a Fernando[22]

Canek, gran sacerdot asteca
- Henry Kimball Hadley: Azora, the daughter de Montezuma (1914, estr. 1917, 26-12, The Auditorium, Chicago ; David Stevens)

Cuauhtémoc, rei asteca
- Aniceto Ortega de Villar: Guatemotzin (1871, 13-9, Gran Teatro Nacional, México ; José Tomás de Cuéllar)
- Roger Sessions: Montezuma (1964, G. Antonio Borgese)

Toangaxoan II Tzimzitxa, sobirà dels tarascos
- Ricardo Castro Herrera: Atzimba (1900, 1-2, T. Arbeu, Mèxic ; Alberto Michel, Alejandro Cuevas)

Eréndira, princesa tarasca
- Luis Mendoza López: Eréndira (1957, 9-11, T. Hidalgo, Xalapa, Mèxic ; Francisco Pando)

Bernal Díaz del Castillo, militar i cronista espanyol 
- Roger Sessions: Montezuma (1964, G. Antonio Borgese)

Vasco Núñez de Balboa, militar i descobridor espanyol 
- Ruperto Chapí: Vasco Núñez de Balboa, sarsuela (1872)
- José Francisco Vásquez_ Vasco Núñez de Balboa (ca. 1960, no estrenada)

Vasco de Quiroga, membre de l'Audiencia Real de Mèxic i primer bisbe de Michoacán
- Miguel Bernal Jiménez: Tata Vasco (1941)

Luis de Carvajal y de la Cueva, explorador, fundador de Monterrey
Bernardino de Sahagún, franciscà, cronista
- Myron Fink: The Conquistador (1997, 1-3, San Diego Opera, San Diego ; Don Moreland)[26]

Manteo, cap algonquí de Roanoke (Carolina del Nord)
- Iain Hamilton: Raleigh's dream (1984)

### Estats itàlics
Juli d'Este, fill del duc Hèrcules I d'Este
- Fabio Campana: Giulio d'Este (1841)

Alfons I d'Este, duc de Ferrara, espòs de Lucrècia Borja
- Gaetano Donizetti: Lucrezia Borgia (1840, 26-12, T. alla Scala, Milà; Felice Romani)[27]

Ludovico Ariosto, poeta
Pietro Bembo, humanista i escriptor
- Joseph-Denis Doche: Arioste gouverneur or Le Triomphe du génie (1800, vodevil)

Julià de Mèdici, senyor de Florència i duc de Nemours
- Joaquim Cassadó i Valls: El cardenal (inacabada)

Lorenzino de Mèdici, escriptor i assassí italià
- Giovanni Pacini: Lorenzino de' Medici (1845, 4-3, T. La Fenice, Venècia; F. M. Piave)
- Sylvano Bussotti: Lorenzaccio (1972)

Filippo Strozzi el Jove, noble i banquer florentí
Luigia Strozzi Capponi, filla seva
- Giovanni Pacini: Lorenzino de' Medici (1845, 4-3, T. La Fenice, Venècia; F. M. Piave)

Alexandre de Mèdici, duc de Florència
- Giovanni Pacini: Lorenzino de' Medici (1845, 4-3, T. La Fenice, Venècia; F. M. Piave)
- Kurt Weill: The firebrand of Florence, musical en dos actes (1945, 22-3, Alvin Theatre; Ira Gershwin, Edwin Justus Mayer)
- Sylvano Bussotti: Lorenzaccio (1972)

Cosme I de Mèdici, duc de Florència
- Antonio Costamagna: Don Garzia (1839)
- Pietro Combi: Cosimo de' Medici (1840)
- Sylvano Bussotti: Lorenzaccio (1972)

Niccolò Machiavelli, escriptor i pensador toscà
- Mohammed Fairouz: The new Prince (2017, David Ignatius)

Amerigo Vespucci, cartògraf
- Lleonard Balada: La muerte de Colón (1996, est. 2005, 15-1, Carnegie Music Hall, Pittsburgh ; L. Balada)

Elisabet dels Baus, reina consort, esposa de Frederic I de Nàpols
- Carlo Pedrotti: Isabella d'Aragona (1864)

Ettore Fieramosca, condottiero al regne de Nàpols
- Pietro Combi: Ginevra di Monreale (1841)
- Ägidius Ferdinand Karl Lickl: La disfida di Barletta (1848)
- Nicola de Giosa: Ettore Fieramosca (1855)
- Vincenzo Ferroni: Ettore Fieramosca (1896)

Sigismondo II de Luna, comte de Caltabellotta
Giacomo Pellotto, noble sicilià
- Pasquale Bona: I Luna e i Perollo (1844)

Antoniotto II Adorno, dux de Gènova
- Franz Schreker: Die Gezeichneten (Els marcats) (1915, estr. 1918)

Sampiero Corso, condottiero de Còrsega
Vannina d'Ornano, la seva esposa
- Fabio Campana: Vannina d'Ornano (1842)

Andreu Doria, dux de Gènova
Giovanni Luigi Fieschi, noble genovès
- Étienne Méhul: Doria, ou La tyrannie détruite (1795, 12-3, Comédie-italienne, París; Gabriel-Marie Legouvé, Charles-Joseph Lœuillard Davrigny)
- Carl Amand Mangold: Fiesco (1840, inacabada)
- Teodulo Mabellini: Il conte di Lavagna (1843)
- Édouard Lalo: Fiesque (1868, estr. 2006; Charles Beauquier)
- Augusto Machado: I Doria (1887)

Isabella Grimaldi, princesa consort de Mònaco
- Luca Antonio Predieri: Il trionfo di Solimano, ovvero Il trionfo maggiore è vincere se stesso (1719, Francesco Pecori)

Leonardo Loredan, dux de Venècia
- Gioacchino Rossini: Otello, ossia Il moro di Venezia (1816, 4-12, T. del Fondo, Nàpols; Francesco Maria Berio di Salsa)[28]

Francesco Donato, dux de Venècia
- Pietro Raimondi: Francesco Donato (1842, Felice Romani)

Pietro Aretino, escriptor i diplomàtic venecià
- Tomás Barrera Saavedra, José María Guervós y Mira: El Aretino (1908, 23-10, T. de la Zarzuela, Madrid ; Luciano Boada, Manuel Castro y Tiedra),[29] sarsuela, "anécdota lírico-dramática"
- Rafael Kubelik: Cornelia Faroli (1972)

Giorgione, pintor venecià
- Fritz Baselt: Albrecht Dürer (1892, 20-11, Nuremberg; Friedrich Leber)[30]
- Giacomo Orefice: Cecilia (1902, 16-8, T. comunale, Vicenza; G. Orefice)

Morto da Feltre, pintor
- Giacomo Orefice: Cecilia (1902, 16-8, T. comunale, Vicenza; G. Orefice)

Tiziano, pintor venecià
- Fritz Baselt: Albrecht Dürer (1892, 20-11, Nuremberg; Friedrich Leber)[30]
- Giacomo Orefice: Cecilia (1902, 16-8, T. comunale, Vicenza; G. Orefice)
- Rafael Kubelik: Cornelia Faroli (1972)

#### Roma
Papa Alexandre VI
- Pietro Combi: Ginevra di Monreale (1841, com a Duca di Borgia)
- Ägidius Ferdinand Karl Lickl: La disfida di Barletta (1848)
- Paul Höffer: Borgia (ca. 1930)
- Carles Santos: L'adéu de Lucrècia Borgia (2001)

Lucrècia Borja, filla del papa Alexandre VI
- Gaetano Donizetti: Lucrezia Borgia (1840, 26-12, T. alla Scala, Milà; Felice Romani)[27]
- Giuseppe Strigelli: I figli di Borgia (1866, Filippo Barattani)
- Carles Santos: L'adéu de Lucrècia Borgia (2001)

Cèsar Borja, fill del papa Alexandre VI
- Pietro Combi: Ginevra di Monreale (1841, com a Duca di Borgia)
- Ägidius Ferdinand Karl Lickl: La disfida di Barletta (1848)
- Giuseppe Strigelli: I figli di Borgia (1866, Filippo Barattani)
- Carles Santos: L'adéu de Lucrècia Borgia (2001)

Joan Borja, duc de Gandia, fill del papa Alexandre VI
- Giuseppe Strigelli: I figli di Borgia (1866, Filippo Barattani)

Lleó X, papa
- Joaquim Cassadó i Valls: El cardenal (inacabada, com a Juan de Médici)

Rafael, pintor italià
- Pietro Raimondi: Raffaello da Urbino e la Fornarina (1838, G. Checcherini)
- Paolo Grassi: Raffaello e la Fornarina (1886, T. Novedades, Barcelona; Olindo Guerrini (i. e. Lorenzo Stecchetti)), opereta
- Anton Arenskij: Rafael

Andrea del Sarto, pintor italià
- Daniel-Lesur: Andrea del Sarto (1969)

Climent VII, papa
- Hector Berlioz: Benvenuto Cellini (1838, 10-9, Opéra, París; Léon de Wailly, Auguste Barbier)
- Ernst Krenek: Karl V (1938, 22-6, Neues Deutsches Theater, Praga; E. Krenek), Bühnenwerk mit Musik

Benvenuto Cellini, escultor, orfebre i artista italià
- Hector Berlioz: Benvenuto Cellini (1838, 10-9, Opéra, París; Léon de Wailly, Auguste Barbier)
- Franz Lachner: Benvenuto Cellini, oder Der Guss des Perseus (1849)
- Camille Saint-Saëns: Ascanio (1890, 21-3; Académie nationale de musique, París; Louis Gallet)
- Kurt Weill: The firebrand of Florence, musical en dos actes (1945, Ira Gershwin)

### França
Anna de Bretanya, duquessa de Bretanya
- Louis Bourgault-Ducoudray: Anne de Bretagne (1892)

Rei Lluís XII de França
- André Messager: La Basoche (1890)
- Ignaz Brüll: Gringoire (1892)
- Giorgio Federico Ghedini: Gringoire (1915)
- André Messager: La Basoche

Gastó de Foix-Nemours, militar francès, virrei de Milà
- Giuseppe Persiani: Gastone di Foix (1827, 26-12, T. La Fenice, Venècia; F. Romani)

Reina Maria Tudor i de York, esposa seva
Lluís I d'Orléans, duc de Longueville
- André Messager: La Basoche (1890)

Rei Francesc I de França
- Reinhard Keiser: Die Oesterreichische Großmuth, oder Carolus V. (1714)
- Rodolphe Kreutzer: François I, ou La fête mysterieuse (1801, 14-3, Opéra-comique, París; Charles-Augustin Bassompierre,

A. de Chazet)
- Joseph Weigl: Franziska von Foix (1812, Ignaz Franz Castelli)
- Adolphe Adam: The Dark Diamond (1832, 5-11, Covent Garden, Londres; Thomas Wade)
- Edward Loder: Francis the First (1838)
- Carl Gottlieb Reissiger: Adèle de Foix (1841, Karl Ludwig Blum)
- Camille Saint-Saëns: Ascanio (1890, 21-3; Académie nationale de musique, París; Louis Gallet)
- Ernst Krenek: Karl V (com a Franz I) (1938, 22-6, Neues Deutsches Theater, Praga; E. Krenek), Bühnenwerk mit Musik

Elionor d'Habsburg, esposa seva, vídua de Manuel I de Portugal
- Reinhard Keiser: Die Oesterreichische Großmuth, oder Carolus V. (1714)
- Giovanni Pacini: La gelosia corretta (1826, 27-3, T. alla Scala, Milà; Luigi Romanelli)
- Ernst Krenek: Karl V (1938, 22-6, Neues Deutsches Theater, Praga; E. Krenek), Bühnenwerk mit Musik

Francesca de Foix, noble, amant de Francesc I
- Henri-Montan Berton: Françoise de Foix (1809)
- Joseph Weigl: Franziska von Foix (1812, Ignaz Franz Castelli)
- Gaetano Donizetti: Francesca di Foix (1831, 30-5, T. San Carlo, Nàpols; Domenico Gilardoni)

Margarida d'Angulema, duquessa d'Alençon i reina consort de Navarra
- Reinhard Keiser: Die Oesterreichische Großmuth, oder Carolus V. (1714)
- Joseph Weigl: Franziska von Foix (1812, Ignaz Franz Castelli)

Francesc de Guisa, noble francès 
- André Messager: Le bourgeois de Calais (1887)

Guillaume Gouffier de Bonnivet, general francès
- Carl Gottlieb Reissiger: Adèle de Foix (1841, Karl Ludwig Blum)

Conestable Carles III de Borbó, noble francès
- Reinhard Keiser: Die Oesterreichische Großmuth, oder Carolus V. (1714)
- Edward Loder: Francis the First (1838)

Carlota d'Orleans, duquessa de Nemours
- Edward Loder: Francis the First (1838)

Pierre Gringoire, poeta francès
- Ignaz Brüll: Gringoire (1892)
- Giorgio Federico Ghedini: Gringoire (1915)

Clément Marot, poeta
- André Messager: La Basoche (1890)

François Rabelais, metge i escriptor
- Louis Gaston Ganne: Rabelais (1892)
- Marcel Landowski: Rabelais, François de France (1953, òpera-ballet)

Jean Cousin el Vell, pintor renaixentista
- François-Adrien Boïeldieu i Sophie Gail: Angéla ou L'atelier de Jean Cousin (1814, 13-6, Opéra-comique, París; G. Montcloux d’Épinay)

Pierre Terrail de Bayard, militar
- Girard de Propiac: Les savoyardes, ou La continence de Bayard (1789, comédie mêlée d'ariettes)
- Luigi Cherubini, François-Adrien Boïeldieu, Nicolas Isouard i Charles-Simon Catel:
Bayard à Mézières ou Le siège de Mézières (1814, 12-2, T. Feydeau (Opéra-comique), París; E. Dupaty, R. Allisan de Chazet)

Rei Enric II de França
- Giovanni Pacini: La gelosia corretta (1826, 27-3, T. alla Scala, Milà; Luigi Romanelli)
- Jean Françaix: La Princesse de Clèves (1965)

Caterina de Mèdici, esposa d'Enric II
- Gustav Schmidt: La Réole (1863, Charlotte Birch-Pfeiffer)

Caterina de Mèdici, esposa d'Enric II
Jaume de Savoia-Nemours, duc de Nemours
- Jean Françaix: La Princesse de Clèves (1965)

### Illes Britàniques
Maria Tudor i de York, filla d'Enric VII d'Anglaterra, reina consort de França
- André Messager: La Basoche (1890)

Rei Jaume V d'Escòcia
- Gioachino Rossini: La donna del lago (1819, 24-10, T. San Carlo, Nàpols; Andrea Leone Tottola),[31] disfressada com a Uberto

#### Anglaterra

##### Regnat d'Enric VIII
Rei Enric VIII d'Anglaterra
- Pietro Jacopo Bacci: Il Tomaso Moro: gran cancelliere dell'Inghilterra (1705, Oratorio di S. Filippo Neri, Perugia ; anònim), "melodramma"[32]
- Adolphe Adam, Casimir Gide: Les trois Catherine: scènes historiques du règne de Henri VIII (1830, 18-11, T. des Nouveautés, París; Guillaume Edouard Monnais, Paul Duport), "opéra-comique"[33]
- Gaetano Donizetti: Anna Bolena (1830, 26-12, T. Carcano, Milà; Felice Romani),[34] com a Enrico
- Errico Petrella: Caterina Howard (1866, G. Cencetti)
- Camille Saint-Saëns: Henri VIII (1883, 5-3; Opéra, París; Pierre Léonce Détroyat i Paul Armand Silvestre)
- Anthony Collins: Catherine Parr (1930, 10-12, Royal College of Music, Londres; A. Collins, a partir de Maurice Baring)
- Jeremy Beck: Anne Boleyn (1984, 27-1, Manes College of Music, Nova York; J. Beck), òpera de cambra en un acte[35]
- Sir Peter Maxwell Davies: Taverner (no surt identificat amb el nom)

Maria Tudor i de York, germana d'Enric VIII, esposa de Lluís XII de França
- André Messager: La Basoche

Thomas Wolsey, cardenal anglès 
- Sir Peter Maxwell Davies: Taverner (no s'identifica amb aquest nom)

Thomas Cranmer, arquebisbe de Canterbury
- Adolphe Adam, Casimir Gide: Les trois Catherine: scènes historiques du règne de Henri VIII (1830, 18-11, T. des Nouveautés, París; Guillaume Edouard Monnais, Paul Duport), "opéra-comique"[33]
- Errico Petrella: Caterina Howard (1866, G. Cencetti)
- Sir Peter Maxwell Davies: Taverner (no s'identifica amb aquest nom)
- Camille Saint-Saëns: Henri VIII (1883, 5-3; Opéra, París; Pierre Léonce Détroyat i Paul Armand Silvestre)

Thomas Howard , 3r duc de Norfolk, polític anglès, oncle de dues de les esposes d'Enric VIII
- Adolphe Adam, Casimir Gide: Les trois Catherine: scènes historiques du règne de Henri VIII (1830, 18-11, T. des Nouveautés, París; Guillaume Edouard Monnais, Paul Duport), "opéra-comique"[33]
- Camille Saint-Saëns: Henri VIII (1883, 5-3; Opéra, París; Pierre Léonce Détroyat i Paul Armand Silvestre)
- Wolfgang Fortner: Elisabeth Tudor (1972)

Henry Howard , comte de Surrey, noble anglès, poeta
- Camille Saint-Saëns: Henri VIII (1883, 5-3; Opéra, París; Pierre Léonce Détroyat i Paul Armand Silvestre)

Henry Percy , 6è comte de Northumberland
- Gaetano Donizetti: Anna Bolena (1830, 26-12, T. Carcano, Milà; Felice Romani)[34]
- Jeremy Beck: Anne Boleyn (1984, 27-1, Manes College of Music, Nova York; J. Beck), òpera de cambra en un acte[35]

Caterina d'Aragó, primera esposa d'Enric VIII d'Anglaterra
- Pietro Jacopo Bacci: Il Tomaso Moro: gran cancelliere dell'Inghilterra (1705, Oratorio di S. Filippo Neri, Perugia ; anònim), "melodramma"[32]
- Adolphe Adam, Casimir Gide: Les trois Catherine: scènes historiques du règne de Henri VIII (1830, 18-11, T. des Nouveautés, París; Guillaume Edouard Monnais, Paul Duport), "opéra-comique"[33]
- Camille Saint-Saëns: Henri VIII (1883, 5-3; Opéra, París; Pierre Léonce Détroyat i Paul Armand Silvestre)
- Carl Pflueger: 1492, "operatic extravaganza" (1893, 5-15, Palmer's T., Nova York ; R. A. Barnet), com a Infanta Catalina, paper parlat

Thomas More, canceller d'Anglaterra, màrtir i sant
- Pietro Jacopo Bacci: Il Tomaso Moro: gran cancelliere dell'Inghilterra (1705, Oratorio di S. Filippo Neri, Perugia ; anònim), "melodramma"[32]
- Adolphe Adam, Casimir Gide: Les trois Catherine: scènes historiques du règne de Henri VIII (1830, 18-11, T. des Nouveautés, París; Guillaume Edouard Monnais, Paul Duport), "opéra-comique"[33]
- Oswald Jaeggi: Thomas Morus (1961)

Lorenzo Campeggi, cardenal protector d'Anglaterra
- Camille Saint-Saëns: Henri VIII (1883, 5-3; Opéra, París; Pierre Léonce Détroyat i Paul Armand Silvestre)

Reina Anna Bolena, segona consort d'Enric VIII d'Anglaterra
- Gaetano Donizetti: Anna Bolena (1830, 26-12, T. Carcano, Milà; Felice Romani)[34]
- Camille Saint-Saëns: Henri VIII (1883, 5-3; Opéra, París; Pierre Léonce Détroyat i Paul Armand Silvestre)
- Jeremy Beck: Anne Boleyn (1984, 27-1, Manes College of Music, Nova York; J. Beck), òpera de cambra en un acte[35]

George Boleyn, Viscount Rochford, germà d'Anna Bolena
- Gaetano Donizetti: Anna Bolena (1830, 26-12, T. Carcano, Milà; Felice Romani),[34] com a Rochefort

George Talbot, sisè comte de Shrewsbury, cortesà anglès 
- Gaetano Donizetti: Maria Stuarda (1835, 30-12, T. alla Scala, Milà; Giuseppe Bardari),[36] com a Giorgio Talbot

Mark Smeaton, cortesà anglès
- Gaetano Donizetti: Anna Bolena (1830, 26-12, T. Carcano, Milà; Felice Romani)[34]

Reina Jane Seymour, tercera consort d'Enric VIII d'Anglaterra
- Gaetano Donizetti: Anna Bolena (1830, 26-12, T. Carcano, Milà; Felice Romani)[34]

Reina Catherine Howard, cinquena consort d'Enric VIII d'Anglaterra
- Adolphe Adam, Casimir Gide: Les trois Catherine: scènes historiques du règne de Henri VIII (1830, 18-11, T. des Nouveautés, París; Guillaume Edouard Monnais, Paul Duport), "opéra-comique"[33]
- Henry Charles Litolff: Catherine Howard (1847)
- Errico Petrella: Caterina Howard (1866, G. Cencetti)
- Gerhard Stäbler: Sünde. Fall. Beil., òpera reial en cinc actes (1991)

Catherine Parr, sisena esposa d'Enric VIII
- Adolphe Adam, Casimir Gide: Les trois Catherine: scènes historiques du règne de Henri VIII (1830, 18-11, T. des Nouveautés, París; Guillaume Edouard Monnais, Paul Duport), "opéra-comique"[33]
- Anthony Collins: Catherine Parr (1930, 10-12, Royal College of Music, Londres; A. Collins, a partir de Maurice Baring)

John Dudley, duc de Northumberland
- Nicola Vaccai: Giovanna Gray (1836, 23-2, T. alla Scala, Milà; Carlo Pepoli)

Lady Jane Grey, reina d'Anglaterra
- Nicola Vaccai: Giovanna Gray (1836, 23-2, T. alla Scala, Milà; Carlo Pepoli)
- Henri Büsser: Jane Grey
- Timoteo Pasini: Giovanna Grey (1853)

Guildford Dudley, espòs de Jane Grey
- Nicola Vaccai: Giovanna Gray (1836, 23-2, T. alla Scala, Milà; Carlo Pepoli)

Enric Grey, pare de Jane Grey
- Nicola Vaccai: Giovanna Gray (1836, 23-2, T. alla Scala, Milà; Carlo Pepoli)
- Timoteo Pasini: Giovanna Grey (1853)

John Taverner, compositor anglès
- Sir Peter Maxwell Davies: Taverner

### Sacre Imperi
Johann Georg Faust, alquimista i mag alemany, origen de la llegenda de Faust
- John Ernest Galliard: Dr. Faustus, or The necromancer (1723, pantomima)
- Ignaz Walter: Doktor Faust (1a versió, 1797, 27-12, Bremen; Heinrich G. Schmieder)[37]
- Ignaz Walter: Doktor Faust (2a versió, 1798, 8-6, Hannover; Christoph Andreas Mämminger)
- Johann Georg Lickl: Fausts Leben, Taten und Höllenfahrt (1799, singspiel)
- Louis Spohr: Faust (1816, 1-9, Stavovské divadlo, Praga; Josef Karl Bernard)
- Ignaz Walter: Doktor Faust (revisió, 1819, 10-10, Hoftheater, Ratisbona; Christian August Mämminger)
- Charles Edward Horn, Henry Rowley Bishop i Thomas Cooke: Faust (1825)
- Louise Bertin: Fausto (1831, 8-3, Théâtre-Italien, París ; L. Bertin, sobre l'obra de Goethe)
- Auguste de Peellaert: Faust (1834, Brussel·les, Bèlgica)
- Hector Berlioz: La Damnation de Faust (1846, 6-12, Opéra-comique, París; H. Berlioz, Gérard de Nerval, Almire Gandonnière)
- Charles Gounod: Faust (1859, 19-3, T. Lyrique, París; Jules Barbier i Michel Carré)
- Arrigo Boito: Mefistofele (1868, 5-3, T. alla Scala, Milà; A. Boito)
- Guillermo Cereceda: Mefistófeles (1869, 13-11, T. Circo, Madrid ; Miguel Pastorfido),[38] sarsuela bufa
- Hervé: Le petit Faust (1869, opéra-comique)
- August Conradi: Faust und die schöne Helena (1873)
- Heinrich Zöllner: Faust (1887)
- Meyer Lutz: Faust and Marguerite i la paròdia Faust up to date (1888)
- Cyrill Kistler: Faust 1. Teil (1905)
- Ferruccio Busoni: Doktor Faust (1916–25)
- Prudencio Muñoz: Mefistófela (1918, 29-4, T. Reina Victoria, Madrid ; Jacinto Benavente),[39] opereta
- Claude Terrasse: Faust en menage (1924, Albert Carré)
- Sergei Prokofiev: Ognenni anguel (1927, estr. 1954, 25-11, Théâtre des Champs-Élysées, París; S. Prokofiev)
- Hermann Reutter: Doktor Johannes Faust (1936, Ludwig Andersen; 2a versió: 1955)
- Hermann Reutter: Don Juan und Faust (1950, Ludwig Andersen)
- Hans Ulrich Engelmann: Doctor Faust's Höllenfahrt (1951)
- Havergal Brian: Faust (1955–56)
- Jean-Michel Damase: Le matin de Faust (1966)
- Henri Pousseur: Votre Faust (1961–68)
- Konrad Boehmer: Doktor Faustus (1983)
- Kurt Schwaen: Das Spiel vom Doktor Faust (1983, Kurt Schwaen)
- Giuseppe Savagnone: Faust (1969-1984, Johann Wolfgang von Goethe; inacabada)
- Luboš Fišer: Věčný Faust (1985, òpera per a televisió)
- Luca Lombardi: Faust, un travestimento (1990)
- Alfred Schnittke: Historia von D. Johann Fausten (1995, Jörg Morgener, Alfred Schnittke)
- Michel van der Aa: Faust (1998)
- Josep Soler: Faust (1999-2000, no estrenada; a partir de Johann Wolfgang Goethe)
- Philippe Fénelon: Faust (2004, estr. 2007; P. Fénelon, sobre N. Lenau)
- Pascal Dusapin: Faustus, the Last Night (2006, P. Dusapin, sobre C. Marlowe)
- Friedrich Schenker: Johann Faustus (2004, Hanns Eisler, Friedrich Schenker)
- Silvia Colasanti: Faust (2011, textos de Fernando Pessoa)

Paracels, metge i alquimista alemany
- Cesar Bresgen: Paracelsus (1943)
- Hugo Herrmann: Paracelsus (1943)

Emperador Maximilià I del Sacre Imperi Romanogermànic
- Ferdinand Kauer: Götz von Berlichingen (1808)
- Albert Lortzing: Hans Sachs (1840)
- Karl Goldmark: Götz von Berlichingen (1902)
- Beomseok Yi: Maximilian (2019, 3-1, Tiroler Festspiele, Erl ; Robert Prossen)

Maria de Borgonya, duquessa de Borgonya, esposa seva
Blanca Maria Sforza, princessa de Milà, segona esposa de l'emperador Maximilià I
- Beomseok Yi: Maximilian (2019, 3-1, Tiroler Festspiele, Erl ; Robert Prossen)

Götz von Berlichingen Mà de Ferro, militar mercenari de Francònia
- Ferdinand Kauer: Götz von Berlichingen (1808)
- Karl Goldmark: Götz von Berlichingen (1902)

Hans Kohlhase, mercader alemany, iniciador d'una revolta
- Paul von Klenau: Michael Kolhaas (1933)

Pagesos de la Revolta dels camperols de Saxònia en 1525
- Josef Reiter: Der Bundschuh (1892, Max Morold)

Erasme de Rotterdam, humanista neerlandès
- Shauna Beesley: Le procès de Michel Servet (2011)

Martí Luter, teòleg i reformador alemany
- Ernst Krenek: Karl V (1938, 22-6, Neues Deutsches Theater, Praga; E. Krenek), Bühnenwerk mit Musik
- Kari Tikka: Luther (2000, Kari Tikka, Jussi Tapola)
- Peter Aderhold: Luther (2003, 14-9, Theater, Erfurt; Egon Aderhold)
- Mihai Valcu: Katharina von Bora (2015, 7-11, Will W. Orr Auditorium at Westminster College in New Wilmington, Pennsylvania ; Bill Zeiger)[40]

Katharina von Bora, esposa seva
- Kari Tikka: Luther (2000, Kari Tikka, Jussi Tapola)
- Peter Aderhold: Luther (2003, 14-9, Theater, Erfurt; Egon Aderhold)
- Mihai Valcu: Katharina von Bora (2015, 7-11, Will W. Orr Auditorium at Westminster College in New Wilmington, Pennsylvania ; Bill Zeiger)[40]

Maurici, elector de Saxònia
- Ernst Krenek: Karl V (1938, 22-6, Neues Deutsches Theater, Praga; E. Krenek), Bühnenwerk mit Musik

Elector Joan Frederic I de Saxònia
- Paul von Klenau: Michael Kolhaas (1933)
- Mihai Valcu: Katharina von Bora (2015, 7-11, Will W. Orr Auditorium at Westminster College in New Wilmington, Pennsylvania ; Bill Zeiger)[40]

Elector Joaquim II de Brandenburg
- Paul von Klenau: Michael Kolhaas (1933)

Heinrich Cornelius Agrippa, alquimista i autor alemany
- Sergei Prokofiev: Ognenni anguel (1927, estr. 1954, 25-11, Théâtre des Champs-Élysées, París; S. Prokofiev), com a Agrippa de Nettesheim

Albert de Magúncia, elector i arquebisbe de Magúncia 
- Paul Hindemith: Mathis der Maler (com a Albrecht von Brandenburg)

Duc Ulric I de Württemberg
- Peter Joseph Lindpaintner: Lichtenstein (1846)
- Ferdinand Langer: Der Pfeifer von Hardt (1894)

Lorenz Truchsess von Pommersfelden
- Paul Hindemith: Mathis der Maler

Georg von Frundsberg, cavaller alemany
- Ernst Krenek: Karl V (1938, 22-6, Neues Deutsches Theater, Praga; E. Krenek), Bühnenwerk mit Musik

Miguel Servet, teòleg i científic aragonès
Jean Cauvin, reformador religiós suís
Guilhem Farel, reformador francès
Sébastien Castellion, reformador protestant francès
- Shauna Beesley: Le procès de Michel Servet (2011)

Thomas Müntzer, líder polític i reformador anabaptista alemany
Elector Joan de Saxònia, duc de Saxònia-Wittenberg
Landgravi Felip I de Hesse
- Paul Kurzbach: Thomas Müntzer (1955)

Wolfgang Capito, reformador religiós alemany
- Paul Hindemith: Mathis der Maler

Philipp Melanchton, reformista alemany
- Mihai Valcu: Katharina von Bora (2015, 7-11, Will W. Orr Auditorium at Westminster College in New Wilmington, Pennsylvania ; Bill Zeiger)

Jan Matthys, reformador anabaptista de Münster
Franz von Waldeck, príncep bisbe de Münster
- Alexander Goehr: Behold the Sun (1985, 19-4, Duisburg, Deutsche Oper am Rhein; John McGrath, A. Goehr)[41]

Hieronymus Baumgartner, burgmestre de Nuremberg, seguidor de la Reforma
Kaspar Glatz, teòleg
Andreas Bodenstein, teòleg
- Peter Aderhold: Luther (2003, 14-9, Theater, Erfurt; Egon Aderhold)

Sylvester von Schaumberg
- Paul Hindemith: Mathis der Maler

Matthias Grünewald, pintor renaixentista alemany
- Paul Hindemith: Mathis der Maler

Albert Dürer, pintor alemany
- Waldemar Edler von Baussnern: Dürer in Venedig
- Fritz Baselt: Albrecht Dürer (1892, 20-11, Nuremberg; Friedrich Leber)[30]
- Giacomo Orefice: Cecilia (1902, 16-8, T. comunale, Vicenza; G. Orefice)
- Josef Gustav Mraczek: Herrn Dürers Bild oder Madonna am Wiesenzaun (1927)

Lucas Cranach, pintor alemany
- Peter Aderhold: Luther (2003, 14-9, Theater, Erfurt; Egon Aderhold)
- Mihai Valcu: Katharina von Bora (2015, 7-11, Will W. Orr Auditorium at Westminster College in New Wilmington, Pennsylvania ; Bill Zeiger)[40]

Tilman Riemenschneider, escultor alemany
Konrad von Thüngen, príncep-bisbe de Würzburg 
- Casimir von Pászthory: Tilman Riemenschneider (1957)

### Països Baixos i Flandes
Maria de Borgonya, duquessa de Borgonya, esposa de l'emperador Maximilià I
- Beomseok Yi: Maximilian (2019, 3-1, Tiroler Festspiele, Erl ; Robert Prossen)

Germana Berta Jacobs, eremita i mística neerlandesa 
- Rob Zuidam: Suster Bertken (2010)

Erasme de Rotterdam, humanista neerlandès
- Shauna Beesley: Le procès de Michel Servet (2011)

Joan de Leiden, reformador anabaptista neerlandès
Divara, esposa seva
Jan Matthys, anabaptista
- Giacomo Meyerbeer: Le Prophète (1849, 16-4, Opéra, Salle Le Pelletier, París; Eugène Scribe)
- Alexander Goehr: Behold the Sun (1985)
- Azio Corghi: Divara: Wasser und Blut (1993, 1-11, Städtische Bühnen, Münster ; José Saramago)

### Escandinàvia
Rei Cristià II de Dinamarca, Noruega i Suècia
- Johann Gottlieb Naumann: Gustav Wasa (1786, 19-1, Gustavianska operahuset, Estocolm; Johan Henrik Kellgren)
- Leopold Koželuh: Gustav Wasa (1792, estrena: 2018, 10-3, Helsinki Musik Centre, Helsinki; Gustau III de Suècia?)
- Nicola de Giosa: Guido Colmar (1852)
- Filippo Marchetti: Gustavo Wasa (1875, 7-2, T. alla Scala, Milà; Carlo d'Ormeville)[42]
- Mihai Valcu: Katharina von Bora (2015, 7-11, Will W. Orr Auditorium at Westminster College in New Wilmington, Pennsylvania ; Bill Zeiger)[40]

Gustav Trolle, arquebisbe d'Uppsala
- Filippo Marchetti: Gustavo Wasa (1875, 7-2, T. alla Scala, Milà; Carlo d'Ormeville)[42]

Erik Johansson Vasa, noble suec pare de Gustau I Vasa
Sten Sture el Jove, regent de Suècia
- Johann Gottlieb Naumann: Gustav Wasa (1786, 19-1, Gustavianska operahuset, Estocolm; Johan Henrik Kellgren): n'apareixen els esperits
- François-Joseph Gossec: Gustave Vasa (1790-1795, inacabada; de La Boulaie): n'apareixen els esperits

Søren Norby, militar danès
Kristina Gyllenstierna, regent de Suècia
Cecilia Månsdotter, mare de Gustau I de Suècia
Margareta Eriksdotter Vasa, germana de Gustau I de Suècia
- Johann Gottlieb Naumann: Gustav Wasa (1786, 19-1, Gustavianska operahuset, Estocolm; Johan Henrik Kellgren)
- Leopold Koželuh: Gustav Wasa (1792, estrena: 2018, 10-3, Helsinki Musik Centre, Helsinki; Gustau III de Suècia?)
- François-Joseph Gossec: Gustave Vasa (1790-1795, inacabada; de La Boulaie)

Rei Gustau I de Suècia
- Baldassare Galuppi: Gustavo primo re di Svezia (1740, 25-5, T. San Samuele, Venècia; Carlo Goldoni)
- Johann Gottlieb Naumann: Gustav Wasa (1786, 19-1, Gustavianska operahuset, Estocolm; Johan Henrik Kellgren)
- Leopold Koželuh: Gustav Wasa (1792, estrena: 2018, 10-3, Helsinki Musik Centre, Helsinki; Gustau III de Suècia?)
- François-Joseph Gossec: Gustave Vasa (1790-1795, inacabada; de La Boulaie)
- Joachim Eggert: Svante Sture och Märta Leijonhufvud (1812)
- Nicolas Isouard, acabada per Ferdinand Gasse: Une nuit de Gustave Wasa, ou, Le batelier suédois (1825, estr. 1827, 29-9, Opéra-comique, París; J. M. C. Leber, C. G. Étienne)
- Giuseppe Apolloni: Gustavo Wasa (1872)
- Filippo Marchetti: Gustavo Wasa (1875, 7-2, T. alla Scala, Milà; Carlo d'Ormeville)[42]
- Väinö Raitio: Prinsesa Cecilia (1933, Huugo Jalkanen)

### Estats eslaus
Rei Segimon I de Polònia, el Vell
- Gioacchino Rossini: Sigismondo (1814, 26-12, T. La Fenice, Venècia; Giuseppe Maria Foppa)[43] (es pot idenficar amb aquest rei, però els fets no corresponen a la història)

Bona Sforza, reina consort de Polònia
- Henryk Jarecki: Barbara Radziwiłłówna (1893)

Nicolau Copèrnic, científic polonès
- Claude Vivier: Kopernikus, rituel de mort (1908, 8-5, Monument-national, Montreal, Canadà ; C. Vivier)
- Jan Frank Fischer: Copernicus (1983)
- Oliver Korte: Copernicus (2015, 3-10, Festspielhaus Hellerau; O. Korte), "opera spaziale"

Šebestián de Veitmile, governador militar de Praga
- František Zdeněk Skuherský: Rektor a generál (1873, Emanuel František Züngel)

Nikola Šubić Zrinjski, noble croat
Gašpar Alapić, noble croat
- Ivan Zajc: Nikola Šubić Zrinjski (1876, 4-11, Narodnom kazalištu, Zagreb ; Hugo Badalić)[44]

Frantsisk Skarina, humanista belarús
- Dzmitry Branislavavič Smol'ski: Francysk Skaryna, òpera per a televisió (1982-1990, Svjatlana Klimkovič)

### Xipre
Cristoforo Moro, lloctinent venecià de Xipre, que inspirà la figura d'Otello
- Gioacchino Rossini: Otello, ossia Il moro di Venezia (1816, 4-12, T. del Fondo, Nàpols; Francesco Maria Berio di Salsa)[28]
- Giuseppe Verdi: Otello (1887, Arrigo Boito)

Caterina Cornaro, consort de Jaume II de Xipre
Rei Jaume II de Xipre "el Bastard de Lusignan"
- Franz Lachner:  Catharina Cornaro, Königin von Zypern (1841, 3-12, Múnic; Alois Büssel)
- Fromental Halévy: La reine de Chypre (1841)
- Michael William Balfe: The daughter of St. Mark (1844)
- Gaetano Donizetti: Caterina Cornaro (1844, 12-1, T. San Carlo, Nàpols; Giacomo Sacchèro)[45]
- Giovanni Pacini: La regina di Cipro (1846, 7-2, T. Regio, Torí; Francesco Guidi)[46]

Giorgio Cornaro, noble italià, pare de Caterina Cornaro
- Gaetano Donizetti: Caterina Cornaro (1844, 12-1, T. San Carlo, Nàpols; Giacomo Sacchèro),[45] com a Andrea Cornaro
- Giovanni Pacini: La regina di Cipro (1846, 7-2, T. Regio, Torí; Francesco Guidi),[46] com a Andrea Cornaro, oncle seu

#### Malta
Caterina Desguanez, noble maltesa
- Carmelo Pace: Caterina Desguanez (1965, Ġuże' Muscat Azzopardi)

### Àfrica
Muhammad ibn Ali Idrisi-Joutei, soldà de Fès (Marroc)
- Giovanni Pacini: Il rinnegato portoghese (1831, no estrenada; Luigi Romanelli), com a "Muley-Ismaele, imp. di Marocco"[47]

### Àsia

#### Imperi Otomà
Selim I, soldà otomà
Ayse Hafsa Sultan, esposa seva
- Tevfik Akbaşlı: Muhteşem Süleyman (2013, 15-1, Devlet opera be baleti genel müdürlügü, Esmirna, Turquia; Işık Noyan)

Solimà el Magnífic, soldà otomà
- Luca Antonio Predieri: Il trionfo di Solimano, ovvero Il trionfo maggiore è vincere se stesso (1719, Francesco Pecori)
- Johann Adolf Hasse: Solimano (1753, 5-2, Dresden; G. A. Migliavacca)
- Domenico Fischietti: Solimano (1755, G. A. Migliavacca)
- Giovanni Battista Pescetti: Solimano (1756, G. A. Migliavacca)
- Michelangelo Valentini: Solimano (1756, G. A. Migliavacca)
- Pasquale Errichelli: Il Solimano (1757, G. A. Migliavacca)
- Antonio Ferradini: Il Solimano (1757, G. A. Migliavacca)
- Davide Pérez: Solimano (1757, G. A. Migliavacca (2a versió))
- Tommaso Traetta: Solimano (1759, G. A. Migliavacca (2a versió))
- Baldassare Galuppi: Solimano (1760, 11-6, T. nuovo, Pàdua; G. A. Migliavacca)
- Charles-Simon Favart: Soliman Second o Les trois sultanes (1761, C.-S. Favart) com a "Soliman Second le Magnifique"
- Paul-César Gibert: Soliman Second, ou Les trois sultanes (1761, C.-S. Favart)
- Johann Gottfried Schwanberger: Solimano (1762, G. A. Migliavacca)
- Francesco Antonio Uttini: Soliman II, ou Les trois sultanes (1765, C.-S. Favart)
- Grigorio Sciroli: Solimano (1766, G. A. Migliavacca (2a versió))
- Giuseppe Sarti: Soliman den Anden (1770, 8-10, Det Kongelige Teater, Copenhaguen; Charlotte Dorothea Biehl) "syngespil"
- Johann Gottlieb Naumann: Solimano (1773, G. A. Migliavacca (2a versió))
- Johann Schenk: Achmet und Almanzine (1795, 14-8, Kärntnertortheater, Viena; a partir d'Alain-René de Lesage)
- Joseph Martin Kraus: Soliman den andre, eller de tre sultaninnorna (1789, 22-9, Stora Bollhuset, Estocolm, Suècia; Johan Gabriel Oxenstierna)
- Catterino Cavos: Soliman second, ou Les trois Sultanes (1798, 7-6, S. Petersburg; C.-S. Favart)
- August Ritter von Adelburg: Zrínyi (1868, 23-6, Nemzeti színház, Pest (Hongria) ; Theodor Körner)
- Ivan Zajc: Nikola Šubić Zrinjski (1876, 4-11, Narodnom kazalištu, Zagreb ; Hugo Badalić)[44]
- Ernst Krenek: Karl V (com a Sultan Soliman) (1938, 22-6, Neues Deutsches Theater, Praga; E. Krenek), Bühnenwerk mit Musik
- Tevfik Akbaşlı: Muhteşem Süleyman (2013, 15-1, Devlet opera be baleti genel müdürlügü, Esmirna, Turquia; Işık Noyan)

Şehzade Mustafa Muhlisi i Cihangir, prínceps otomans, fills seus
- Johann Adolf Hasse: Solimano (1753, 5-2, Dresden; G. A. Migliavacca), Mustafa com a Selim; Cihangir com a Osmin
- Domenico Fischietti: Solimano (1755, G. A. Migliavacca)
- Giovanni Battista Pescetti: Solimano (1756, G. A. Migliavacca)
- Pasquale Errichelli: Il Solimano (1757, G. A. Migliavacca)
- Antonio Ferradini: Il Solimano (1757, G. A. Migliavacca)
- Davide Pérez: Solimano (1757, G. A. Migliavacca (2a versió))
- Tommaso Traetta: Solimano (1759, G. A. Migliavacca (2a versió))
- Baldassare Galuppi: Solimano (1760, 11-6, T. nuovo, Pàdua; G. A. Migliavacca)
- Johann Gottfried Schwanberger: Solimano (1762, G. A. Migliavacca)
- Grigorio Sciroli: Solimano (1766, G. A. Migliavacca (2a versió))
- Johann Gottlieb Naumann: Solimano (1773, G. A. Migliavacca (2a versió))
- Tevfik Akbaşlı: Muhteşem Süleyman (2013, 15-1, Devlet opera be baleti genel müdürlügü, Esmirna, Turquia; Işık Noyan)

Roxelana, esposa de Solimà
- Johann Adolf Hasse: Solimano (1753, 5-2, Hofoper, Dresden; G. A. Migliavacca)
- Domenico Fischietti: Solimano (1755, G. A. Migliavacca)
- Giovanni Battista Pescetti: Solimano (1756, G. A. Migliavacca)
- Pasquale Errichelli: Il Solimano (1757, G. A. Migliavacca)
- Antonio Ferradini: Il Solimano (1757, G. A. Migliavacca)
- Johann Gottfried Schwanberger: Solimano (1762, G. A. Migliavacca)
- Johann Christian Bach: de:Zanaida (1763, 7-5, King's Theater at Haymarket, Londres; Giovan Gualberto Bottarelli), com a Roselane
- Giuseppe Sarti: Soliman den Anden (1770, 8-10, Det Kongelige Teater, Copenhaguen; Charlotte Dorothea Biehl) "syngespil"
- Tevfik Akbaşlı: Muhteşem Süleyman (2013, 15-1, Devlet opera be baleti genel müdürlügü, Esmirna, Turquia; Işık Noyan)

Damat Rüstem Paixà gran visir
- Johann Adolf Hasse: Solimano ((1753, 5-2, Hofoper, Dresden; G. A. Migliavacca), com a Rusteno
- Domenico Fischietti: Solimano (1755, G. A. Migliavacca)
- Giovanni Battista Pescetti: Solimano (1756, G. A. Migliavacca)
- Pasquale Errichelli: Il Solimano (1757, G. A. Migliavacca)
- Antonio Ferradini: Il Solimano (1757, G. A. Migliavacca)
- Johann Gottfried Schwanberger: Solimano (1762, G. A. Migliavacca)
- Joseph Martin Kraus: Soliman den andre, eller de tre sultaninnorna (1789, 22-9, Stora Bollhuset, Estocolm, Suècia; Johan Gabriel Oxenstierna)
- Tevfik Akbaşlı: Muhteşem Süleyman (2013, 15-1, Devlet opera be baleti genel müdürlügü, Esmirna, Turquia; Işık Noyan)

Parlagi Ibrahim Paixà, visir de Solimà I
- Tevfik Akbaşlı: Muhteşem Süleyman (2013, 15-1, Devlet opera be baleti genel müdürlügü, Esmirna, Turquia; Işık Noyan)

#### Pèrsia
Ismaïl I de Pèrsia, xa
Xaïkh Haydar, xeikh
- Muslim Magomayev: Şah İsmayıl (1919)

Tahmasp I, xa de Pèrsia
- Pasquale Errichelli: Il Solimano (1757)
- Johann Christian Bach: de:Zanaida (1763, 7-5, King's Theater at Haymarket, Londres; Giovan Gualberto Bottarelli), com a Tamasse

Una princesa persa, filla de Tahmasp I
- Johann Adolf Hasse: Solimano (1753, 5-2, Hofoper, Dresden; G. A. Migliavacca)
- Domenico Fischietti: Solimano (1755, G. A. Migliavacca)
- Giovanni Battista Pescetti: Solimano (1756, G. A. Migliavacca), com a Narsea
- Pasquale Errichelli: Il Solimano (1757, G. A. Migliavacca)
- Antonio Ferradini: Il Solimano (1757, G. A. Migliavacca)
- Davide Pérez: Solimano (1757, G. A. Migliavacca (2a versió)), com a Persane
- Tommaso Traetta: Solimano (1759, G. A. Migliavacca (2a versió))
- Baldassare Galuppi: Solimano (1760, 11-6, T. nuovo, Pàdua; G. A. Migliavacca)
- Johann Gottfried Schwanberger: Solimano (1762, G. A. Migliavacca)
- Grigorio Sciroli: Solimano (1766, G. A. Migliavacca (2a versió))
- Johann Gottlieb Naumann: Solimano (1773, G. A. Migliavacca (2a versió))

## 1551-1600

### Estats hispànics

#### Regnat de Felip II
Rei Felip II d'Espanya
- Prosper-Didier Deshayes: Don Carlos (1800, Opéra-comique, París ; F. P. A. Léger, A. P. Dutrembaly)
- Isaac Nathan: Don John de Austria (1847, 3-5, Royal Victoria Theatre, Sydney, Austràlia ; Jacob Levi Montefiore), com a Count de Santa Fiore, "ballad opera"
- Antonio Buzzolla: Elisabetta di Valois (1850, 16-2, T. La Fenice, Venècia ; Francesco Maria Piave)[48]
- Serafino Amedeo de Ferrari: Don Carlo (1854, 11-2, T. Carlo Felice, Gènova ; Giovanni Pennacchi),[11] revisada com a:
- Serafino Amedeo de Ferrari: Filippo II (1856, Carnestoltes, T. Carlo Felice, Gènova ; Raffaele Berninzone)[49]
- Josep Frexas: La figlia del deserto (1854, 16-2, Gran Teatre del Liceu, Barcelona ; Josep Frexas)[10]
- Tommaso Benvenuti: La stella di Toledo (1864, primavera, T. Carlo Felice, Gènova ; Antonio Ghislanzoni)[4]
- Giuseppe Verdi: Don Carlos (1867, 11-3, Opéra, París ; Joseph Méry i Camille du Locle)[5]
- Filippo Marchetti: Giovanni d'Austria (1880, 11-3, T. Reggio, Torí ; Carlo de D’Ormeville)[42]
- Cesare Dall'Olio: Don Riego (1880, 29-11, T. Argentina, Roma ; Antonio Ghislanzoni)[50]
- Tomás Bretón: Los amores de un príncipe (1881, 18-3, T. Apolo, Madrid ; José Sala Julien y Ramiro Siguert), sarsuela en tres actes[51]
- Benjamin Godard: Pedro de Zalaméa (1884, 31-1, T. Royale, Anvers ; Léonce Détroyat, Paul Armand Silvestre), òpera en 4 actes[52]
- Arthur Piechler: Pedro Crespo, oder Der Richter von Zalamea (1944), òpera popular
- Henri Collet: El alcalde de Zalamea (1946)
- Luigi Dallapiccola: Il prigioniero (1950, L. Dallapicola): la mare té visió del rei, que hi pot aparèixer
- Marvin David Levy: Escorial (1958, com a The King)
- Vladimir Alesksandrovič Kobekin: Šut i korol (“Foll i rei”) (1989) (personificació en el personatge del rei)
- Mario Perusso: Escorial (1989, com a El Rey)
- Nikolaj Karetnikov: Til' Ulenšpigel (1993)

Isabel de Valois, esposa de Felip II d'Espanya, filla d'Enric II de França i Caterina de' Medici
- Prosper-Didier Deshayes: Don Carlos (1800, Opéra-comique, París ; F. P. A. Léger, A. P. Dutrembaly)
- Antonio Buzzolla: Elisabetta di Valois (1850, 16-2, T. La Fenice, Venècia ; Francesco Maria Piave)[48]
- Josep Frexas: La figlia del deserto (1854, 16-2, Gran Teatre del Liceu, Barcelona ; Josep Frexas)[10]
- Serafino Amedeo de Ferrari: Don Carlo (1854, 11-2, T. Carlo Felice, Gènova ; Giovanni Pennacchi),[11] revisada com a:
- Serafino Amedeo de Ferrari: Filippo II (1856, Carnestoltes, T. Carlo Felice, Gènova ; Raffaele Berninzone)[49]
- Giuseppe Verdi: Don Carlos (1867, 11-3, Opéra, París ; Joseph Méry i Camille du Locle)[5]
- Tomás Bretón: Los amores de un príncipe (1881, 18-3, T. Apolo, Madrid ; José Sala Julien y Ramiro Siguert), sarsuela en tres actes[51]
- Nikolaj Karetnikov: Til' Ulenšpigel (1993, paper parlat)

Don Joan d'Habsburg i Blomberg, fill bastard de Carles I d'Espanya
- Isaac Nathan: Don John de Austria (1847, 3-5, Royal Victoria Theatre, Sydney, Austràlia ; Jacob Levi Montefiore), "ballad opera"
- Tommaso Benvenuti: La stella di Toledo (1864, primavera, T. Carlo Felice, Gènova ; Antonio Ghislanzoni)[4]
- Filippo Marchetti: Giovanni d'Austria (1880, 11-3, T. Reggio, Torí ; Carlo de D’Ormeville)[42]
- Tomás Bretón: Los amores de un príncipe (1881, 18-3, T. Apolo, Madrid ; José Sala Julien y Ramiro Siguert), sarsuela en tres actes[51]
- Ruperto Chapí: Don Juan de Austria, "drama lírico legendario" en 3 actes (1902, 20-12, T. Lírico, Madrid; José Jurado de la Parra, Carlos Servert)[6]

Carles, príncep d'Astúries, fill de Felip II d'Espanya
- Prosper-Didier Deshayes: Don Carlos (1800, Opéra-comique, París ; F. P. A. Léger, A. P. Dutrembaly)
- Pasquale Bona: Don Carlo (1847; Giorgio Giachetti)
- Antonio Buzzolla: Elisabetta di Valois (1850, 16-2, T. La Fenice, Venècia ; Francesco Maria Piave)[48]
- Serafino Amedeo de Ferrari: Don Carlo (1854, 11-2, T. Carlo Felice, Gènova ; Giovanni Pennacchi),[11] revisada com a:
- Serafino Amedeo de Ferrari: Filippo II (1856, Carnestoltes, T. Carlo Felice, Gènova ; Raffaele Berninzone)[49]
- Giuseppe Verdi: Don Carlos (1867, 11-3, Opéra, París ; Joseph Méry i Camille du Locle)[5]
- Cesare Dall'Olio: Don Riego (1880, 29-11, T. Argentina, Roma ; Antonio Ghislanzoni)[50]
- Tomás Bretón: Los amores de un príncipe (1881, 18-3, T. Apolo, Madrid ; José Sala Julien y Ramiro Siguert), sarsuela en tres actes[51]

Ferran d'Habsburg, fill de Felip II
- Josep Frexas: La figlia del deserto (1854, 16-2, Gran Teatre del Liceu, Barcelona ; Josep Frexas)[10]

Margarida de Parma, filla de Carles I, governadora dels Països Baixos
- Giovanni Pacini: Il duca d'Alba (1842, 26-2, T. La Fenice, Venècia; Giovanni Peruzzini, Francesco Maria Piave)[9]
- Gaston Salvayre: Egmont (1886, Albert Wolff, Albert Millaud)
- Christian Jost: Egmont (2020, 17-2, Theater am der Wien, Viena; Christoph Klimke)[53]

Fernando Álvarez de Toledo y Pimentel, 3r duc d'Alba, militar espanyol, governador dels Països Baixos
- Gaetano Donizetti, completada per Matteo Salvi: Le Duc d'Albe(1839, inacabada, estr. 1882, C. Duveyrier, E. Scribe)
- Giovanni Pacini: Il duca d'Alba (1842, 26-2, T. La Fenice, Venècia; Giovanni Peruzzini, Francesco Maria Piave)[9]
- Michael William Balfe: Pittore e duca (1844) i la nova versió Moro or The painter of Antwerp (1882)
- Josep Frexas: La figlia del deserto (1854, 16-2, Gran Teatre del Liceu, Barcelona ; Josep Frexas)[10]
- Serafino Amedeo de Ferrari: Don Carlo (1854, 11-2, T. Carlo Felice, Gènova ; Giovanni Pennacchi)[11]
- Lauro Rossi: La contessa di Mons (1874, Marco D'Arienzo)
- Gaston Salvayre: Egmont (1886, Albert Wolff, Albert Millaud)
- Emile Paladilhe: Patrie! (1886, 20-12, Opéra Garnier, París; Victorien Sardou i Louis Gallet)
- Franz Schreker: Der Schmied von Gent (1932, F. Schreker)
- Ernst Krenek: Karl V (1938, 22-6, Neues Deutsches Theater, Praga; E. Krenek), Bühnenwerk mit Musik
- Christian Jost: Egmont (2020, 17-2, Theater am der Wien, Viena; Christoph Klimke)[53]

Infanta Isabel Clara Eugènia, filla de Felip II, governadora dels Països Baixos
- Serafino Amedeo de Ferrari: Don Carlo (1854, 11-2, T. Carlo Felice, Gènova ; Giovanni Pennacchi)[11]
- Christian Jost: Egmont (2020, 17-2, Theater am der Wien, Viena; Christoph Klimke)[53]

Diego de Espinosa, bisbe i Inquisidor General de 1567 a 1572
- Giuseppe Verdi: Don Carlos (1867, 11-3, Opéra, París ; Joseph Méry i Camille du Locle)[5] com a Grand Inquisiteur
- Serafino Amedeo de Ferrari: Don Carlo (1854, 11-2, T. Carlo Felice, Gènova ; Giovanni Pennacchi)[11]
- Tomás Bretón: Los amores de un príncipe (1881, 18-3, T. Apolo, Madrid ; José Sala Julien y Ramiro Siguert), sarsuela en tres actes[51]

Rui Gómez de Silva, príncep d'Éboli, noble portuguès i cortesà de Felip II
- Alberto Mazzucato: Hernani (1843)
- Giuseppe Verdi: Ernani (1844)
- Isaac Nathan: Don John de Austria (1847, 3-5, Royal Victoria Theatre, Sydney, Austràlia ; Jacob Levi Montefiore), "ballad opera"; paper parlat
- Serafino Amedeo de Ferrari: Filippo II (1856, Carnestoltes, T. Carlo Felice, Gènova ; Raffaele Berninzone)[49]
- Tommaso Benvenuti: La stella di Toledo (1864, primavera, T. Carlo Felice, Gènova ; Antonio Ghislanzoni)[4]

Ana de Mendoza de la Cerda, princesa d'Éboli, aristòcrata espanyola
- Antonio Buzzolla: Elisabetta di Valois (1850, 16-2, T. La Fenice, Venècia ; Francesco Maria Piave)[48]
- Serafino Amedeo de Ferrari: Don Carlo (1854, 11-2, T. Carlo Felice, Gènova ; Giovanni Pennacchi)[11]
- Josep Frexas: La figlia del deserto (1854, 16-2, Gran Teatre del Liceu, Barcelona ; Josep Frexas)[10]
- Giuseppe Verdi: Don Carlos (1867, 11-3, Opéra, París ; Joseph Méry i Camille du Locle)[5]
- Tomás Bretón: Los amores de un príncipe (1881, 18-3, T. Apolo, Madrid ; José Sala Julien y Ramiro Siguert), sarsuela en tres actes[51]

Francisco de Rojas Enríquez, 3r Marqués de Poza, noble 
- Antonio Buzzolla: Elisabetta di Valois (1850, 16-2, T. La Fenice, Venècia ; Francesco Maria Piave)[48]
- Serafino Amedeo de Ferrari: Don Carlo (1854, 11-2, T. Carlo Felice, Gènova ; Giovanni Pennacchi)[11]
- Josep Frexas: La figlia del deserto (1854, 16-2, Gran Teatre del Liceu, Barcelona ; Josep Frexas)[10]
- Giuseppe Verdi: Don Carlos (1867, 11-3, Opéra, París ; Joseph Méry i Camille du Locle),[5] com a Rodrigo, Marchese di Posa
- Tomás Bretón: Los amores de un príncipe (1881, 18-3, T. Apolo, Madrid ; José Sala Julien y Ramiro Siguert), sarsuela en tres actes,[51] com a Marqués de Poza

Fernando de Válor y Córdoba, noble morisc, proclamat rei de les Alpujarras
- Pietro Generali: Gusmano di Valor (1817), hi apareix com a Gusmano

Miguel de Cervantes, escriptor espanyol
- Jacques Foignet: Michel Cervantes (1793, opéra-comique)
- Rafael Aceves y Lozano: El manco de Lepanto (1867, 23-4, T. del Circo, Madrid ; Ángel Mondéjar y Mendoza),[54] sarsuela
- Johann Strauss II: Das Spitzentuch der Königin (1880, opereta)
- Manuel Fernández Caballero: Antaño y ogaño (1881, 30-5, T. Real, Madrid ; Antonio García Gutiérrez),"[55] cuadro literario con una cantata"
- Ruperto Chapí: La venta de Don Quijote, sarsuela (1902)
- Luis Foglietti: La patria de Cervantes (1916, 1-3, T. de Apolo, Madrid ; Manuel Fernández de la Puente),[56] revista en un acte
- Jacinto Guerrero: El huésped del sevillano (1926, 3-12, T. de la Zarzuela, Madrid ; Enrique Reoyo i Juan Ignacio Luca de Tena), sarsuela (Cervantes hi apareix com "el huésped")
- Cristóbal Halffter: Don Quijote (2000, 23-2, T. Real, Madrid ; Andrés Amorós)[57]

Lope de Figueroa, militar andalús, comanador 
- Christian Frederik Emil Horneman: Dommeren i Zalamea (1892)
- Georg Jarno: Der Richter von Zalamea (1899)
- Henri Collet: El alcalde de Zalamea (1946)
- Arthur Piechler: Pedro Crespo oder der Richter von Zalamea (1944, est. 1947; A. Piechler, sobre Calderón de la Barca)

Juan Gil, frare trinitari que rescatà Cervantes a Argel
- Rafael Aceves y Lozano: El manco de Lepanto (1867, 23-4, T. del Circo, Madrid ; Ángel Mondéjar y Mendoza),[54] sarsuela

Domenikos Theokotopulos, El Greco, pintor i escultor cretenc establert a Toledo
- William Harper: El Greco (1993, Bernardo Solano)

### Portugal
Luís de Camões, poeta portuguès
- Gaetano Donizetti: Dom Sébastien (1843, 13-11, Opéra, Salle Pelletier, París; Eugène Scribe)[58]
- Friedrich von Flotow: L'esclave de Camoëns (1843, J.-H. Vernoy de Saint-Georges), refeta com a: Indra, das Schlangenmädchen (1852, Gustav zu Putlitz); tercera versió com a:
Zora l'enchanteresse (1878, Vernoy de Saint-Georges); quarta versió:
Alma l'incantatrice (1878, A. de Lauzières-Thémines)
- Luigi Farina: Camoens (1857)
- Pietro Musone: Camoens (1867, Enrico Golisciani)
- Pere Miquel Marquès: Camoens (1879, 24-2, T. de Jovellanos, Madrid ; Marcos Zapata),[59] sarsuela: "drama lírico en un acto"

Caterina Ataide, dama, inspiradora de Camões
- Luigi Farina: Camoens (1857)
- Pietro Musone: Camoens (1867, Enrico Golisciani)

Rei Sebastià I de Portugal
- Gaetano Donizetti: Dom Sébastien (1843, 13-11, Opéra, Salle Pelletier, París; Eugène Scribe),[58] Enric hi apareix com a Dom Antonio
- Friedrich von Flotow: L'esclave de Carmoëns (1843, J.-H. Vernoy de Saint-Georges), refeta com a: Indra, das Schlangenmädchen (1852, Gustav zu Putlitz); tercera versió com a: Zora l'enchanteresse (1878, Vernoy de Saint-Georges); quarta versió: Alma l'incantatrice (1878, A. de Lauzières-Thémines)
- Pietro Musone: Camoens (1867, Enrico Golisciani)

Antoni I de Portugal, prior de Crato, rei derrocat
- Pere Miquel Marquès: Camoens (1879, 24-2, T. de Jovellanos, Madrid ; Marcos Zapata),[59] sarsuela: "drama lírico en un acto"

Enric I de Portugal, regent i rei
- Gaetano Donizetti: Dom Sébastien (1843, 13-11, Opéra, Salle Pelletier, París; Eugène Scribe),[58] Enric hi apareix com a Dom Antonio)
- Duc Ernest II de Saxònia-Coburg i Gotha: Diana von Solange (1858, 5-12, Hoftheater, Coburg; Otto Prechtler)[60]

Caterina de Portugal i de Bragança, infanta de Portugal, pretendent al tron
- Duc Ernest II de Saxònia-Coburg i Gotha: Diana von Solange (1858, 5-12, Hoftheater, Coburg; Otto Prechtler)[60]

Pedro Fernández de Quirós, mariner, descobridor d'Austràlia
- Peter Sculthorpe: Quiros (1982, Brian Bell), òpera per a televisió

António de Mariz, noble portuguès, fundador de Rio de Janeiro
- Carlos Gomes: Il guarany (1870, 19-3, T. alla Scala, Milà ; Antonio Scalvini)

### Estats itàlics
Bianca Maria Scapardone, comtessa de Challant, noble de Milà
- Carmine Guarino: Madama di Challant (1927)

Duc Alexandre I de Parma Farnese
- Kees Olthuis: François Guyon (1996), com a Hertog van Parma

Alfons II d'Este , duc de Ferrara
Elionor d'Este, germana seva
- Manuel García: La mort du Tasse (1821, 7-2, T. de l'Académie royale de musique, París ; Jean-Guillaume-Antoine Cuvelier, Joseph Helita)
- Gaetano Donizetti: Torquato Tasso (1833, 9-9, Teatro Valle, Roma; Jacopo Ferretti)[61]
- Tomás Bretón: Corona contra corona (1879, 5-11, T. de la Zarzuela, Madrid ; Calisto Navarro)[62]
- Felip Pedrell: El Tasso (1881, octubre, T. Apolo, Madrid; Leandro Aguilera), poema líric en un quadre[63]
- Eugène d'Harcourt: Le Tasse (1903)
- Franz Hummel: Gesualdo (1996)

Cornelio Bentivoglio, general del duc de Ferrara
- Franciszek Wincenty Mirecki: Cornelio Bentivoglio (1844)

Santa Maria Magdalena de Pazzi, religiosa mística italiana
- Salvatore Sciarrino: Infinito nero (1998, 25-4, Wittener Festspiele, Witten; Sciarrino sobre textos de Maria Magdalena de Pazzi), "Estasi in un atto per voce e otto strumenti"

Torquato Tasso, poeta italià
- Manuel García: La mort du Tasse (1821, 7-2, T. de l'Académie royale de musique, París ; Jean-Guillaume-Antoine Cuvelier, Joseph Helita)
- Gaetano Donizetti: Torquato Tasso (1833, 9-9, Teatro Valle, Roma; Jacopo Ferretti)[61]
- Tomás Bretón: Corona contra corona (1879, 5-11, T. de la Zarzuela, Madrid ; Calisto Navarro)[62]
- Felip Pedrell: El Tasso (1881, octubre, T. Apolo, Madrid; Leandro Aguilera), poema líric en un quadre
- Eugène d'Harcourt: Le Tasse (1903)
- Franz Hummel: Gesualdo (1996)

Gian Battista Guarini, poeta italià de Ferrara
- Tomás Bretón: Corona contra corona (1879, 5-11, T. de la Zarzuela, Madrid ; Calisto Navarro)[62]

Vicenç Gonzaga, duc de Màntua
- Giuseppe Verdi: Rigoletto (1851, F. M. Piave), com Il duca di Mantova

Matteo Ricci, jesuïta, missioner en la Xina
- Carlo Boccadoro: Shi (Si faccia) (2017, Cecilia Ligorio)

Cosme I de Mèdici, duc de Florència
- Antonio Costamagna: Don Garzia (1839)
- Pietro Combi: Cosimo de' Medici (1840)
- Sylvano Bussotti: Lorenzaccio (1972)

Garcia de Mèdici
Dídac de Mèdici, fills de Cosme I
- Antonio Costamagna: Don Garzia (1839)
- Pietro Combi: Cosimo de' Medici (1840)

Isabella de Mèdici, noble florentina, i el seu espòs Paolo Giordano
- Federico Ricci: Isabella de' Medici (1845, Antonio Gazzoletti)
- Renato Brogi: Isabella Orsini (1920)

Pere de Mèdici, noble toscà, fill de Cosme I
- Antonio Costamagna: Don Garzia (1839)
- Giulio Robert: Piero de' Medici (1849)

Elionor de Toledo, esposa seva
- Giulio Robert: Piero de' Medici (1849)

Gran Duc Francesc I de Toscana
Bianca Cappello, amant seva
- Antonio Buzzi: Bianca Cappello (1842)
- Giulio Robert: Piero de' Medici (1849)
- Alberto Randegger: Bianca Capello (1854, Carlo Wilten)

Pier Francesco Orsini Vicino, condottiero italià
- Alberto Ginastera: Bomarzo (1967)
- Franz Hummel: Gesualdo (1996)

Carlo Gesualdo, noble i compositor italià
- Alfred Schnittke: Gesualdo (1993, Richard Bletschacher)
- Franz Hummel: Gesualdo (1996)
- Bo Holten: Gesualdo - Shadows (2003, 4-4, Copenhagen; Eva Sommestad Holten)
- Marc-André Dalbavie: Gesualdo (2010, 9-10, Opernhaus, Zuric (Suïssa); Richard Millet)

Elionor d'Este, filla d'Alfons d'Este, esposa de Gesualdo
- Marc-André Dalbavie: Gesualdo (2010, 9-10, Opernhaus, Zuric (Suïssa); Richard Millet)

Cesare Lanza, comte de Mussomeli'
Laura Lanza di Trabia, baronessa de Carini
Vincenzo La Grua-Talamanca, baró de Carini, nobles sicilians protagonistes d'un crim d'honor
Ludovico Vernagallo, amant de la baronessa
- Giuseppe Mulè: La baronessa di Carini (1912)

Alvise Mocenigo, dux de Venècia
- José Rogel: Francifredo, dux de Venecia (1867, 25-1, T. Variedades, Madrid ; Mariano Pina),[64] sarsuela

Tiziano, pintor venecià
- Giacomo Orefice: Cecilia (1902)
- Rafael Kubelik: Cornelia Faroli (1972)
- Torsten Rasch: Die Formel (2018, 2-3, Stadttheater Bern, Berna; Doris Reckewell)

Alvise I Mocenigo, dux de Venècia
- José Rogel: Francifredo, dux de Venecia (1867, sarsuela; com El dux)

#### Roma
Pius IV, papa
- Carl Loewe: Palestrina (1845, oratori)
- Hans Pfitzner: Palestrina

Giovanni Pierluigi da Palestrina, músic italià
- Carl Loewe: Palestrina (1845, oratori)
- Hans Pfitzner: Palestrina
- Johann Sachs: Palestrina

Benvenuto Cellini, escultor, orfebre i artista italià
- Hector Berlioz: Benvenuto Cellini (1838, 10-9, Opéra, París; Léon de Wailly, Auguste Barbier)
- Franz Lachner: Benvenuto Cellini, oder Der Guss des Perseus (1849)
- Camille Saint-Saëns: Ascanio (1890, 21-3; Académie nationale de musique, París; Louis Gallet)

Beatrice Cenci, noble italiana, protagonista d'un judici per assassinat
- Ludomir Różycki: Beatrix Cenci (1927, L. Różycki)
- Filip Lazăr: Les images de Béatrice (1928)
- Guido Pannain: Beatrice Cenci (1942)
- Berthold Goldschmidt: Beatrice Cenci (estrena parcial: 1952, Londres, BBC; estrena: 1994, 30-8, Berlín; Martin Esslin)
- Havergal Brian: The Cenci (1951-52)
- Alberto Ginastera: Beatrix Cenci (1971)
- Robert Di Domenica: Beatrice Cenci (1993; R. Di Domenica)
- James Rolfe: Beatrice Chancy (primer acte: 1996, 7-6, Canadian Opera Company, Toronto; completa: 1998, 18-6, Music Gallery, Toronto; George Elliott Clarke)
- Giorgio Battistelli: The Cenci (1997, 11-7, Almeida Theatre, Londres ; teatro di musica da Antonin Artaud, text de G. Battistelli a partir de la traducció anglesa de David Parry)[65]
- Alessandro Londei e Brunella Caronti: Beatrice Cenci (2006)
- James Rolfe: Beatrice Chancy

Abdisho IV Maron, patriarca de l'Església Catòlica Caldea

Sant Carlo Borromeo, cardenal italià
- Carl Loewe: Palestrina (1845, oratori)
- Hans Pfitzner: Palestrina

Climent VIII, papa 
- Franz Hummel: Gesualdo (1996)
- Francesco Filidei: Giordano Bruno (2015, Stefano Busellato)

Papa Pau V
- Ezra Laderman: Galileo Galilei (1978, òpera-oratori)

Caravaggio, pintor
- Suzanne Giraud: Caravaggio (2012, S. Giraud i Dominique Fernandez)
- Lucio Gregoretti: Il colore del sole (2017, Teatro G. B. Pergolesi, Jesi; L. Gregoretti)

### França
Caterina de Mèdici, reina consort, esposa d'Enric II de França
- Georges Onslow: Le duc de Guise, ou Les États de Blois (1837, 8-9, Opéra-comique, París; François-Antoine-Eugène de Planard, Jules-Henri Vernoy de Saint-Georges)
- Friedrich von Flotow: Le Comte de Saint-Mégrin (La duchesse de Guise) (1838, François de la Bouillerie, Charles de la Bouillerie)
- Paolo Serrao: La duchessa di Guisa (1865, F. M. Piave)

Isabel de Valois, filla d'Enric II de França i Caterina de' Medici, esposa de Felip II d'Espanya
- Prosper-Didier Deshayes: Don Carlos (1800)
- Antonio Buzzolla: Elisabetta di Valois (1850)
- Josep Frexas: La figlia del deserto (1854, 16-2, Gran T. del Liceu, Barcelona; J. Frexas)[66]
- Serafino Amedeo de Ferrari: Don Carlo (1854), revisada com a:
- Serafino Amedeo de Ferrari: Filippo II (1856)
- Giuseppe Verdi: Don Carlos (1867, 11-3, Opéra, París; Joseph Méry i Camille du Locle)[5]
- Tomás Bretón: Los amores de un príncipe (1881, 18-3, T. Apolo, Madrid ; José Sala Julien y Ramiro Siguert), sarsuela en tres actes[51]
- Nikolaj Karetnikov: Til' Ulenšpigel (1993, paper parlat)

Rei Enric III de França o Enric de Valois, rei de Polònia i gran duc de Lituània
- Georges Onslow: Le duc de Guise, ou Les États de Blois (1837, 8-9, Opéra-comique, París; François-Antoine-Eugène de Planard, Jules-Henri Vernoy de Saint-Georges)
- Friedrich von Flotow: Le Comte de Saint-Mégrin (La duchesse de Guise) (1838, François de la Bouillerie, Charles de la Bouillerie)
- Paolo Serrao: La duchessa di Guisa (1865, F. M. Piave)
- Paul Hillemacher i Lucien Hillemacher: Saint-Mégrin (1886)
- Emmanuel Chabrier: Le Roi malgré lui (1887, É. de Najac, P. Burani)
- Gaston Salvayre: La Dame de Monsoreau (1888, Auguste Macquet)

Duc Enric I de Guisa
Caterina de Clèves, esposa seva
- Carlo Coccia: Caterina di Guisa (1833, 14-2, T. alla Scala, Milà ; F. Romani)[67]
- Georges Onslow: Le duc de Guise, ou Les États de Blois (1837, 8-9, Opéra-comique, París; François-Antoine-Eugène de Planard, Jules-Henri Vernoy de Saint-Georges)
- Fabio Campana: Caterina di Guisa (1838)
- Friedrich von Flotow: Le Comte de Saint-Mégrin (La duchesse de Guise) (1838, François de la Bouillerie, Charles de la Bouillerie)
- Cenobio Paniagua: Caterina di Guisa (1859, 20-9, Gran Teatro Nacional, Mèxic; F. Romani)
- Paolo Serrao: La duchessa di Guisa (1865, F. M. Piave)
- Paul Hillemacher i Lucien Hillemacher: Saint-Mégrin (1886)
- Gaston Salvayre: La Dame de Monsoreau (1888, Auguste Macquet)

Louis de Bussy d'Amboise, noble francès
Charles de Chambe, comte de Montsoreau
Françoise de Maridor, dama de Montsoreau
Enric Hèrcules, duc d'Anjou
Duc Carles de Mayenne
François d'Espinay de Saint-Luc, noble francès
- Gaston Salvayre: La Dame de Monsoreau (1888, Auguste Macquet)

Anne de Montmorency, conestable de França
- Filippo Marchetti: La demente (1856, 27-11, T. Regio, Torí; Giuseppe Checchetelli),[42] com a Damville

Paul de Stuer, sieur de Saint-Mégrin, noble francès, amant de Caterina de Cleves
- Carlo Coccia: Caterina di Guisa (1833, 14-2, T. alla Scala, Milà ; F. Romani)[67]
- Fabio Campana: Caterina di Guisa (1838)
- Friedrich von Flotow: Le Comte de Saint-Mégrin (La duchesse de Guise) (1838, François de la Bouillerie, Charles de la Bouillerie)
- Cenobio Paniagua: Caterina di Guisa (1859, 20-9, Gran Teatro Nacional, Mèxic; F. Romani)
- Paolo Serrao: La duchessa di Guisa (1865, F. M. Piave)
- Paul Hillemacher i Lucien Hillemacher: Saint-Mégrin (1886)

Cosimo Ruggieri, astròleg italià, espia al servei de França
- Paolo Serrao: La duchessa di Guisa (1865, F. M. Piave)

Petrus Gonsalvus, cortesà d'Enric III, en qui s'inspirà en part el relat de La bella i la bèstia
Catherine Raffelin, esposa seva
- André Grétry: Zémire et Azor (1771, 9-11, palau de Fontainebleau ; Jean-François Marmontel), "opéra-ballet"
- Louis Spohr: Zemire und Azor (1819, 4-4, Oper, Frankfurt; Johann Jakob Ihlée, a partir de Jean-François Marmontel)
- Philip Glass: La belle et la bête, òpera per a pel·lícula (1994, 4-6, T. de la Maestranza, Sevilla ; P. Glass, a partir de J. Cocteau)

Rei Enric IV de França
- Nicolas-Jean le Froid de Méreaux: La réduction de Paris par Henri IV (1781)
- Giacomo Rust: La caccia di Enrico IV (1783, A. Dian)
- Antonio Tozzi: La caccia di Enrico IV (1788, 4-11, T. de la Santa Creu, Barcelona; Serafino Bonaiuti o Giuseppe Palomba?)[68]
- Pierre Verheyen: de Jagtparty van Hendrik IV (1794)
- Étienne-Nicolas Méhul: Le jeune Henri (1791, estr.:1797, 1-5, Salle Favart, París; revisió: 1801, 18-12, Opéra-comique, París; Jean-Nicolas Bouilly), "comédie melée de musique"
- Vincenzo Pucitta: La caccia di Enrico IV (1809, S. Bonaiuti a partir de Charles Collé)
- Étienne-Nicolas Méhul: Gabrielle d'Estrées, ou Les amours d'Henri IV (1806, 28-6, T. Feydeau, París; Claude Godard d'Aucort de Saint-Just)
- Vincenzo Pucitta: La caccia di Enrico IV (1809, Serafino Bonaiuti)
- François-Adrien Boïeldieu i Rodolphe Kreutzer: Le béarnais, ou Henri IV en voyage (1814, 21-5, Opéra-comique, París; Charles-Augustin Sewrin)
- Valentino Fioravanti: Il pericolo di Enrico 4. al passo della Marna (1818, 9-9, T. Valle, Roma ; Bartolomeo Signori)[69]
- Fromental Halévy: Le Roi et le batelier
- Joseph Hartmann Stuntz: Heinrich IV. zu Ivry (1819, J. J. Sendtner)
- Carlo Conti: La pace desiderata (1820)
- Heinrich Marschner: Heinrich IV. und D'Aubigné (1820, 19-7, Hoftheater, Dresden; August Gottlieb Hornbostel)
- Pietro Raimondi: La caccia di Enrico IV (1822)
- Michael William Balfe: Enrico Quarto al passo della Marna (1833)
- Gustav Schmidt: La Réole (1863, Charlotte Birch-Pfeiffer)
- Otto Lohse: Der Prinz wider Willen (1890)
- Nicolas Nabokov: Love's labour's lost (1973); el personatge King of Navarre s'hi basa lliurement

Charlotte de Sauve, noble cortesana, amant d'Enric IV
- Georges Onslow: Le duc de Guise, ou Les États de Blois (1837, 8-9, Opéra-comique, París; François-Antoine-Eugène de Planard, Jules-Henri Vernoy de Saint-Georges)

Gabrielle d'Estrées, amant d'Enric IV
- Étienne-Nicolas Méhul: Gabrielle d'Estrées, ou Les amours d'Henri IV (1806, 28-6, T. Feydeau, París; Claude Godard d'Aucort de Saint-Just)

Margarida de Valois, consort d'Enric IV de França i III de Navarra
- Ferdinand Hérold: Le Pré aux clercs (1832, 15-12, Opéra-comique, París; Eugène de Planard)
- Giacomo Meyerbeer: Les huguenots (1836, 29-2, Opéra, Salle Le Pelletier, París; Eugène Scribe I Émile Deschamps)
- Gustav Schmidt: La Réole (1863, Charlotte Birch-Pfeiffer)

Maximilien de Béthune, duc de Sully
- François-Adrien Boïeldieu i Rodolphe Kreutzer: Le béarnais ou Henri IV en voyage (1814, 21-5, Opéra-comique, París; Charles-Augustin Sewrin)
- Gustav Schmidt: La Réole (1863, Charlotte Birch-Pfeiffer)

Agrippa d'Aubigné, escriptor francès
- Heinrich Marschner: Heinrich IV. und D'Aubigné (1820, 19-7, Hoftheater, Dresden; August Gottlieb Hornbostel)

Charles de Gontaut, duc de Biron, noble francès
Carles de Mayenne, noble
- Nicolas Nabokov: Love's labour's lost (1973); els personatges Dumaine i Berowne s'hi basen lliurement

### Illes Britàniques
Thomas Arden, alcalde de Faversham
Alice Arden, esposa i assassina seva
- Alexander Goehr: Arden must die (1967, 5-3, Staatsoper, Hamburg; Erich Fried)

Maria I d'Escòcia, reina
- Giuseppe Nicolini: Il conte di Lenosse (1801)
- Pietro Casella: Maria Stuarda regina di Scozia (1813)
- Michele Carafa: Elisabetta in Derbyshire, ossia Il castello di Fotheringay (1818, 26-12, T. La Fenice, Venècia; Antonio Peracchi)[70]
- Thomas Simpson Cooke: David Rizzio (1820)
- Saverio Mercadante: Maria Stuarda, regina di Scozia (1821, 29-5, T. comunale, Bolonya; Gaetano Rossi)
- François-Joseph Fétis: Marie Stuart en Écosse, ou le Château de Douglas (1823)
- Carlo Coccia: Maria Stuarda regina di Scozia (1827, 7-6, King's Theatre, Londres; Pietro Giannone)
- Charles-Louis-Adolphe Vogel: Marie Stuart (1833)
- Gaetano Donizetti: Maria Stuarda (1835, 30-12, T. alla Scala, Milà; Giuseppe Bardari)[36]
- Filippo Marchetti: La demente (1856, 27-11, T. Regio, Torí; Giuseppe Checchetelli)[42]
- Boris Aleksandrovitx Fitingof-Xel: Marija Stuart (1889, inacabada)
- Ruperto Chapí: Mujer y reina (1895, 12-1, T. de la Zarzuela, Madrid ; Mariano Pina), sarsuela melodramàtica[71]
- Wolfgang Fortner: Elisabeth Tudor (1972)
- Thea Musgrave: Mary, Queen of Scots (1977)
- Louis Niedermeyer: Marie Stuart
- Wilfried Hiller: An diesem heutigen Tage (1974, monodrama)
- Sergej Michajlovič Slonimskij: Marija Stjuarda (1981, Jakov Gordin)

Matthew Stewart, quart comte de Lennox
George Douglas, noble escocès
- Giuseppe Nicolini: Il conte di Lenosse (1801)
- Pietro Casella: Maria Stuarda, regina di Scozia (1813)
- Saverio Mercadante: Maria Stuarda, regina di Scozia (1821, 29-5, T. comunale, Bolonya; Gaetano Rossi), com a Olfredo
- Carlo Coccia: Maria Stuarda, regina di Scozia (1827, 7-6, King's Theatre, Londres; Pietro Giannone)

Henry Stuart, Lord Darnley, noble escocès, marit de Maria I d'Escòcia
- Ruperto Chapí: Mujer y reina (1895, 12-1, T. de la Zarzuela, Madrid ; Mariano Pina), sarsuela melodramàtica[71]

David Riccio, favorit de Maria I
- Thomas Simpson Cooke: David Rizzio (1820)
- Thea Musgrave: Mary, Queen of Scots (1977)

James Stewart, 1r comte de Moray, regent d'Escòcia
- François-Joseph Fétis: Marie Stuart en Écosse, ou le Château de Douglas (1823)
- Saverio Mercadante: Il reggente (1843, 2-2, T. Regio, Torí; Salvatore Cammarano)
- Wolfgang Fortner: Elisabeth Tudor (1972)
- Thea Musgrave: Mary, Queen of Scots (1977)

James Hamilton, duc de Châtellerault
- François-Joseph Fétis: Marie Stuart en Écosse, ou le Château de Douglas (1823)
- Saverio Mercadante: Il reggente (1843, 2-2, T. Regio, Torí; Salvatore Cammarano)

#### Anglaterra
Reina Maria I d'Anglaterra
- Giovanni Pacini: Maria, regina d'Inghilterra (1843, 11-2, T. Carolina, Palerm; Leopoldo Tarantini)
- Timoteo Pasini: Giovanna Grey (1853)
- Vladímir Nikítitx Kaixperov: Maria Tudor (1859, Antonio Ghislanzoni)
- Antônio Carlos Gomes: Maria Tudor (1879)
- Josef Forster: Maria Tudor (inacabada)
- Rudolf Wagner-Régeny: Der Günstling (1935, Caspar Neher)

##### Regnat d'Elisabet I
William Shakespeare, escriptor anglès
- Thomas Simpson Cooke: Shakespeare versus Harlequin (1820)
- Joaquín Gaztambide: El sueño de una noche de verano (1852, 21-2, Teatro del Circo, Madrid; Patricio de la Escosura)
- Tommasso Benvenuti: Guglielmo Shakspeare [sic] (1861)
- Tan Dun: Marco Polo (1996)
- Philip Hagemann: The dark lady of the sonnets (2008, 19-6, Encompass New Opera Theatre, Nova York ; P. Hagemann a partir de George Bernard Shaw)[72]

Edmund Spenser, poeta anglès
- Virgil Thomson: Lord Byron (1972, 20-4, Nova York, Juilliard School; revisió: 1985, 7-12, N. York, NY Repertory Theater; Jack Larson)[73]
- John Harle: Angel magick (1998, 5, Salisbury; David Pountney)

Philip Sidney, escriptor anglès
- John Harle: Angel magick (1998, 5, Salisbury; David Pountney)

John Wilbye, compositor anglès
- Inglis Gundry: Avon, or The household musician (1949, 11-4, Londres, The Scala Theatre, Exploratory Society; I. Gundry),[74] com a John Hailey, personatge inspirat en la història real de Wilbye

John Dee, científic, conseller de la reina
Edward Kelley, ocultista i alquimista 
- John Harle: Angel magick (1998, 5, Salisbury; David Pountney)
- Damon Albarn: Dr. Dee: an English opera (2011, 1-7, Palace Theatre, Manchester ; Rufus Norris, A. Moore)[75]

Reina Elisabet I d'Anglaterra
- Thomas Arne: Eliza (1754, no apareix com a personatge, però el títol s'hi refereix)
- Stefano Pavesi: Elisabetta, regina d'Inghilterra (1809, 26-12, T. Regio, Torí; Giovanni Schmidt)[76]
- Gioachino Rossini: Elisabetta, regina d'Inghilterra (1815, 4-10, T. San Carlo, Nàpols; Giovanni Schmidt)[77]
- Michele Carafa: Elisabetta in Derbyshire, ossia Il castello di Fotheringay (1818, 26-12, T. La Fenice, Venècia; Antonio Peracchi)[70]
- Daniel-François Auber: Leicester, ou Le château de Kenilworth (1823, 25-1, Opéra-Comique, Salle Feydeau, París; Eugène Scribe, Mélésville)[78]
- Carlo Coccia: Maria Stuarda, regina di Scozia (1827, 7-6, King's Theatre, Londres; Pietro Giannone)
- Gaetano Donizetti: Elisabetta al castello di Kenilworth (1829, 6-7, T. San Carlo, Nàpols; A. L. Tottola)[79]
- Saverio Mercadante: Il conte di Essex (1833, 10-3, T. alla Scala, Milà; Felice Romani)
- Gaetano Donizetti: Maria Stuarda (1835, 30-12, T. alla Scala, Milà; Giuseppe Bardari)[36]
- Christoph Ernst Friedrich Weyse: Festen paa Kenilworth (1836, Hans Christian Andersen)
- Gaetano Donizetti: Roberto Devereux (1837, 29-10, T. San Carlo, Nàpols; Salvatore Cammarano)[80]
- Carl Loewe: Emmy (1842)
- Francesco Schira: Kenilworth (1849, Francesco Schira)
- Joaquín Gaztambide: El sueño de una noche de verano (1852, 21-2, Teatro del Circo, Madrid; Patricio de la Escosura)
- Tommaso Benvenuti: Guglielmo Shakspeare [sic] (1861)
- Isidore de Lara: Amy Robsart (1893)
- Edward German: Merrie England (1902, 2-4, Savoy Theatre, Londres ; Basil Hood), opereta[81]
- Paul von Klenau: Elisabeth von England  (1939)
- Benjamin Britten: Gloriana (1953)
- Wolfgang Fortner: Elisabeth Tudor (1972)
- Iain Hamilton: Raleigh's dream (1984)
- John Harle: Angel magick (1998, 5, Salisbury; David Pountney)
- Sorrel Hays: Bee opera (2003, 10, Medicine Show Theater, Nova York; S. Hay, Denise Duhame, Gertrude Stein, Eamon Grennan, Maurice Seaton)
- Philip Hagemann: The dark lady of the sonnets (2008, 19-6, Encompass New Opera Theatre, Nova York ; P. Hagemann a partir de George Bernard Shaw)[72]
- Gregory Spears: O Columbia (2015, 23-9, Houston Grand Opera, Houston ; Royce Vavrek)[82]

Thomas Howard, 4t duc de Norfolk, noble anglès
- Stefano Pavesi: Elisabetta, regina d'Inghilterra (1809, 26-12, T. Regio, Torí; Giovanni Schmidt)
- Gioachino Rossini: Elisabetta, regina d'Inghilterra (1815, 4-10, T. San Carlo, Nàpols; Giovanni Schmidt)[77]

Robert Dudley , 1r comte de Leicester, cortesà anglès, favorit d'Elisabet I
- Stefano Pavesi: Elisabetta, regina d'Inghilterra (1809, 26-12, T. Regio, Torí; Giovanni Schmidt)
- Gioachino Rossini: Elisabetta, regina d'Inghilterra (1815, 4-10, T. San Carlo, Nàpols; Giovanni Schmidt)[77]
- Michele Carafa: Elisabetta in Derbyshire, ossia Il castello di Fotheringay (1818, 26-12, T. La Fenice, Venècia; Antonio Peracchi)[70]
- Daniel-François Auber: Leicester, ou Le château de Kenilworth (1823, 25-1, Opéra-Comique, Salle Feydeau, París; Eugène Scribe, Mélésville)[78]
- Carlo Coccia: Maria Stuarda, regina di Scozia (1827, 7-6, King's Theatre, Londres; Pietro Giannone)
- Gaetano Donizetti: Elisabetta al castello di Kenilworth (1829, 6-7, T. San Carlo, Nàpols; A. L. Tottola)[79]
- Gaetano Donizetti: Maria Stuarda (1835, 30-12, T. alla Scala, Milà; Giuseppe Bardari),[36] com a Roberto
- Christoph Ernst Friedrich Weyse: Festen paa Kenilworth (1836, Hans Christian Andersen)
- Carl Loewe: Emmy (1842)
- Francesco Schira: Kenilworth (1849, Francesco Schira)
- Isidore de Lara: Amy Robsart (1893)
- Ruperto Chapí: Mujer y reina (1895, sarsuela)
- Wolfgang Fortner: Elisabeth Tudor (1972)

Amy Robsart, esposa de Robert Dudley
(1823, 25-1, Opéra-Comique, Salle Feydeau, París; Eugène Scribe, Mélésville)
- Gaetano Donizetti: Elisabetta al castello di Kenilworth (1829, 6-7, T. San Carlo, Nàpols; A. L. Tottola)[79]
- Carl Loewe: Emmy (1842)
- Isidore de Lara: Amy Robsart (1893)

Robert Cecil, 1r comte de Salisbury, ministre d'Elisabet I
- Gaetano Donizetti: Roberto Devereux (1837, 29-10, T. San Carlo, Nàpols; Salvatore Cammarano)[80]
- Benjamin Britten: Gloriana (1953)
- Wolfgang Fortner: Elisabeth Tudor (1972)

Sir Walter Raleigh, cortesà i explorador anglès 
- Daniel-François Auber: Leicester, ou Le château de Kenilworth (1823, 25-1, Opéra-Comique, Salle Feydeau, París; Eugène Scribe, Mélésville)[78]
- Saverio Mercadante: Il conte di Essex (1833, 10-3, T. alla Scala, Milà; Felice Romani)
- Christoph Ernst Friedrich Weyse: Festen paa Kenilworth (1836, Hans Christian Andersen)
- Gaetano Donizetti: Roberto Devereux (1837, 29-10, T. San Carlo, Nàpols; Salvatore Cammarano)[80]
- Francesco Schira: Kenilworth (1849, Francesco Schira)
- Edward German: Merrie England (1902, 2-4, Savoy Theatre, Londres ; Basil Hood), opereta[81]
- Benjamin Britten: Gloriana (1953)
- Iain Hamilton: Raleigh's dream (1984)

Elizabeth Raleigh, esposa de Sir Walter Raleigh
- Edward German: Merrie England (1902, 2-4, Savoy Theatre, Londres ; Basil Hood), opereta[81] (com a Bessie Throckmorton)

Charles Howard , primer comte de Nottingham, almirall i estadista anglès
- Saverio Mercadante: Il conte di Essex (1833, 10-3, T. alla Scala, Milà; Felice Romani)
- Gaetano Donizetti: Roberto Devereux (1837, 29-10, T. San Carlo, Nàpols; Salvatore Cammarano)[80]

Robert Devereux , segon comte d'Essex, cortesà i favorit reial
- Saverio Mercadante: Il conte di Essex (1833, 10-3, T. alla Scala, Milà; Felice Romani)
- Gaetano Donizetti: Roberto Devereux (1837, 29-10, T. San Carlo, Nàpols; Salvatore Cammarano)[80]
- Tommasso Benvenuti: Guglielmo Shakspeare (1861)
- Edward German: Merrie England (1902, 2-4, Savoy Theatre, Londres ; Basil Hood), opereta[81]
- Benjamin Britten: Gloriana (1953)

Francis Walsingham, noble, secretari de la reina
- Damon Albarn: Dr. Dee: an English opera (2011, Rufus Norris, A. Moore)

Frances Walsingham, germana seva, comtessa d'Essex
- Benjamin Britten: Gloriana (1953)

Sir Francis Drake, aventurer anglès, pirata i polític
- Matthew Locke: The history of Sir Francis Drake

William Cecil , primer Baron Burghley, estadista anglès, conseller reial 
- Gaetano Donizetti: Maria Stuarda (1835, 30-12, T. alla Scala, Milà; Giuseppe Bardari),[36] com a Lord Guglielmo Cecil

Penelope Rich , Lady Rich, noble anglesa
- Benjamin Britten: Gloriana (1953)

Charles Blount , vuitè Baron Mountjoy, cortesà
- Benjamin Britten: Gloriana (1953)

Sir Henry Cuffe, polític anglès
- Benjamin Britten: Gloriana (1953)

Catherine Grey, noble, filla de Jane Grey
- Michael William Balfe: Catherine Grey (1837)

Alice Arden, dona de Faversham, assassina del seu marit Thomas Arden
- Alexander Goehr: Arden muss sterben (1967)

### Sacre Imperi
Duc Joan Albert I de Mecklenburg-Schwerin
Andreas Mylius (1527–1594), polític
Joachim von Maltzan, militar
- Friedrich von Flotow: Johann Albrecht, Herzog von Mecklenburg, després Andreas Mylius (1857, E. Hobein)

Emperador Ferran I del Sacre Imperi Romanogermànic
- Ernst Krenek: Karl V

Antonín Brus z Mohelnice, arquebisbe de Praga 
- Hans Pfitzner: Palestrina (com a Anton Brus von Müglitz)

Hans Sachs, poeta i dramaturg alemany
- Adalbert Gyrowetz: Hans Sachs im vorgerückten Alter (1834, Singspiel)
- Albert Lortzing: Hans Sachs (1840)
- Richard Wagner: Die Meistersinger von Nürnberg (1865)

Maties I del Sacre Imperi Romanogermànic
- Antonín Dvořák: Král a uhlíř (Rei i carboner) (1874)

Wolf Dietrich von Raitenau, príncep-bisbe de Salzburg
- Gerhard Wimberger: Fürst von Salzburg - Wolf Dietrich (1987, Gerhard Wimberger)

### Països Baixos i Flandes
Margarida de Parma, governadora dels Països Baixos
- Giovanni Pacini: Il duca d'Alba (1842, 26-2, T. La Fenice, Venècia; Giovanni Peruzzini, Francesco Maria Piave)[9]
- Gaston Salvayre: Egmont (1886, Albert Wolff, Albert Millaud)
- Christian Jost: Egmont (2020, 17-2, Theater am der Wien, Viena; Christoph Klimke)[53]

Lamoral, comte d'Egmont, home d'estat flamenc
- Gilbert-Louis Duprez: Le songe du comte d'Egmont (1842, escena lírica)
- Giovanni Pacini: Il duca d'Alba (1842, 26-2, T. La Fenice, Venècia; Giovanni Peruzzini, Francesco Maria Piave)[9]
- Carlo Pedrotti: Olema la schiava (1872, 4-5, T. Municipale, Mòdena; Francesco Maria Piave)
- Cesare Dall'Olio: Don Riego (1880, 29-11, T. Argentina, Roma ; Antonio Ghislanzoni)[50]
- Gaston Salvayre: Egmont (1886, Albert Wolff, Albert Millaud)
- Arthur Meulemans: Egmont (1944)
- Nikolaj Karetnikov: Til' Ulenšpigel (1993, paper parlat)
- Christian Jost: Egmont (2020, 17-2, Theater am der Wien, Viena; Christoph Klimke)[53]

Comte Guillem I d'Orange-Nassau, governador d'Holanda i sobirà dels Països Baixos
- Willem Frans Thooft: Aleida von Holland (1866, 10-3, Deutsche Oper, Rotterdam; Ernst Pasqué)[83]
- Nikolaj Karetnikov: Til' Ulenšpigel (1993, paper parlat)
- Kees Olthuis: François Guyon (1996)
- Gavin Bryars, Philip Glass i others: The Civil Wars: a tree is best measured when it is down

Louise de Coligny, esposa de Guillem I d'Orange-Nassau
Balthasar Gérard, assassí de Guillem I
Alexandre I de Parma Farnese, governador dels Països Baixos
- Kees Olthuis: François Guyon (1996)

Pieter Adriaanszoon van der Werff, burgmestre de Leiden
- Charles-Louis-Adolphe Vogel: Le siège de Leyde (1847, Hippolyte Lucas)

Jan van der Does, filòleg, bibliotecari i defensor de Leiden
- Giovanni Pacini: L'assedio di Leida (1852?, sense estrenar; Domenico Bolognese)
- Errico Petrella: L'assedio di Leida (1856, D. Bolognese)

Francisco de Valdés, comandant de les tropes espanyoles
- Charles-Louis-Adolphe Vogel: Le siège de Leyde (1847, Hippolyte Lucas)
- Giovanni Pacini: L'assedio di Leida (1852?, sense estrenar; Domenico Bolognese)
- Errico Petrella: L'assedio di Leida (1856, D. Bolognese)

Willem IV van den Bergh, polític neerlandès
- Franco Faccio: I profughi fiamminghi (1863)

Pieter Brueghel el Vell, pintor flamenc
- Jean Absil: Pierre Breughel l'Ancien

Antonis Mor, pintor flamenc
- Michael William Balfe: Pittore e duca (1844) i la nova versió Moro or The painter of Antwerp (1882)

### Escandinàvia i estats bàltics
Barbara von Tisenhausen, llegendària dona estoniana
- Eduard Tubin: Barbara von Tisenhusen (1969, Jaan Kross)

Anne Pedersdotter, dona sueca acusada de bruixeria, i 
Absalon Peder Beyer, clergue, el seu marit
- Edvard Fliflet Bræin: Anne Pedersdotter (1971)

Jaakko Ilkka, cabdill pagès finès
- Jorma Panula: Jaakko Ilkka

Märta Erikdotter Leijonhufvud, noble sueca, i Svante Sture, espòs seu
- Joachim Eggert: Svante Sture och Märta Leijonhufvud (1812)

Johannes Bureus, erudit suec 
- Wilhelm Peterson-Berger: The Doomsday prophets (com a Johan Bure)

Magnus Vasa, fill seu
- Ivar Hallström: Hertig Magnus och sjöjungfrun (El duc Magnus i la sirena) (1867, opereta)

Cecília de Suècia, filla de Gustau I
- Väinö Raitio: Prinsesa Cecilia (1933, Huugo Jalkanen)

Rei Eric XIV de Suècia i
Karin Mausdotter, esposa seva
- Ivar Hallström: Liten Karin (1897)
- Väinö Raitio: Prinsesa Cecilia (1933, Huugo Jalkanen)

Rei Carles IX de Suècia
Daniel Hjort, oficial suec a Finlàndia
- Selim Palmgren: Daniel Hjort (1910)

### Estats eslaus
Matija Gubec, revolucionari croat, líder d'una revolta camperola
- Risto Savin: Matija Gubec (1936, R. Savin, Fran Roš)
- Ivo Lhotka-Kalinski: Matija Gubec (1948)
- Ivan Brkanovic: Hod po mukah Ambroza Matije Gupca, zvanog Beg (Calvari d'Ambroz Matija Gubec, anomenat Beg) (1974, oratori escènic)

Joan III el Terrible, voivoda de Moldàvia
- Gheorghe Dumitrescu: Ion Vodă cel Cumplit (1955)

Alexandru Lăpuşneanu, príncep de Moldàvia
- Alexandru Zirra: Alexandru Lăpuşneanu  (1941)

Ioan Potcoavă, atamant moldau
- Alexandru Zirra: Ion Vodă Potcoavă (1943)

#### Polònia
Rei Segimon II August de Polònia
- Henryk Jarecki: Barbara Radziwiłłówna (1893)
- Tadeusz Szeligowski: Bunt żaków (1951, Roman Brandstaetter)

Bàrbara Radziwill, reina consort
- Henryk Jarecki: Barbara Radziwiłłówna (1893)

Jan Kochanowski, poeta polonès
- Karol Kurpiński: Jan Kochanowski w Czarnym Lesie (1817, 1-1, Teatr Warszawski, Varsòvia; Julian Ursyn Niemcewicz)[84]

Rei Enric IV de Polònia o Enric de Valois, rei de França i gran duc de Lituània
- Friedrich von Flotow: Le Comte de Saint-Mégrin (La duchesse de Guise) (1838, François de la Bouillerie, Charles de la Bouillerie)
- Paul Hillemacher i Lucien Hillemacher: Saint-Mégrin (1886)
- Emmanuel Chabrier: Le Roi malgré lui (1887, É. de Najac, P. Burani

#### Rússia
Tsar Ivan IV de Rússia, "el Terrible"
- Georges Bizet: Ivan IV (1862-65, estr. 1946; F.-H. Leroy, H. Trianon)
- Anton Rubinstein: Kupec Kalašnikov (1880)
- Nikolai Rimski-Kórsakov: La noble Vera Xeloga (no hi apareix, és el pare del fill de Vera)
- Nikolai Rimski-Kórsakov: La donzella de Pskov (1873, N. Rimski-Kórsakov)
- Anton Rubinstein: Купец Калашников (Kupec Kalašnikov) (1880, 5-3, Marijnski T., Sant Petersburg, Rússia; Nikolaj Kulikov)
- Raoul Gunsbourg: Ivan le Terrible (1910)
- Sergej Michajlovič Slonimskij: Ivan Groznij (1979, revisada com a Videnija Ioanna Groznogo en 1998)
- Rezeda Akhijarova: Сөембикә (Soiembika) (2018, Tatar Akademia Deilet Opera hem Balet Teatri, Kazan ; Renata Kharitsa)

Marfa Sobakina, tercera esposa d'Ivan IV
- Nikolai Rimski-Kórsakov: Carskaja nevesta (La núvia del tsar) (1898, Il'ja F. Tjumenev)

Maria Nagaia, tsarina, vídua d'Ivan IV
- Carlo Coccia: Marfa (1835, 13-7, T. San Carlo, Nàpols; Emanuele Bidera), com a Marfa
- Victorin de Joncières: Dimitri (1876)

Maljuta Skuratov, cap dels oprítxnik d'Ivan IV
- Anton Rubinstein: Купец Калашников (Kupec Kalašnikov) (1880, 5-3, Marijnski T., Sant Petersburg, Rússia; Nikolaj Kulikov)

Soiembika de Kazan, regent tàtara
- Rezeda Akhijarova: Сөембикә (Soiembika) (2018, Tatar Akademia Deilet Opera hem Balet Teatri, Kazan ; Renata Kharitsa)

### Imperi Otomà
- Antonio Ferradini: Il Solimano (1757)
- Johann Gottlieb Naumann: Solimano (1773)

Müezzinzade Ali Paixà, almirall otomà a la batalla de Lepant
- Tomás Genovés y Lapetra: La battaglia di Lepanto (1836)

Damat Ibrahim Paixà, gran visir otomà
- Ján Cikker: Beg Bajazid (1957, com a Pasha Ibrahim)

### Xina
Tang Xianzu, escriptor xinès
- Liu Chenchen: A dream of fragrancy (20Un Sio San, a partir de Lawrence Lei)

Matteo Ricci, jesuïta, missioner en la Xina
- Carlo Boccadoro: Shi (Si faccia) (2017, Cecilia Ligorio)

## Seglexvii

### Espanya
Antonio Pimentel de Prado , ambaixador espanyol a Suècia
- Hans Gefors: Christine (1986, Kungliga Operan, Estocolm (Suècia); Lars Forssell, Hans Gefors)

Catalina de Erauso, monja i militar basca
- Pere Miquel Marquès: La monja alférez (1875, 24-11, T. de la Zarzuela, Madrid; Carlos Coello), sarsuela[85]

Miguel Mañara, aristòcrata andalús, fundador de l'Hospital de la Caridad de Sevilla
- Josep Serrano i Simeón: Don Miguel de Mañara (1902, 20-12, T. de la Zarzuela, Madrid; Felipe Pérez Capo), sarsuela[86]
- August Enna: Don Juan de Marana (1922, estr. 1925, Copenhagen; A. Enna)[87]
- Henri Tomasi: Miguel Mañara (1935, est. 1952, Henri Tomasi)

Josep de Calassanç, sacerdot aragonès, fundador de les Escoles Pies
- Josep Martí i Cristià: La visió de Sant Josep de Calassanç (1917)

Pere Esteve o Pere de Dènia, frare franciscà, eremita a Dènia
- Francesc Estévez Álvarez: Fra Pere el Descalç (2019, 19-10, Església del Consol, Altea ; Lluís Fornés)[88]

Rei Felip III d'Espanya
- Amilcare Ponchielli: I mori di Valenza (1873, inacabada; estr. 1914; A. Ghislanzoni)

Rei Felip IV d'Espanya
- José Sobejano, José Sobejano fill, Florencio de la Hoz, Manuel Soriano Fuertes: La pastora del Manzanares (1842, Madrid ; Basilio Sebastián Castellanos),[89] sarsuela
- Francisco Asenjo Barbieri: La espada de Bernardo (1853, 14-1, T. Circo, Madrid ; Antonio García Gutiérrez), sarsuela[90]
- Emilio Arrieta: El dominó azul, sarsuela (1853, 19-2, T. Circo, Madrid ; Francisco Camprodón)
- Emilio Arrieta: La estrella de Madrid, sarsuela (1853, 13-10, T. Circo, Madrid ; Adelardo López de Ayala)
- Cristóbal Oudrid: Moreto (1854, 20-5, T. Circo, Madrid ; Agustín Azcona)[91]
- Joaquín Gaztambide: El diablo las carga (1860, 21-1, Madrid ; Francisco Camprodón), sarsuela[92]
- Adolphe Adam: Giralda, o El marido misterioso (1862, 11, T. Principal, Barcelona ; Carlos Frontaura), sarsuela
adaptació de l'opéra comique del mateix Adam Giralda (1850))
- Emilio Arrieta: Entre el alcalde y el rey (1875, 23-12, T. de la Zarzuela, Madrid ; Gaspar Núñez de Arce)[93]
- José Cabas Galván: El amigo de Quevedo (1896, 18-11, T. Cervantes, Màlaga ; Narciso Díaz de Escovar, Ramón A. Urbano),[94] sarsuela
- Federico Moreno Torroba: La mesonera de Tordesillas (1925, 30-10, T. de la Zarzuela, Madrid ; R. Sepúlveda, J. Manzano)

Maria Anna d'Àustria, esposa de Felip IV
- Joaquín Gaztambide: El diablo las carga (1860, 21-1, Madrid ; Francisco Camprodón), sarsuela[92]

Gaspar de Guzmán y Pimentel, Conde-duque de Olivares, privat de Felip IV
- José Sobejano, José Sobejano fill, Florencio de la Hoz, Manuel Soriano Fuertes: La pastora del Manzanares (1842, Madrid ; Basilio Sebastián Castellanos),[89] sarsuela
- Nicolau Manent: La tapada del Retiro (1853, 26-2, G. Teatre del Liceu, Barcelona; Víctor Balaguer i Cirera i Gregori Amado Larrosa), sarsuela en tres actes o òpera còmica
- Cristóbal Oudrid: Moreto (1854, 20-5, T. Circo, Madrid ; Agustín Azcona)[91]
- Emilio Arrieta: Entre el alcalde y el rey (1875, 23-12, T. de la Zarzuela, Madrid ; Gaspar Núñez de Arce)[93]

Lope de Vega, escriptor
Tirso de Molina, escriptor
Juan Ruiz de Alarcón, dramaturg mexicà
- Manuel Fernández Caballero: Antaño y ogaño (1881, 30-5, T. Real, Madrid ; Antonio García Gutiérrez),"[55] cuadro literario con una cantata"

Pedro Calderón de la Barca, escriptor
- Emilio Arrieta, José Rogel, Aceves, García, Brocca, Campo, Ruiz, M. Fernández i T. Fernández: 1864 y 1865 (1865, 30-1, T. del Circo, Madrid ; José M. Gutiérrez de Alba), "revista cómico-lírico-fantástica", com a "Sombra de Calderón"[95]
- Manuel Fernández Caballero: Antaño y ogaño (1881, 30-5, T. Real, Madrid ; Antonio García Gutiérrez),"[55] cuadro literario con una cantata"

Agustín Moreto, escriptor
- Cristóbal Oudrid: Moreto (1854, 20-5, T. Circo, Madrid ; Agustín Azcona)[91]

María Calderón La Calderona, actriu, amant de Felip IV
- Federico Moreno Torroba: La mesonera de Tordesillas (1925, 30-10, T. de la Zarzuela, Madrid ; R. Sepúlveda, J. Manzano)

Francisco de Quevedo, escriptor castellà
Luis de Góngora y Argote, poeta andalús
- Manuel Fernández Caballero: Antaño y ogaño (1881, 30-5, T. Real, Madrid ; Antonio García Gutiérrez),"[55] cuadro literario con una cantata"
- José Cabas Galván: El amigo de Quevedo (1896, 18-11, T. Cervantes, Màlaga ; Narciso Díaz de Escovar, Ramón A. Urbano),[94] sarsuela

Francisco de Rojas Zorrilla, dramaturg castellà
Luis Quiñones de Benavente, dramaturg
- Manuel Fernández Caballero: Antaño y ogaño (1881, 30-5, T. Real, Madrid ; Antonio García Gutiérrez),"[55] cuadro literario con una cantata"

Joan Sala i Ferrer conegut com a Joan de Serrallonga, bandoler català
- Enric Morera i Viura: Don Joan de Serrallonga (1922, 7-10, T. Tívoli, Barcelona ; Francesc Pujols)

Diego Velázquez, pintor sevillà
- Emilio Arrieta, José Rogel, Aceves, García, Brocca, Campo, Ruiz, M. Fernández i T. Fernández: 1864 y 1865 (1865, 30-1, T. del Circo, Madrid ; José M. Gutiérrez de Alba), "revista cómico-lírico-fantástica", paper sense lletra[95]
- Reinhard Febel: Triptychon: Frida, Das Gespensterhaus, Raum 17 (2009, 16-5, Theater Kiel ; Tobias Ribitzki)
- Juan José Colomer: El pintor (2018, 8-2, Teatros del Canal, Madrid; Albert Boadella)[96]

Bartolomé Esteban Murillo, pintor barroc sevillà
- Emilio Arrieta, José Rogel, Aceves, García, Brocca, Campo, Ruiz, M. Fernández i T. Fernández: 1864 y 1865 (1865, 30-1, T. del Circo, Madrid ; José M. Gutiérrez de Alba), "revista cómico-lírico-fantástica", paper sense lletra[95]
- Ferdinand Langer: Murillo (1887, 20-11, Grossherzoglich Badisches Hof- und Nationaltheater, Mannheim ; Elise Henle)[97]
- Josep Soler i Sardà: Murillo (1989, estrenat: 1995, Mercat de les Flors, Barcelona ; R. M. Rilke), melodrama per actor i conjunt instrumental.

Josep de Ribera, pintor valencià establert a Nàpols
- José María Alvira: El Españoleto (1894, 12-10, T. Eslava, Madrid ; Ricardo Vicente del Rey),[98] sarsuela

Rei Carles II d'Espanya
- William Vincent Wallace: Maritana (1845, Edward Fitzball)
- Ignaz Lachner: Don Cesar von Bazano (1846, Schauspiel)
- Jules Massenet: Don César de Bazan (1872, 30-11, Opéra-Comique, París; Adolphe d'Ennery i Jules de Chantepie)

Reina Marianna del Palatinat-Neuburg, esposa de Carles II
- Giuseppe Poniatowski: Ruy Blas (1843, Cassiano Zaccagnini)
- Gaetano Braga: Ruy Blas (1865, no estrenada; Giovanni Peruzzini, A. Ghislanzoni)
- Max Zenger: Ruy Blas (1868, Theodor Heigel)
- Filippo Marchetti: Ruy Blas (1869, 3-4, T. alla Scala, Milà; Carlo d’Ormeville, a partir de Victor Hugo)
- Benjamin Godard: Ruy Blas (1891, no estrenada)
- Giuseppe Pietri: Ruy Blas (1916, a partir de V. Hugo)

### Portugal
Uriel da Costa, filòsof
- Aleksandr Sergeevič Famincijn: Uriel' Akosta (1883)

Rei Joan IV de Portugal
- Rui Coelho: Dom João IV (1940)

Mariana Alcoforado, monja
- Rui Coelho: Soror Mariana

### Itàlia
Federico Borromeo, cardenal arquebisbe de Milà
Virginia Maria de Leyva, la Monja de Monza, benedictina de Monza
- Amilcare Ponchielli: I promessi sposi (1856, 30-8, T. della Concordia, Cremona ; revisió: 1872, 5-12, T. dal Verme, Milà ; A. Ponchielli, C. Stradivari, G. Aglio, G. Bergamaschi)

Caterina Medici di Broni, serventa milanesa, acusada de bruixeria
Lodovico Melzi, noble milanès
- Saverio Mercadante: L'orfano di Brono, ossia Caterina dei Medici o Caterina di Brono (1870, inacabada; Salvatore Cammarano)

Urbà VIII, papa
- Philip Glass: Galileo Galilei (2002; hi surt com a Cardinal Maffeo Barberini i Urbano VIII)
- Michael Jarrell: Galilei (2006)

 Alexandre VII , papa
- Hans Gefors: Christine (1986)

Cardenal Francesco Barberini
- Ezra Laderman: Galileo Galilei (1978, òpera-oratori)

Roberto Bellarmino, cardenal i jesuïta
- Ezra Laderman: Galileo Galilei (1978, òpera-oratori)
- Michael Jarrell: Galilei (2006)

Galileo Galilei, científic italià
- Erich Sehlbach: Galilei (1937, E. Sehlbach)
- Paul Dessau: Einstein (1974)
- Ezra Laderman: Galileo Galilei (1978, òpera-oratori)
- Philip Glass: Galileo Galilei (2002)
- Michael Jarrell: Galilei (2006)

Germana Maria Celeste, monja italiana, filla il·legítima de Galileo Galilei
- Ezra Laderman: Galileo Galilei (1978, òpera-oratori)
- Philip Glass: Galileo Galilei (2002)
- Michael Jarrell: Galilei (2006)

Gian Lorenzo Bernini, arquitecte, escultor i pintor italià
- Benet Casablancas: L'enigma di Lea, com a Lorenzo (2019, 9-2, Gran T. del Liceu, Barcelona ; Rafael Argullol)

Artemisia Gentileschi, pintora romana
Agostino Tassi, pintor
- Laura Elise Schwendinger: Artemisia (2019, 17-3, Trinity Wall Street NOVUS, Nova York, versió orquestral ; 2019, 1-6, Z Space, San Francisco, versió de cambra ; Ginger Strand)[99]

Cosme II de Mèdici, gran duc de Toscana
- Michael Jarrell: Galilei (2006)
- Laura Elise Schwendinger: Artemisia (2019, 17-3, Trinity Wall Street NOVUS, Nova York, versió orquestral ; 2019, 1-6, Z Space, San Francisco, versió de cambra ; Ginger Strand)[99]

Josep de Calassanç, sacerdot aragonès a Roma, fundador de les Escoles Pies
- Josep Martí i Cristià: La visió de Sant Josep de Calassanç (1917)

Concino Concini, ambaixador florentí a França
Leonora Dori Galigai, esposa seva
- Alessandro Nini: La marescialla d'Ancre (1839, 23-7, Pàdua ; Giovanni Prati)
- Thomas Löwe: Concino Concini (1862, 27-12, Praga; Heinrich von Levitschnigg)

Josep de Ribera, pintor valencià establert a Nàpols
- José María Alvira: El Españoleto (1894, 12-10, T. Eslava, Madrid ; Ricardo Vicente del Rey),[98] sarsuela

Masaniello (Tommaso Aniello), pescador i líder revolucionari napolità
- Reinhard Keiser: Masaniello furioso, oder, Die neapolitanische Fischer-Empörung (1706, Gänsemarktoper, Hamburg; Barthold Fein)[100]
- Michele Carafa: Masaniello, ou Le pêcheur napolitain (1827, 27-12, Opéra-comique, París; Charles-François-Jean-Baptiste Moreau, A.M. Lafortelle)[101]
- Daniel Auber: La Muette de Portici (també titulada Masaniello) (1828, 29-2; Opéra, París; Eugène Scribe, Germane Delavigne)
- Stefano Pavesi: Fenella ossia La muta di Portici (1831, 5-2, T. La Fenice, Venècia; Gaetano Rossi)
- Eduard Sobolewski: Salvator Rosa (1848)
- Antônio Carlos Gomes: Salvator Rosa (1874)

Rodrigo Ponce de León, duc d'Arcos, virrei de Nàpols
- Reinhard Keiser: Masaniello furioso, oder, Die neapolitanische Fischer-Empörung (1706, Gänsemarktoper, Hamburg; Barthold Fein)
- Michele Carafa: Masaniello, ou Le pêcheur napolitain (1827, 27-12, Opéra-comique, París; Charles-François-Jean-Baptiste Moreau, A.M. Lafortelle)[101]
- Eduard Sobolewski: Salvator Rosa (1848)
- Antônio Carlos Gomes: Salvator Rosa (1874)

Un dels fills del virrei Rodrigo Ponce de León
- Daniel Auber: La Muette de Portici (1828, 29-2; Opéra, París; Eugène Scribe, Germane Delavigne) com a Alphonse
- Stefano Pavesi: Fenella ossia La muta di Portici (1831, 5-2, T. La Fenice, Venècia; Gaetano Rossi) com a Alfonso

Joan Josep d'Àustria, fill de Felip IV d'Espanya, virrei de Nàpols
- Giuseppe Pietri: Maristella (1930, Maso Salvini, Salvatore di Giacomo), com a Vicerè

Salvator Rosa, pintor napolità
- Joseph Rastrelli: Salvator Rosa, odeer Zwey Nächte in Rom (ca 1840, Burmester-Lyser)
- Henry Charles Litolff: Salvator Rosa (1845, fragmentària)
- Eduard Sobolewski: Salvator Rosa (1848)
- Ferenc Erkel, Ferenc Doppler, Karl Doppler: Salvator Rosa (1855, melodrama)
- Antônio Carlos Gomes: Salvator Rosa (1874)

Alessandro Stradella, compositor italià
- Louis Niedermeyer: Stradella (1837, 3-3, Opéra, París; Emile Deschamps i Émilien Pacini)
- César Franck: Stradella (1841, estr. 2012, 19-9, Opéra Royal de Wallonie, Lieja; Emile Deschamps i Émilien Pacini)
- Friedrich von Flotow: Alessandro Stradella (1844, 30-12, Stadtsttheater, Hamburg ; F. W. Riese)
- Adolf Müller: Alexander Stradellerl (1846, Viena; A. Lödl),[102] paròdia.
- Adolf Schimon: Alessandro Stradella (1846, Carnestoltes, T. della Pergola, Florència; Leopoldo Cempini)[103]
- Vincenzo Moscuzza: Stradella, trovatore del 1300 (1850, T. del Fondo, Nàpols; Federico Quercia)[104]
- Luigi Bocaccio: Alessandro Stradella (1852, 8, T. Sociale, Pinerolo; Rinaldo Dall'Argine)
- Giuseppe Sirico: Stradella (1863, Lugo di Romagna)

Marcantonio Trevisan, dux de Venècia
- Errico Petrella: Morosina, o L'ultimo dei Falieri (1860, D. Bolognese)

Antonio Priuli, dux de Venècia
- Gioacchino Rossini: Bianca e Falliero, ossia Il consiglio dei tre (1819, 26-12, T. alla Scala, Milà; Felice Romani)[105]

Giovanni Gallurese, bandoler sard, alcalde de Longone
- Italo Montemezzi: Giovanni Gallurese (1905)

### França
Leonora Dori Galigai, confident de la reina Maria de Mèdici

Concino Concini, mariscal de França, el seu marit
- Vincenzo Battista: Eleanora Dori (1847)

Urbain Grandier, prevere francès acusat de bruixeria
- Krzysztof Penderecki: Die Teufel von Loudon (1969, 20-6, Hamburgische Staatsoper, Hamburg; K. Penderecki)

#### Regnat de Lluís XIII
Rei Lluís XIII de França
- Federico Ricci: Un duello sotto Richelieu (1839, F. dall'Ongaro)
- Charles Gounod: Cinq-Mars (1877, 5-4, Opéra-comique, París; Paul Poirson i Louis Gallet)
- Antonio Scontrino: Cortigiana (1890, Giorgio Tommaso Cimino)
- Emilio Pizzi: Gabriella (1893, A. Byrne, F. Fulgonio)

Anna d'Espanya, esposa seva
- Federico Ricci: Un duello sotto Richelieu (1839, F. dall'Ongaro)
- Emilio Pizzi: Gabriella (1893, A. Byrne, F. Fulgonio)
- Isidore de Lara: Les trois mousquetaires (1921)

Charles de Batz-Castelmore, comte D'Artagnan, mosqueter francès
- Rudolf Raimann: D'Artagnan (Die drei Musketiere) (1881, Victor Léon), opereta
- Isidore de Lara: Les trois mousquetaires (1921)

François Leclerc du Tremblay, "Père Joseph", conegut com a eminence grise
- Charles Gounod: Cinq-Mars (1877, 5-4, Opéra-comique, París; Paul Poirson i Louis Gallet)

Marion Delorme, cortesana francesa
- Giovanni Bottesini: Marion Delorme (1862)
- Carlo Pedrotti: Marion de Lorme (1865)
- Charles Gounod: Cinq-Mars (1877, 5-4, Opéra-comique, París; Paul Poirson i Louis Gallet)
- Amilcare Ponchielli: Marion Delorme (1885, 17-3, T. alla Scala, Milà; Enrico Golisciani)

Ninon de L'Enclos, cortesana francesa
- Henri-Montan Berton: Ninon chez Madame de Sévigné (1808)
- Charles Gounod: Cinq-Mars (1877, 5-4, Opéra-comique, París; Paul Poirson i Louis Gallet)
- Richard Genée: Nanon, die Wirthin vom Goldenen Lamm (1877, opereta)
- Edmond Missa: Ninon de l'Enclos' (1895)
- Kurt Weill: Ninon von Lenclos (1920, Ernst Hardt), perduda

Marie de Rohan-Montbazon, cortesana, confident de la reina Anna d'Àustria
Claudi de Lorena, duc de Chevreuse, espòs seu
Henri de Talleyrand-Périgord, comte de Chalais, amant seu
Jean-François Paul de Gondi, cardenal de Retz
- Federico Ricci: Un duello sotto Richelieu (1839, F. dall'Ongaro)
- Gaetano Donizetti: Maria di Rohan (1843, 5-6, Kärntnertortheater, Viena; Salvatore Cammarano),[106] el comte de Chalais apareix com a Riccardo; Gondi com a Armando

Concino Concini, ambaixador florentí, mariscal de França
Leonora Dori Galigai, esposa seva, favorita de la reina
Charles d'Albert, duc de Luynes, conestable de França
- Alessandro Nini: La marescialla d'Ancre (1839, 23-7, Pàdua ; Giovanni Prati)

Cardenal Richelieu, primer ministre de França
- Giovanni Bottesini: Marion Delorme (1862)
- Antonio Scontrino: Cortigiana (1890, Giorgio Tommaso Cimino)
- Federico Ibarra: Madre Juana (1993)

Marie de Rabutin-Chantal, marquesa de Sévigné 
- Henri-Montan Berton: Ninon chez Madame de Sévigné (1808)

Marie-Madeleine Pioche de La Vergne Madame de La Fayette aristòcrata i novel·lista
- Jean Françaix: La Princesse de Clèves (1965, paper parlat)

Pierre Corneille, escriptor francès
- Antonio Scontrino: Cortigiana (1890, Giorgio Tommaso Cimino)

Henri Coiffier de Ruzé, Marquis de Cinq-Mars, favorit de Lluís XIII
- Luigi de Macchi: Enrico di Cinq Mars (1850)
- Charles Gounod: Cinq-Mars (1877, 5-4, Opéra-comique, París; Paul Poirson i Louis Gallet)

François Auguste de Thou, magistrat francès
- Charles Gounod: Cinq-Mars (1877, 5-4, Opéra-comique, París; Paul Poirson i Louis Gallet)

Cyrano de Bergerac, escriptor i cavaller francès
- Victor Herbert: Cyrano de Bergerac (1899, òpera còmica)
- Walter Damrosch: Cyrano de Bergerac (1913)
- Franco Alfano: Cyrano de Bergerac (1936, H. Caïn)
- David DiChiera, orch. Mark Flint: Cyrano
- Gara Gara'ev: Neistovyj gaskonec (1973, a partir de Rostand)
- Paraškev Chadžiev: Sirano de Beržerak (1974)
- Eino Tamberg: Cyrano e Bergerac (1976, Jaan Kross)
- Marco Tutino: Cirano (1987)
- Jens-Peter Ostendorf: Cyranos Mondfahrt (1992, Stadttheater, Coblença; Jutta Mühlich)
- David DiChiera i Mark Flint: Cyrano (2007, Bernard Uzan)
- Stavros Xarhakos: Cyrano et Roxane (2009, 5-4, T. Nacional Grec, Atenes; sobre J.-C. Carrière i E. Rostand)

Enric II de Borbó-Condé, príncep de Condé, noble francès
- Krzysztof Penderecki: Die Teufel von Loudon (1969, 20-6, Hamburgische Staatsoper, Hamburg; K. Penderecki)

Lluís II de Borbó-Condé, príncep de Condé, noble francès
- Emilio Pizzi: Gabriella (1893, A. Byrne, F. Fulgonio), com a Duc de Châteauroux

René Descartes , filòsof francès
- Hans Gefors: Christine (1986)
- Louis Andriessen: Theatre of the world (2016, Helmut Krausser), com a veu de la posteritat[107]

Duc Enric II de Rohan, militar francès huguenot
- Heinrich Kaminski: Jürg Jenatsch (1929)

#### Regnat de Lluís XIV
Rei Lluís XIV de França
- Antonio Rosales: Luis XIV el Grande (1789, Luciano F. Comella, sarsuela)
- Fabio Campana: Luisa di Francia (1844)
- Fabio Campana: La Duchessa di Lavallière (1849, nova versió de Luisa di Francia)
- Léo Delibes: Le roi l'a dit (no apareix, però els altres personatges s'hi refereixen)
- Richard Genée: Nanon, die Wirthin vom Goldenen Lamm (1877, opereta)
- Miguel Meneses: Luisa della Valliere (1886)
- Reynaldo Hahn: La carmélite (1902, comèdia musical)
- Paul Hindemith: Cardillac (1926, paper mut)
- Eduard Künneke: Liselott (1932, singspiel)
- Ottmar Gerster: Madame Liselotte (1933, paper mut)

Reina Maria Teresa d'Àustria
- Reynaldo Hahn: La carmélite (1902, comèdia musical)

Louise de La Vallière, amant de Lluís XIV
- Fabio Campana: Luisa di Francia (1844)
- Fabio Campana: La Duchessa di Lavallière (1849, nova versió de Luisa di Francia)
- Tomás Genovés y Lapetra:  Luisa della Vallière (1845)
- Miguel Meneses: Luisa della Valliere (1886)
- Reynaldo Hahn: La carmélite (1902, comèdia musical)
- Max von Oberleithner: La Vallière (1918)

Madame de Montespan, amant de Lluís XIV
- Fabio Campana: Luisa di Francia (1844)
- Fabio Campana: La Duchessa di Lavallière (1849, nova versió de Luisa di Francia)
- Miguel Meneses: Luisa della Valliere (1886)

Françoise d'Aubigné, Madame de Maintenon, amant i segona esposa de Lluis XIV
- Richard Genée: Nanon, die Wirthin vom Goldenen Lamm (1877, opereta)
- Ottmar Gerster: Madame Liselotte (1933)

Felip IV de Valois, duc d'Orleans i d'Anjou
Elisabet Carlota del Palatinat, Liselotte, esposa seva
- Eduard Künneke: Liselott (1932, singspiel)
- Ottmar Gerster: Madame Liselotte (1933)

François de Borbó-Vendôme, duc de Beaufort, noble francès rebel contra Mazzarino
- Adolphe Adam: Le roi des halles (1853, 11-4, Théâtre Lyrique, París; Adolphe de Leuven, Léon Lévy Brunswick)[108]

L'home de la màscara de ferro, presoner d'identitat desconeguda
Benigne de Saint-Mars, noble 
- Joaquín Gaztambide, Rafael Hernando, José Inzenga. El secreto de la reina (1852, sarsuela)
(com a Gabriel, en l'obra germà de Lluís XIV)

Henri de la Tour d'Auvergne, viscomte de Turenne, mariscal de França
- Julien Navoigille: La morte de Turenne (1797)

Marie-Madeleine-Marguerite d'Aubray, Madame de Brinvilliers
- Daniel Auber, Désiré-Alexandre Batton, Henri Montan Berton, Felice Blangini, François-Adrien Boieldieu, Michele Carafa, Luigi Cherubini, Ferdinand Hérold i Ferdinando Paer: La marquise de Brinvilliers (1831, 31-10, Salle Ventaudour, Opéra-comique, París; Eugène Scribe, Castil-Blaze), "drame lyrique"

Molière, dramaturg francès
- Rolf Liebermann: Die Schule der Frauen (1957)
- Johannes Kalitzke:  Moliere oder die Henker der Komödianten (1998)
- Isabelle Aboulker: Si Molière nous était chanté ou la double vie de Jean-Baptiste P..., òpera per a infants (2008, estr. 2009, Théâtre de Ménilmontant, París; I. Aboulker)

Jean Racine, poeta i dramaturg
- Sylvano Bussotti: Le Racine, pianobar pour Phèdre (1980, òpera de cambra)
- Sylvano Bussotti: Phèdre (Fedra) (1988)

Jean-Baptiste Lully, músic
Philippe Quinault, poeta i llibretista
- Nicolas Isouard: Lully et Quinault, ou Le déjeuner impossible (1812, 27-2, Opéra-comique, París; P.C. Gaugiran-Nanteuil)

Jean-Louis d'Orléans-Longueville, duc de Longueville
Isaac de Benserade, poeta
- Fabio Campana: Luisa di Francia (1844)
- Fabio Campana: La Duchessa di Lavallière (1849, nova versió de Luisa di Francia)

Isaac de Benserade, poeta
- Fabio Campana: Luisa di Francia (1844)
- Fabio Campana: La Duchessa di Lavallière (1849, nova versió de Luisa di Francia)

### Gran Bretanya
Jaume I d'Anglaterra i VI d'Escòcia, rei
Enric Frederic, príncep de Gal·les
- Ignaz Brüll: Schach dem König (Escac al rei) (1894)

George Villiers, duc de Buckingham, primer ministre anglès
- Isidore de Lara: Les trois mousquetaires (1921)

Ben Jonson, poeta i dramaturg anglès
John Dryden, poeta anglès
- Virgil Thomson: Lord Byron (1972, 20-4, Nova York, Juilliard School; revisió: 1985, 7-12, N. York, NY Repertory Theater; Jack Larson)[73]

John Donne, poeta
- Marco Tutino: Vita (2003, Patrizia Valduga)

Enriqueta Maria de França, reina consort de Carles I d'Anglaterra
- Vincenzo Bellini: I puritani (1835, 24-1, Théâtre-Italien, París; Carlo Pepoli)

Anna de la Gran Bretanya, reina
- Friedrich von Flotow: Martha (1847, F. W. Riese) (paper mut)
- Benjamin Schweitzer: Südseetulpen (2017, Constantin von Castenstein, opereta)

George Villiers, segon duc de Buckingham, poeta i estadista anglès
- Robert Planquette: Nell Gwynne (1884, Henry Brougham Farnie)

John Wilmot, segon comte de Rochester, autor i llibertí anglès
- George Macfarren: King Charles II (1849)
- Robert Planquette: Nell Gwynne (1884, Henry Brougham Farnie)

Nell Gwyn, actriu anglesa, amant del rei Carles II
- Robert Planquette: Nell Gwynne (1884, Henry Brougham Farnie)
- Erik Siboni: Carl den Andens flugt (1891, Thomas Overskou)
- Martin Shaw: Mr Pepys (1926, Chifford Bax)
- Carlisle Floyd: Prince of Players (2016, C. Floyd)

Oliver Cromwell, dirigent anglès purità
- Franz Xaver Süssmayr: Die Liebe für den König, oder Karl Stuart (1785, 25-4, Stift, Kremmsmünster; Gottlieb Stephanie der Jüngere, Beda Plank)
- Salvatore Agnelli: Cronwell

James Stanley, 7è comte de Derby, noble anglès
- Franz Xaver Süssmayr: Die Liebe für den König, oder Karl Stuart (1785, 25-4, Stift, Kremmsmünster; Gottlieb Stephanie der Jüngere, Beda Plank)

Rei Carles II d'Anglaterra
- Franz Xaver Süssmayr: Die Liebe für den König, oder Karl Stuart (1785, 25-4, Stift, Kremmsmünster; Gottlieb Stephanie der Jüngere, Beda Plank)
- Giovanni Pacini: Allan Cameron (1848, 18-3, T. La Fenice, Venècia; F. M. Piave)[109]
- George Macfarren: King Charles II (1849)
- Johann Hoven: Ein Abenteuer Carl des Zweiten (1850)
- Johann Vesque von Püttlingen: Ein Abenteuer Carls des Zweiten (1850, 12-1, Kärntnertortheater, Viena ; Salomon Hermann von Mosenthal)
- Erik Siboni: Carl den Andens flugt (1891, Thomas Overskou)
- Eduard Künneke: Robins Ende (1909)
- Robert Planquette: Nell Gwynne (1884, Henry Brougham Farnie)
- Carlisle Floyd: Prince of Players (2016, C. Floyd)

Allen Cameron, noble escocès, cap del Clan Cameron
- Giovanni Pacini: Allan Cameron (1848, 18-3, T. La Fenice, Venècia; F. M. Piave)[109]

Janet Dalrymple, filla de James Dalrymple, Viscount of Stair, i Archibald, tercer Lord Rutherfurd, nobles escocessos que inspiraren:
- Gaetano Donizetti: Lucia di Lammermoor (1835, 26-9, T. San Carlo, Nàpols ; Salvadore Cammarano)
- Gaetano Donizetti: Lucie di Lammermoor (1839, 10-8, T. de la Renaissance, París ; Alphonse Royer, Gustave Vaëz)

Samuel Pepys, polític i escriptor anglès
- Martin Shaw: Mr Pepys (1926, Chifford Bax)
- Albert Coates: Samuel Pepys

John Bunyan, escriptor anglès
- Ralph Vaughan Williams: The pilgrim's progress (1951, Ralph Vaughan Williams, Ursula Wood)

John Milton, poeta anglès
- Gaspare Spontini: Milton (1804, 27-10, Opéra-comique, París ; Victor-Joseph Etienne de Jouy, Joseph Marie Armand Michel Dieulafoy)[110]
- Virgil Thomson: Lord Byron (1972, 20-4, Nova York, Juilliard School; revisió: 1985, 7-12, N. York, NY Repertory Theater; Jack Larson)[73]
- Krzysztof Penderecki: Paradise lost (1978, "sacra rappresentazione")

Sir William Davenant, poeta i dramaturg anglès
- Gaspare Spontini: Milton (1804, 27-10, Opéra-comique, París ; Victor-Joseph Etienne de Jouy, Joseph Marie Armand Michel Dieulafoy)[110]

Edward Kynaston, actor anglès
- Carlisle Floyd: Prince of Players (2016, C. Floyd)

John Proctor, taverner de Massachusetts condemnat per bruixeria durant els judicis de Salem 
- Robert Ward: The crucible (1962, Bernard Stambler)

Peter Stuyvesant, governador neerlandès de Nova Holanda, actual Nova York
- Kurt Weill: en:Knickerbocker Holiday (1938, 19-10, Ethel Barrymore Theatre, Nova York; Maxwell Anderson), comèdia musical
- Benjamin Schweitzer: Südseetulpen (2017, Constantin von Castenstein, opereta)

John Graham, 1r Viscount Dundee, noble escocès
James Scott, 1r Duke of Monmouth, noble escocès
- Henry Rowley Bishop: The battle of Bothwell Bridge (1820, 22-5, Covent Garden, Londres; Charles Farley)

Rei Guillem III d'Anglaterra i II d'Escòcia
Reina Maria II d'Anglaterra i d'Escòcia
- Heinrich Karl Johann Hofmann: Wilhelm von Oranien (1882)

### Sacre Imperi i Europa central
Jörg Jenatsch, líder suís durant la Guerra dels Trenta Anys
Pompeius von Planta, cabdill del partit imperial
- Heinrich Kaminski: Jürg Jenatsch (1929)

Emperador Rodolf II del Sacre Imperi Romanogermànic
- Eugen d'Albert: Der Golem (1926, 14-12, Opernhaus, Frankfurt; Ferdinand Lion, a partir d'Arthur Holitscher)
- Paul Hindemith: Die Harmonie der Welt
- Cesar Bresgen: Der Engel von Prag (1970, est. 1978)
- Sylvie Bodorová: The legend of the Catherine (2014)

Caterina de Redern, noble bohèmia
- Sylvie Bodorová: The legend of the Catherine (2014)

Emperador Ferran II del Sacre Imperi Romanogermànic
- Paul Hindemith: Die Harmonie der Welt
- Helmuth Eder: Der Aufstand (1976)

Albrecht von Wallenstein, comandant militar imperial
- August Ritter von Adelburg: Wallenstein
- Jaromír Weinberger: Valdštejn (1937, Miloš Kareš)
- Paul Hindemith: Die Harmonie der Welt
- Mario Zafred: Wallenstein (1965, Lilyan i Mario Zafred)

Johannes Kepler, astrònom i matemàtic alemany
- Paul Hindemith: Die Harmonie der Welt
- Philip Glass: Kepler (2009, 20-9, Landestheater, Linz ; Martina Winkel)[111]

Giuseppe Arcimboldo, pintor italià a la cort de Praga
- Cesar Bresgen: Der Engel von Prag (1970, est. 1978)

Judah Loew ben Bezalel, savi bohemi, estudiós jueu
- Nicolae Bretan: Golem (com a Rabbi Lőw)
- Eugen d'Albert: Der Golem (1926, 14-12, Opernhaus, Frankfurt; Ferdinand Lion, a partir d'Arthur Holitscher)
- Nicolae Bretan: Golem Lásadása (1924)
- Cesar Bresgen: Der Engel von Prag (1970, est. 1978)

Joseph Süss, financer jueu
- Detlef Glanert: Joseph Süss (1999, 13-10, Bremer Theater, Bremen ; Werner Fritsch, Uta Ackermann)

Simon Dach, poeta alemany
Anna Neander, dona alemanya
- Ernst Catenhusen: Aennchen von Tharau (1875, T. der Casino-Geselschaft, Lübeck; Julius Stinde)
- Heinrich Karl Johann Hofmann: Ännchen von Tharau (1878, 6-11, Neues Stadt-theater am Dammtor, Hamburg; Roderich Fels)

Margraf Jordi Frederic I de Baden-Durlach
- Ernst Korten: Albrecht Roser, ein badischer Held (1896, 29-3, Stadttheater, Elberfeld; E. Korten)[112]

Frederic II, landgraf de Hesse-Homburg
- Paul Graener: Der Prinz von Homburg (1935)
- Hans Werner Henze: Der Prinz von Homburg (1960, 22-5, Staatsoper, Hamburg; Ingeborg Bachmann)

Frederic Guillem I, elector de Brandenburg
- Hans Werner Henze: Der Prinz von Homburg (1960, 22-5, Staatsoper, Hamburg; Ingeborg Bachmann)

Carles I Lluís, elector palatí
Elisabet Carlota del Palatinat, filla seva
- Eduard Künneke: Liselott (1932, singspiel)
- Ottmar Gerster: Madame Liselotte (1933)

Athanasius Kircher, erudit jesuïta alemany
Gottfried Wilhelm Leibniz, científic i filòsof
- Louis Andriessen: Theatre of the world (2016, Helmut Krausser)[107]

### Països Baixos
Arxiduc Leopold Guillem d'Habsburg, governador dels Països Baixos
- Auguste de Peellaert: Teniers, ou La noce flamande (1826, Gant, Bèlgica)

Francisco Pelsaert, mercader neerlandès i almirall
Wiebbe Hayes, soldat neerlandès
Jeronimus Cornelisz, mercader neerlandès
- Richard John Mills: Batavia (2001, 11-5, State Centre, Melbourne, Austràlia; Peter Goldsworthy)[113]

Baruch Spinoza, filòsof
- Alfred Mendelsohn: Spinoza (1972)

Rembrandt, pintor neerlandès
- Domenico Monleone: La sveglia d'una notte, ossìa La Ronda di notte del Rembrant (1933)
- Paul von Klenau: Rembrandt van Rijn (1937)
- Jan Koetsier: Frans Hals (1951)
- Eugen Kapp: Rembrandt (1975)
- Andrew Ford: Rembrandt's wife (2009, 18-4, Victorian Opera, Melbourne (Austràlia); Sue Smith)

Peter Paul Rubens, pintor flamenc
- Theo Mackeben: Rubens (ca. 1940, no estrenada, música perduda en part)

Antoon van Dyck, pintor flamenc
- Adolf Müller (fill): Van Dyck (1877)
- Jan Koetsier: Frans Hals (1951)

Johannes Vermeer, pintor neerlandès
- Sir Harrison Birtwistle: The second Mrs Kong

Catherine Bolnes, esposa de J. Vermeer
Maria Thins, sogra de Vermeer
Saskia de Vries, model de Vermeer
- Louis Andriessen, Michel van der Aa: Writing for Vermeer (1999, 1-12, De Nederlandse Opera, Muziektheater, Amsterdam ; Peter Greenaway)

Cornelis Schut, pintor flamenc
- Antonio Smareglia: Cornill Schut (1893, L. Illica)
- Antonio Smareglia: Pittori fiamminghi (1928, L. Illica)

Joos van Craesbeeck, pintor flamenc
- Antonio Smareglia: Cornill Schut (1893, L. Illica)
- Arthur Meulemans: Adriaen Brouwer (1926)
- Antonio Smareglia: Pittori fiamminghi (1928, L. Illica)

Adriaen Brouwer, pintor neerlandès
- Arthur Meulemans: Adriaen Brouwer (1926)

Adriaen van Ostade, pintor neerlandès
- Joseph Weigl: Adrian von Ostade (1807, 3-10, Kärntnertortheater, Viena; Georg Friedrich Treitschke)

Frans Hals, pintor flamenc a Holanda
- Antonio Smareglia: Cornill Schut (1893, L. Illica)
- Arthur Meulemans: Adriaen Brouwer (1926)
- Antonio Smareglia: Pittori fiamminghi (1928, L. Illica)
- Jan Koetsier: Frans Hals (1951)

David Teniers el Vell, pintor flamenc
- Auguste de Peellaert: Teniers, ou La noce flamande (1826, Gant, Bèlgica)

Peter Stuyvesant, governador de Nova Holanda, actual Nova York
- Kurt Weill: Knickerbocker Holiday (1938, Maxwell Anderson), comèdia musical

### Països escandinaus i bàltics
Rei Frederic III de Dinamarca
Reina Sofia Amàlia de Brunsvic-Lüneburg
Marie Grubbe, noble danesa
- Ebbe Hamerik: Marie Grubbe (1940)

Rei Cristià IV de Dinamarca
- Friedrich Kuhlau: Elverhøj (1828, 6-11, Det Kongelige Teater, Copenhagen; Johan Ludvig Heiberg), singspiel

Kirsten Murk, esposa de Cristià IV
- Hippolyte Monpou: Les deux reines (1835) (com a Marguerite)

Leonora Christina Ulfeldt, filla del rei Cristià IV de Dinamarca
- Siegfried Salomon: Leonora Christina (1926, Aage Barfoed)
- Andy Pape: Leonora Christine, the Queen of the Blue Tower (1999)

Cristina de Holstein-Gottorp, reina consort, esposa de Carles IX de Suècia
Ebba Brahe, dama de la cort sueca
- Georg Joseph Vogler: Gustav Adolph och Ebba Brahe (1786, Johan Henrik Kellgren)

Gustau II Adolf, rei de Suècia
- Georg Joseph Vogler: Gustav Adolph och Ebba Brahe (1786, Johan Henrik Kellgren)
- Josef Gabriel Rheinberger: Türmers Töchterlein (1873, Max Stahl)

Maria Leonor de Brandenburg, esposa del rei Gustau II Adolf de Suècia
- Olli Kortekangas: Lucia ja Messenius (2003)

Cristina de Suècia, reina de Suècia
- Adolphe Adam: La reine de seize ans (1828, 30-1, Théâtre Gymnase-Dramatique, París; Jean-François-Alfred Bayard)[114]
- Hippolyte Monpou: Les deux reines (1835)
- Alessandro Nini: Cristina di Svezia (1840)
- Jacopo Foroni: Cristina, regina di Svezia (1849)
- Sigismund Thalberg: Cristina di Svezia (1855, Felice Romani)
- Hans Gefors: Christine (1986) (3 papers: Cristina nena (paper mut), jove i gran (mezzo))
- Wilhelm Peterson-Berger: The Doomsday prophets

Magnus Gabriel de La Gardie, militar suec, privat de Cristina I
Maria Eufrosina de Zweibrücken, Comtessa Palatina
- Jacopo Foroni: Cristina, regina di Svezia (1849)

Giovanni Monaldeschi, favorit de Cristina de Suècia
- Alessandro Nini: Cristina di Svezia (1840)

Carles X Gustau de Suècia, rei de Suècia
- Alessandro Nini: Cristina di Svezia (1840)
- Jacopo Foroni: Cristina, regina di Svezia (1849)
- Olli Kortekangas: Lucia ja Messenius (2003)

Axel Oxenstierna, canceller de Suècia

Johannes Messenius, erudit sueco-finès
- Jacopo Foroni: Cristina, regina di Svezia (1849)
- Olli Kortekangas: Lucia ja Messenius (2003)

 Philip Christoph von Königsmarck , noble suec
- Giuseppe Apolloni: Filippo di Könismarch (1866)

Rei Carles XI de Suècia
Hedwig Elionor de Schleswig-Holstein-Gottorp
- Fredrik Pacius: Kung Karls jakt (1852, 24-3, Engelin teatteritalo, Helsinki ; Zacharias Topelius)

Rosa de Turaida o Maija, donzella letona
Adam Jakubowsky, soldat
- Zigmars Liepiņš: No Rozes un asinīm (Rosa i sang; 2000, Kaspars Dimiters)
- Zigmars Liepiņš: Turaídas Roze (2017, Kaspars Dimiters)

Paulus Andreas Lempelius, clergue finès, actiu a Estònia
Catharina Wycken, dona seva
Jonas Kempe, diaca suec acusat de bruixeria
- Eduard Tubin: Reigi õpetaja (1971, estrena: 1979, 10-6, Vanemuise teatri, Tartu, Estònia; Jaan Kross)

Brynjólfur Sveinsson, bisbe islandès de Skálhot
Daði Halldórsson, erudit i secretari del bisbe
Ragnheiður Brynjólfsdóttir, filla del bisbe
- Gunnar Þórðarson: Ragnheiður (2013, 16-8, Catedral, Skálhot (en concert) ; 2014, 11-3, Harpa, Reykjavík ; Friðrik Erlingsson)[115]

### Hongria i estats eslaus
Gabriel Báthory, voivoda de Transsilvània
- Rudolf Wagner-Régeny: Johanna Balk (1941, Caspar Neher)

Rei Segimon III Vasa de Polònia
- Mikhaïl Glinka: Una vida pel tsar (1836)
- Victorin de Joncières: Dimitri (1876)

Maria Lluïsa de Gonzaga-Nevers, reina consort de Polònia
- Charles Gounod: Cinq-Mars (1877, 5-4, Opéra-comique, París; Paul Poirson i Louis Gallet)

Rei Ladislau IV de Polònia
- Piotr Elert: La fama reale, ovvero ll principe trionfante Ladislao IV (1633, Palau Reial, Varsòvia; Virgilio Puccitelli?), música perduda

Rei Joan III Sobieski de Polònia
- Rodolphe Kreutzer: Le camp de Sobieski, ou Le triomphe des femmes (1814, 19-4, Opéra-comique (Feydeau), París; Emmanuel Dupaty)[116]
- Stanisław Duniecki: Paziowie królowej Marysieńki (1864, opereta)

Constantin Brâncoveanu, príncep de Valàquia
- Sabin Drăgoi: Constantin Brâncoveanu (1935)

Stojan Janković, militar croat al servei de Venècia
- Petar Krstić: Ženidba Janković Stojana (1948)

Mila Gojsalić, heroïna croata
- Jakov Gotovac: Mila Gojsalića (1952)

#### Rússia
Teodor I de Rússia, tsar de Rússia
- Johann Mattheson: Boris Goudenow, oder Der durch Verschlagenheit erlangte Trohn (1710)

Borís Godunov, tsar de Rússia
- Johann Mattheson: Boris Goudenow, oder Der durch Verschlagenheit erlangte Trohn (1710)
- Modest Mussorgski: Boris Godunov (1873, M. Mussorgski sobre A. Puixkin)

Xènia Borisovna Godunova, filla de Borís Godunov
- Johann Mattheson: Boris Goudenow, oder Der durch Verschlagenheit erlangte Trohn (1710) (com a Axinia)
- Modest Mussorgski: Boris Godunov (1873, M. Mussorgski sobre A. Puixkin)
- Antonín Dvořák: Dimitrij (1882)

Tsar Teodor II de Rússia, fill de Borís Godunov
- Modest Mussorgski: Boris Godunov (1873, M. Mussorgski sobre A. Puixkin)

Marina Mniszech, noble polonesa i conspiradora política a Rússia
- Victorin de Joncières: Dimitri (1876)
- Modest Mussorgski: Boris Godunov (1873, M. Mussorgski sobre A. Puixkin)
- Antonín Dvořák: Dimitrij (1882)

Job de Moscou, patriarca de l'Església Ortodoxa Russa
- Victorin de Joncières: Dimitri (1876)
- Antonín Dvořák: Dimitrij (1882)

Tsar Dmitri Ioannovitx de Rússia, anomenat "Fals Dimitri I"
- Carlo Coccia: Marfa (1835, 13-7, T. San Carlo, Nàpols; Emanuele Bidera), com a Démetrius
- Modest Mussorgski: Boris Godunov (1873, M. Mussorgski sobre A. Puixkin)
- Victorin de Joncières: Dimitri (1876)
- Antonín Dvořák: Dimitrij (1882)

Andrei Xtxelkalov, administrador rus
- Modest Mussorgski: Boris Godunov (1873, M. Mussorgski sobre A. Puixkin)

Piotr Fiodorovitx Basmanov, boiar rus
- Antonín Dvořák: Dimitrij (1882)

Ivan Susanin, heroi popular rus
- Catterino Cavos: Ivan Susanin (1815, 30-10, S. Petersburg; Aleksandr Xakhovskoi)
- Mikhaïl Glinka: Una vida pel tsar (1836)

Tsar Vassili IV (Xuiski) de Rússia
- Modest Mussorgski: Boris Godunov (1873, M. Mussorgski sobre A. Puixkin)
- Antonín Dvořák: Dimitrij

Ivan Mazepa, ataman cosac
- Fabio Campana: Mazeppa (1850)
- Boris Aleksandrovitx Fitingof-Xel: Mazepa (1859)
- Carlo Pedrotti: Mazeppa (1861)
- Piotr Ilitx Txaikovski: Mazeppa (1884)
- Adam Münchheimer: Mazepa (1885, estr. 1900)
- Marie-Félicie-Clémence de Grandval: Mazeppa (1895)
- Ildebrando Pizzetti: Mazeppa (1905, A. Beggi, incompleta)

Vassili Kotxubei,
i Pilip Orlik, cosacs, cabdills militars
- Boris Aleksandrovitx Fitingof-Xel: Mazepa (1859)
- Piotr Ilitx Txaikovski: Mazeppa (1884)
- Adam Münchheimer: Mazepa (1885, estr. 1900)

Tsar Aleix I de Rússia
- Aleksandr Kajanov: Stepan Razin (1939 i 1953, dues versions)
- Rodion Sxedrín: Boiarinja Morozova (2006)

Stenka Razin, cabdill cosac
- Nikolai Afanas'iev: Stenka Razin
- Aleksandr Kajanov: Stepan Razin (1939 i 1953, dues versions)

Ivan Andreièvitx Khovanski, "Taratui", boiar rus
- Modest Mussorgski: Khovànxtxina

Fiodor Xakloviti, diplomàtic rus
- Modest Mussorgski: Khovànxtxina

Sofia Alekseievna Romanova, regent de Rússia
- Andrej Pavlovič Petrov: Pëtr pervyj (1975, Natal'ja Kasatkina, Vladimir Vasil'ev)

Feodòsia Morozova
Evdokia Urusova, nobles, partidàries dels Vells Creients
Avvakum, protopapa
- Rodion Sxedrín: Boiarinja Morozova (2006)

### Àsia
Osman II, soldà otomà
- Igor Kujerić: Osman (1992)

Murad IV, soldà otomà
- Carlo Francesco Pollarolo: L'Ibraim sultano (1692, A. Morselli), com a Ibraim
- Niccolò Antonio Zingarelli: La Rossana (1793)
- Okan Demiriş: IV. Murad (197-)

Baiazet, germà seu
- Carlo Francesco Pollarolo: L'Ibraim sultano (1692, A. Morselli)

Solimà II, soldà otomà
- Joseph Martin Kraus: Soliman den andre, eller de tre sultaninnorna (1789, 22-9, Stora Bollhuset, Estocolm, Suècia; Johan Gabriel Oxenstierna)
- Franz Xaver Süssmayr: Soliman der Zweite, oder Die drey Sultaninnen (1799, Hoftheater, Viena; Franz Xaver Huber)[117]

Abbas I el Gran, xà de Pèrsia
- Üzeyir Abdul Hüseyn oğlu Hacıbäyov: Şah Abbas vä Xurşud Banu (1912)

Akbar, emperador mogol
Maharana Pratap, rei de Mewar
- Tomaso Albinoni: Artamene (1741) (Maharana hi apareix com a Artamene)
- Christoph Willibald Gluck: Artamene (1746, 4-3, Haymarket T., Londres; Francesco Vanneschi) (Maharana hi apareix com a Artamene)

Jahangir, emperador mogol
- Geminiano Giacomelli: Gianguir (1729)
- Giovanni Antonio Giai: Gianguir (1738)
- Tomaso Albinoni: Artamene (1741)
- Christoph Willibald Gluck: Artamene (1746, 4-3, Haymarket T., Londres; Francesco Vanneschi)
- Johann Christian Bach: de:Zanaida (1763, 7-5, King's Theater at Haymarket, Londres; Giovan Gualberto Bottarelli), com a Gianguir
- Giovanni Porta: Gianguir (1738, A. Zeno)

Khusraw Mirza, fill seu
- Geminiano Giacomelli: Gianguir (1729)
- Giovanni Antonio Giai: Gianguir (1738)
- Giovanni Porta: Gianguir (1738, A. Zeno)

Maharana Pratap, rei de Mewar
- Tomaso Albinoni: Artamene (1741) (Maharana hi apareix com a Artamene)
- Christoph Willibald Gluck: Artamene (1746, 4-3, Haymarket T., Londres; Francesco Vanneschi) (Maharana hi apareix com a Artamene)

### Amèrica
Pocahontas, princesa powhatan
John Smith, capità anglès
- John Bray: The Indian princess (1808)

Metacomet o Rei Felip, cabdill dels wampanoag
Edward Teach Barbanegra, pirata britànic a les costes americanes
- Douglas Moore: The Devil and Daniel Webster (1939, 18-5, Martin Beck Theater, Nova York; D. Moore), com a King Phillip

Juana Inés de la Cruz, monja i poeta mexicana
- Louis Andriessen: Theatre of the world (2016, Helmut Krausser)[107]

Nuño de Lara, capità espanyol a l'Argentina
Lucía de Miranda, jove andalusa
Sebastián de Hurtado, soldat, amant seu
Mangoré i Siripo, cabdills indígenes, tots ells llegendaris
- Felipe Boero: Siripo (1924, revisió 1937, 8-6, T. Colón, Buenos Aires ; Luis Bayón Herrera)[118]
- Gilardo Gilardi: La leyenda del Urutaú (1934)

## Seglexviii

### Espanya
Elisabet Cristina de Brunsvic-Wolfenbüttel, esposa de Carles III d'Aragó
- Antonio Caldara: Il più bel nome (1708, 2-8, Llotja de Mar, Barcelona ; Pietro Pariati), no hi apareix com a personatge, l'òpera gira entorn del nom de la reina

Carles VI del Sacre Imperi Romanogermànic, rei d'Aragó com a Carles III
- Antonio Caldara: Il nome più glorioso (1709, 4-11, Llotja de Mar, Barcelona; P. Pariati) (no hi apareix com a personatge, però s'hi fa constant referència)

Lluís Josep de Borbó-Vendôme, duc de Vendôme, militar en la Guerra de Successió espanyola
- Adalbert Gyrowetz: Die Pagen des Herzogs von Vendôme (1808)
- Daniel-François Auber i Ferdinand Hérold: Vendôme en Espagne (1823, 5-12, Opéra, Salle Le Peletier, París; Adolphe-Simonis Empis, Edouard Mennechet)[119]

Rei Felip V d'Espanya
- Daniel-François Auber i Ferdinand Hérold: Vendôme en Espagne (1823, 5-12, Opéra, Salle Le Peletier, París; Adolphe-Simonis Empis, Edouard Mennechet)[119]
- John Barnett: Farinelli (1839, 8-2, Londres, Theatre Royal, Drury Lane; Charles Zachary Barnett)
- Emilio Arrieta: La cacería real, sarsuela (1854, 11-3, T. Circo, Madrid ; Antonio García Gutiérrez)[120]
- Joaquín Gaztambide, Cristóbal Oudrid: Estebanillo (1855, 5-10, Madrid, T. Circo; Ventura de la Vega), sarsuela[121]
- Mariano Vázquez: Farinelli (1855, 10-2, T. Principal, Granada ; Antonio Afán de Ribera),[122] sarsuela en tres actes
- Manuel Fernández Caballero, José Casares: La banda del rey (1878, 4-10, T. de la Zarzuela, Madrid ; Emilio Álvarez)[123]
- Engelbert Humperdinck: Die Heirat wider Willen (1905, 14-4, Berlín, Hofoper; Hedwig Humperdinck)
- Siegfried Matthus: Farinelli, oder Die Macht des Gesanges (1998)

Maria Lluïsa de Savoia, reina consort, primera esposa de Felip V d'Espanya
- Daniel-François Auber i Ferdinand Hérold: Vendôme en Espagne (1823, 5-12, Opéra, Salle Le Peletier, París; Adolphe-Simonis Empis, Edouard Mennechet)[119]

Isabel de Farnesi, reina consort de Felip V d'Espanya
- John Barnett: Farinelli (1839, 8-2, Londres, Theatre Royal, Drury Lane; Charles Zachary Barnett)
- Joaquín Gaztambide, Cristóbal Oudrid: Estebanillo (1855, 5-10, Madrid, T. Circo; Ventura de la Vega), sarsuela[121]
- Mariano Vázquez: Farinelli (1855, 10-2, T. Principal, Granada ; Antonio Afán de Ribera),[122] sarsuela en tres actes

Infanta Maria Anna Victòria d'Espanya, promesa de Lluís XV de França i esposa de Josep I de Portugal
- Luigi Ricci-Stoltz: Donna Inés (1885, Piacenza ; Luigi Marone),[124] opereta; com a "Donna Inés"
- Federico Chaves, Esteban Anglada: La infanta (1909, 26-10, Coliseo del Noviciado, Madrid ; José Quilis, Enrique Espantaleón),[125] opereta

Marie-Anne de La Trémoille, princesa dels Ursins, noble francesa de la cort de Felip V
- Francisco Asenjo Barbieri: El diablo en el poder (1856, 11-12, T. de la Zarzuela, Madrid ; Francisco Camprodón), sarsuela[126]

Juan Manuel Fernández Pacheco-Cabrera de Bobadilla y de Zúñiga, marquès de Villena
- Emilio Arrieta: La cacería real, sarsuela (1854, 11-3, T. Circo, Madrid ; Antonio García Gutiérrez)[120]

Josefa Martina Costilla Gallinato, Marquesa de San Juan
- Joaquín Gaztambide: La mensajera (1849, 24-12, T. Español ; Luis de Olona),[127] òpera còmica

Rei Ferran VI d'Espanya
- Daniel Auber: La part du diable (o Carlo Broschi) (1843, 16-1, Opéra-Comique, Salle Favart II, París; Eugène Scribe)
- Tomás Bretón: Farinelli (1902, T. Lírico, Madrid ; Juan Antonio Cavestany), paper mut[128]

Bàrbara de Bragança, reina consort, esposa de Ferran VI
- Daniel Auber: La part du diable (o Carlo Broschi) (1843, 16-1, Opéra-Comique, Salle Favart II, París; Eugène Scribe), com a "Maria Theresia de Portugal"
- Emilio Arrieta: Cadenas de oro (1864, 1-9, T. del Circo, Madrid ; Luis Mariano de Larra), sarsuela[129]
- Tomás Bretón: Farinelli (1902, T. Lírico, Madrid ; Juan Antonio Cavestany), paper mut[128]

Rei Carles III d'Espanya
- Daniel Auber: Zanetta, ou Jouer avec le feu (1840, 18-5, Opéra-Comique, Salle Favart II, París; Eugène Scribe, Henri Vernoy de Saint-Georges)[130]

Zenón de Somodevilla y Bengoechea, Marqués de la Ensenada, conseller d'Estat
- Emilio Arrieta: Cadenas de oro (1864, 1-9, T. del Circo, Madrid ; Luis Mariano de Larra), sarsuela[129]

Leopoldo de Gregorio, marchese di Squillace, ministre de Carles III d'Espanya

Carlos Bernardo Fitz-James Stuart y Silva, Marqués de Sarria, després Duque de Alba
- Emilio Arrieta: El motín contra Esquilache (1872, 2-9, T. de la Zarzuela, Madrid ; Francisco Luis de Retes i Francisco Pérez Echevarría), sarsuela[131]

Pedro Pablo Abarca de Bolea-Ximénez de Urrea y Ponts de Mendoza, Conde de Aranda, noble i estadista aragonès
- Pere Miquel Marquès: La mendiga del Manzanares (1880, 14-12, T. Apolo, Madrid ; Enrique Prieto, Adrián Ruesga),[132] sarsuela en tres actes

José Clavijo y Fajardo, il·lustrat
- Max Ettinger: Clavigo (1926, 19-10, Leipzig, Stadttheater; M. Ettinger)

Manuel d'Amat i de Junyent, militar i virrei del Perú
- Lord Berners: Le Carosse du Saint Sacrement (1924, 24-4, París, T. des Champs-Élysées; Lord Bernerds, a partir de Prosper Merimée)
- Henri Busser: Le Carosse du Saint Sacrement (1948, 2-6, París, Opéra-comique; H. Busser, a partir de Prosper Merimée)

 Micaela Villegas, "La Perricholi", actriu i cantant peruana, amant del Virrei Amat
- Jacques Offenbach: La Périchole (1868, 6-10, París, T. des Variétés; Ludovic Halévy, Henri Meilhac)
- Lord Berners: Le Carosse du Saint Sacrement (1924, 24-4, París, T. des Champs-Élysées; Lord Bernerds, a partir de Prosper Merimée)
- Henri Busser: Le Carosse du Saint Sacrement (1948, 2-6, París, Opéra-comique; H. Busser, a partir de Prosper Merimée)

Maria Antonia Vallejo Fernández La Caramba, cantant i actriu
- Federico Moreno Torroba: La Caramba (1942, 10-4, Madrid, T. de la Zarzuela; Luis Fernández Ardavín),[133] sarsuela

Rei Carles IV d'Espanya
- Henri-Montan Berton, Frédéric Blasius, Luigi Cherubini, Nicolas Dalayrac, Prosper-Didier Deshayes, François Devienne, André Grétry, Louis Emmanuel Jadin, Rodolphe Kreutzer, Étienne Nicolas Méhul, Jean-Pierre Solié, Armand-Emmanuel Trial: Le congrès des rois (1794, 26-2, París, T. de l'Opéra-Comique national, rue Favart; Ève Demaillot), comédie mêlée d'ariettes
- Guillermo Cereceda: Pepe Hillo (1870, 1-10, T. de los Bufos Arderius, Madrid ; Ricardo Puente y Brañas),[134] sarsuela en quatre actes; paper mut
- Gian Carlo Menotti: Goya (1986)

Maria Lluïsa de Parma, reina, esposa de Carles IV
- Gian Carlo Menotti: Goya (1986)
- Jean Prodomidès: Goya (1996, J. Prodomidès)

Manuel Godoy, privat de Carles IV
- Francisco Alonso i Emilio Acevedo: La Castañuela (1931, 21-1, T. Calderón, Madrid ; Emilio González del Castillo, José Muñoz Román),[135] sarsuela
- Gian Carlo Menotti: Goya (1986)

Ramón de la Cruz, dramaturg madrileny
Leandro Fernández de Moratín, escriptor madrileny
- Federico Moreno Torroba: La Caramba (1942, sarsuela)

María del Pilar Teresa Cayetana de Silva y Álvarez de Toledo, duquessa d'Alba
- Federico Moreno Torroba: La Caramba (1942, 10-4, Madrid, T. de la Zarzuela; Luis Fernández Ardavín),[133] sarsuela
- Gian Carlo Menotti: Goya (1986)
- Jean Prodomidès: Goya (1996, J. Prodomidès)

Francisco Bayeu, pintor
Juana Bayeu, filla seva, esposa de Goya
- Jean Prodomidès: Goya (1996, J. Prodomidès)

María Isidra de Guzmán y de la Cerda, noble, primera dona titulada com a doctor a Espanya
- Antoni Parera Fons: María Moliner (2016, 13-4, T. de la Zarzuela, Madrid; Lucía Vilanova)[136]

### Portugal
Domenico Scarlatti, músic italià al servei del rei de Portugal
Bartolomeu Lourenço de Gusmão, jesuïta i inventor brasiler
Rei Joan V de Portugal
Maria Anna d'Àustria, esposa seva
Maria Bàrbara de Bragança, infanta de Portugal, deixeble de Scarlatti
- Azio Corghi: Bilmunda (1996, 20-5, T. Lirico, Milà ; A. Corghi, José Saramago)[137]

Reina Maria I de Portugal
- Daniel Auber: Les diamants de la couronne (1841, 6-3, Opéra-Comique, Salle Favart II, París; Eugène Scribe, Henri Vernoy de Saint-Georges), com a Catarina
- Francisco Asenjo Barbieri: Los diamantes de la corona (1854, 15-9, T. del Circo, Madrid ; Francisco Camprodón), sarsuela; com a Catalina[138]

Manuel Maria Barbosa du Bocage, poeta portuguès
- Rui Coelho: Bocage (1937, opereta)

### Itàlia
- Emilio Arrieta: La cacería real, sarsuela (1854, 11-3, T. Circo, Madrid ; Antonio García Gutiérrez)[120]

Alessandro Albani, cardenal romà
Gian Francesco Albani, cardenal romà
Carlo Rezzonico, cardenal romà
- Niccolò Piccinni: Il conclave di 1774 (1775, P. Metastasio)

Farinelli, cantant italià 
- Daniel Auber: La part du diable (o Carlo Broschi) (1843, 16-1, Opéra-Comique, Salle Favart II, París; Eugène Scribe), com a Carlo Broschi
- John Barnett: Farinelli (1839, 8-2, Londres, Theatre Royal, Drury Lane; Charles Zachary Barnett)
- Joaquín Espin y Guillén: Carlos Broschi (1853, 13-4, Madrid ; Teodoro Guerrero),[139] sarsuela
- Mariano Vázquez: Farinelli (1855, 10-2, T. Principal, Granada ; Antonio Afán de Ribera),[122] sarsuela en tres actes
- Hermann Zumpe: Farinelli (1886)
- Tomás Bretón: Farinelli (1902, T. Lírico, Madrid ; Juan Antonio Cavestany), paper mut[128]
- Emil Reesen: Farinelli (1942)
- Siegfried Matthus: Farinelli, oder Die Macht des Gesanges (1998)

Caterina Gabrielli, soprano italiana
- Stanislav Suda: Il divino Boemo (1927, Karel Jonáš)

Francesca Cuzzoni, soprano italiana
- Stanislav Suda: Il divino Boemo (1927, Karel Jonáš)
- Agustí Charles: La Cuzzoni, esperpent d’una veu (2007, 12-10, Staatheater, Darsmtadt; Marc Rosich)

Benedetto Marcello, compositor italià

Rosanna Scalfi Marcello, esposa seva, cantant i compositora

Faustina Bordoni, cantant veneciana
- Joachim Raff: Benedetto Marcello, oder Kunst und Liebe (1878, estr. 2002, 4-10, Metzingen; J. Raff)[140]

Emanuele d'Astorga, músic italià
- Johann Joseph Abert: Astorga (1866, E. Pasqué)

Nicola Porpora, compositor italià
- Giovanni Battista Gordigiani: Consuelo (1846, Praga)
- Giacomo Orefice: Consuelo (1895, 27-11, T. comunale, Bolonya; G. Orefice)[141]
- Alfonso Rendano: Consuelo (1902, Torí)
- Siegfried Matthus: Farinelli, oder Die Macht des Gesanges (1998)

Giovanni Battista Pergolesi, compositor italià
- Emilio Arrieta: Pergolesi
- Paolo Serrao: Pergolesi (1857, F. Quercia)
- Pierantonio Tasca: Pergolesi (1898, Eugenio Chècchi)

Giuseppe Tartini, violinista i compositor
- Stanislao Falchi: Tartini. o Il trillo del Diavolo (1899)

Sant Pompilio Maria Pirrotti, escolapi del regne de Nàpols
- Roberto Segura: El taumaturgo de Nápoles (1889, 30-11, Seminari Andresià, València ; Josep Felis),[142] sarsuela

Carlo Gozzi i Gasparo Gozzi, escriptors venecians
- Wilhelm Kempff: Familie Gozzi (1934)

Lorenzo da Ponte, llibretista italià
- Helmut Eder: Mozart in New York (1991)

Domenico Cimarosa, músic italià
- Nicolas Isouard: Cimarosa (1808, 28-6, T. Opéra-comique, París; Bouilly)

Rei Carles de Nàpols i III de Sicília
- Daniel Auber: Zanetta, ou Jouer avec le feu (1840, 18-5, Opéra-Comique, Salle Favart II, París; Eugène Scribe, Henri Vernoy de Saint-Georges)[130]

Víctor Amadeu III de Sardenya, rei de Sardenya
Rei Ferran IV de les Dues Sicílies
- Henri-Montan Berton, Frédéric Blasius, Luigi Cherubini, Nicolas Dalayrac, Prosper-Didier Deshayes, François Devienne, André Grétry, Louis Emmanuel Jadin, Rodolphe Kreutzer, Étienne Nicolas Méhul, Jean-Pierre Solié, Armand-Emmanuel Trial: Le congrès des rois (1794, 26-2, París, T. de l'Opéra-Comique national, rue Favart; Ève Demaillot), comédie mêlée d'ariettes
- Josep Serrano: Las hilanderas (1927, sarsuela)

Gran Duc Leopold I de Toscana
- Baltasar Saldoni: La corte de Mónaco (1857, 16-2, T. de la Zarzuela, Madrid ; Ramon de Navarrete),[143] sarsuela; hi apareix com a "Honorio"

Michele Pezza, guerriller napolità, conegut com a "Fra Diavolo"
- Daniel Auber: Fra Diavolo (1830, 28-1, Opéra-Comique, Salle Ventadour, París; Eugène Scribe)
- Martín Sánchez Allu: Fra Diavolo (1857, 21-2, T. de la Zarzuela, Madrid ; Jerónimo Morán),[144] sarsuela

Liborio Angelucci, carbonari, cònsol de la República Romana (el personatge d'Angelotti s'hi basa en part)

Maria Carolina d'Àustria, reina consort de les Dues Sicílies (se cita i és a lloc dels fets, però no apareix en escena)
- Giacomo Puccini: Tosca (1900, 14-1, T. Costanzi, Roma ; Luigi Illica, Giuseppe Giacosa)

Giocondo Albertolli, artista suís
- Richard Flury: Casanova e l'Albertolli (1938, 1-10, Fiera svizzera, Lugano ; Guido Calgari)

### Mònaco
Príncep Honorat III de Mònaco
- Baltasar Saldoni: La corte de Mónaco (1857, 16-2, T. de la Zarzuela, Madrid ; Ramon de Navarrete),[143] sarsuela; hi apareix com a "Honorio"

### França
Felip III d'Orleans, regent de França
- Giuseppe Sinico: Aurora di Nevers (1866, Michele Buono)
- André Messager: Le chevalier d'Harmental (1896)

Antonio del Giudice, príncep de Cellamare, ambaixador d'Espanya i conspirador
Louise Bénédicte de Borbó, duquessa de Maine
- André Messager: Le chevalier d'Harmental (1896)

Mariscal Louis François Armand de Vignerot du Plessis, duc de Richelieu
- André Messager: Le chevalier d'Harmental (1896)
- Spirídon Samaras: Mademoiselle de Belle-Isle (1905, Paul Milliet)

Duc Louis-Marie-Augustin d'Aumont
- Spirídon Samaras: Mademoiselle de Belle-Isle (1905, Paul Milliet)

Rei Lluís XV de França
- Michel Richard Delalande i André Cardinal Destouches: Les éléments (representat per un cor)
- Pierre-Alexandre Monsigny: Le déserteur (1769), paper mut
- F. y C.: El pastelero de París (1866, 1-3, T. de la Zarzuela, Madrid ; Emilio Mozo de Rosales),[145] sarsuela en un acte
- Carl Millöcker: Gräfin Dubarry (1879, opereta)
- Luigi Ricci-Stoltz: Donna Inés (1885, Piacenza ; Luigi Marone),[124] opereta
- André Messager: Les premières armes de Louis XV (1888)
- Leo Fall: Madame Pompadour
- Engelbert Humperdinck: Die Heirat wider Willen (1905, com a Herzog von Anjou)
- Federico Chaves, Esteban Anglada: La infanta (1909, 26-10, Coliseo del Noviciado, Madrid ; José Quilis, Enrique Espantaleón),[125] opereta
- Theo Mackeben: Die Dubarry (1931, opereta)
- Poul Schierbeck: Fête galante (1931, M. Lobedanz)
- Cole Porter: DuBarry was a lady (1943, musical; Herbert Fields, G. B. DeSilva)

Madame de Pompadour, cortesana francesa, amant del rei Lluís XV de França
- José Casares: Beltrán y la Pompadour (1872, 9-3, T. de la Zarzuela, Madrid ; Manuel Cañete),[146] sarsuela en tres actes
- Leo Fall: Madame Pompadour (1922, opereta)
- Edmund Eysler: Das Zimmer der Pompadour (1915, opereta)
- Edwin Penhorwood: Too many sopranos (parodiada com a "Madame Popmpous")

Madame Du Barry, cortesana francesa, amant del rei Lluís XV de França
Étienne François, duc de Choiseul, ministre de França
- F. y C.: El pastelero de París (1866, 1-3, T. de la Zarzuela, Madrid ; Emilio Mozo de Rosales),[145] sarsuela en un acte
- Carl Millöcker: Gräfin Dubarry (1879, opereta)
- Amadeu Vives: La favorita del rey (1905, 27-7, T. de Apolo, Madrid ; Guillermo Perrín, Miguel de Palacios),[147] opereta còmica
- Theo Mackeben: Die Dubarry (1931, opereta)
- Cole Porter: DuBarry was a lady (1943, musical; Herbert Fields, G. B. DeSilva)

Charles-Antoine Coypel, pintor i dramaturg 
- Louis-Emmanuel Jadin: Charles Coypel ou La vengeance d'un peintre (1805)

Jean-Honoré Fragonard, pintor francès
Hubert Robert, pintor francès
Charles de Rohan, príncep de Soubise
Jean-Claude Richard de Saint-Non, pintor i gravador francès
- Gabriel Pierné: Fragonard (1934, André Rivoire, Romain Coolus)

Gabriel-Charles de Lattaignant, poeta francès
- Franz Danzi: L'abbé de L'Attaignant, oder, Die Theater-Probe (1820, 14-9, Hoftheater, Karlsruhe ; Franz Karl Hiemer)

Voltaire, escriptor francès
- Jean-Pierre Solié: Une matinée de Voltaire, ou La famille Calas à Paris (1800, Jean-Baptiste Pujoulx)
- Leonard Bernstein: Candide
- Louis Andriessen: Theatre of the world (2016, Helmut Krausser), com a veu de la posteritat[107]

Jean-Jacques Rousseau, escriptor i filòsof suís
- Nicolas Dalayrac: L'enfance de J. J. Rousseau (1794)
- Antonio Bartolomeo Bruni: Le mariage J.-J. Rousseau (1794)
- Philippe Fénelon: JJR, citoyen de Genève (2011, Ian Burton)

Émilie du Châtelet, intel·lectual francesa, amant de Voltaire
- Kaija Saariaho: Émilie (2010, 1-3, Opéra nationale, Lió ; Amin Maalouf), monodrama[148]

Marguerite de Launay, baronne Staal, escriptora
- Sophie Gail: Mademoiselle de Launay à la Bastille (1813, opéra comique)

Jean-Philippe Rameau, compositor
- Amadeu Vives: La favorita del rey (1905, 27-7, T. de Apolo, Madrid ; Guillermo Perrín, Miguel de Palacios),[147] opereta còmica

Adrienne Lecouvreur, actriu francesa
- Tommaso Benvenuti: Adriana Lecouvreur (1857)
- Francesco Cilea: Adriana Lecouvreur (1902, 6-11, T. Lirico, Milà; Arturo Colautti)
- Walter W. Goetze: Adrienne (1926, 24-4, Hamburg ; Günther Bibo, Alexander Pordes-Milo), opereta[149]

Marie-Madeleine Guimard, ballarina francesa
Gaetan Vestris, ballarí francès
- Reynaldo Hahn: Mozart (1925, comèdia musical)

Marie-Anne de Camargo, ballarina francesa
- Louis James Alfred Lefébure-Wély: Les recruteurs (1864)
- Charles Lecocq: La Camargo (1878)

Maurici de Saxònia, noble germànic, pretendent al tron de Polònia
- Niccola Vaccai: Il lupo di Ostenda, ossia L'innocenza salvata dalla colpa (1818, 7-6, T. San Benedetto, Venècia; Bartolomeo Merelli)
- Jacques Offenbach: Madame Favart
- José Casares: Beltrán y la Pompadour (1872, 9-3, T. de la Zarzuela, Madrid ; Manuel Cañete),[146] sarsuela en tres actes
- Francesco Cilea: Adriana Lecouvreur (1902, 6-11, T. Lirico, Milà; Arturo Colautti)
- Walter W. Goetze: Adrienne (1926, 24-4, Hamburg ; Günther Bibo, Alexander Pordes-Milo), opereta[149]

Theodor von Neuhoff, noble alemany, rei de Còrsega
- Giovanni Paisiello: Il re Teodoro in Venezia (1784, 23-8, Burgtheater, Viena; Giovanni Battista Casti)[150]

Rei Lluís XVI de França
- Wilhelm Kienzl: Der Kuhreigen (1911)
- Marie-Hélène Fournier: Allégorie forever (2009, Pierre Kuentz, Sophie Wahnich)
opéra farandole per a nens

Rei Lluís XVI de França i  Maria Antonieta d'Àustria , reina consort de França
- Ferdinand Adrien: Le collier de la reine (1831)
- Pavlos Carrer: Maria Antonietta (1873, estrena: 1884, 28-1, T. Foskolos, Zante ; Giorgio Roma)
- Henri-Montan Berton, Frédéric Blasius, Luigi Cherubini, Nicolas Dalayrac, Prosper-Didier Deshayes, François Devienne, André Grétry, Louis Emmanuel Jadin, Rodolphe Kreutzer, Étienne Nicolas Méhul, Jean-Pierre Solié, Armand-Emmanuel Trial: Le congrès des rois (1794, 26-2, París, T. de l'Opéra-Comique national, rue Favart; Ève Demaillot), comédie mêlée d'ariettes
- Siegfried Matthus: Graf Mirabeau (1989)
- Daniel Börtz: Marie Antoinette och hennes kärlek till Axel von Fersen 
(Maria Antonieta i el seu amor per Axel von Fersen) (1998)
- John Corigliano: The ghosts de Versailles
- Roger Waters: Ça ira! (2005, R. Waters, Étienne i Nadine Roda-Gil)
- Sylvester Levay: Marie Antoinette (2006, musical)

Cardenal príncep de Rohan, bisbe d'Estrasburg
- Ferdinand Adrien: Le collier de la Reine (1831)
- Ildebrando Pizzetti: Cagliostro (versió radiofònica: 1952, 5-11, Auditorium della Rai, Milà; versió escènica: 1953, 24-1, T. alla Scala, Milà; I. Pizzetti)

Pierre Beaumarchais, dramaturg i noble francès
- Max Ettinger: Clavigo (1926, 19-10, Leipzig, Stadttheater; M. Ettinger)
- John Corigliano: The ghosts of Versailles
- Christian Henking: Figaro¿ (2014, 15-3, Berna, Stadttheater Bern; Raphael Urweider)

Alessandro Cagliostro (Giuseppe Balsamo), aventurer i impostor italià
- Henri-Montan Berton, Frédéric Blasius, Luigi Cherubini, Nicolas Dalayrac, Prosper-Didier Deshayes, François Devienne, André Grétry, Louis Emmanuel Jadin, Rodolphe Kreutzer, Étienne Nicolas Méhul, Jean-Pierre Solié, Armand-Emmanuel Trial: Le congrès des rois (1794, 26-2, París, T. de l'Opéra-Comique national, rue Favart; Ève Demaillot), comédie mêlée d'ariettes
- Victor Dourlen i Anton Reicha: Cagliostro ou La séduction, o Les Illuminés (1810, opéra comique)
- Ferdinand Adrien: Cagliostro (1825)
- William Michael Rooke: Cagliostro (ca. 1842, no estr.)
- Adolphe Adam: Cagliostro (1844, 10-2, Opéra-Comique, Salle Favart II, París; Eugène Scribe, Henri Vernoy de Saint-Georges), opéra-comique[151]
- Johann Strauss II: Cagliostro in Wien
- Ildebrando Pizzetti: Cagliostro (versió radiofònica: 1952, 5-11, Auditorium della Rai, Milà; versió escènica: 1953, 24-1, T. alla Scala, Milà; I. Pizzetti)
- Mikael Tariverdiev: Graf Cagliostro
- Sylvester Levay: Marie Antoinette (2006, musical)

Giacomo Casanova, llibertí, aventurer i escriptor italià
- Albert Lortzing: Casanova in Murano (1841, 31-12, Leipzig; A. Lortzing)
- Paul Lincke: Casanova (1913, Darmstadt), opereta
- Edmund Eysler: Casanovas letzte Liebe (1920, opereta)
- Arthur Kusterer: Casanova (1921, Württembergisches Landestheater; Anton Rudolph)
- Ludomir Różycki: Casanova (1923, Julian Krzewiński, òpera còmica)
- Volkmar Andreae: Ein Abenteuer des Casanova (1924, 176, Sächsisches Staatstheater, Dresden ; Ferdinand Lion)
- Ralph Benatzky amb melodies de Johann Strauss II: Casanova (1928, 1-9, Berlin; Rudolph Schanzer), opereta
- Richard Flury: Casanova e l'Albertolli (1938, 1-10, Fiera svizzera, Lugano ; Guido Calgari)
- Francisco Alonso: La zapaterita (1941, sarsuela)
- Paul Burkhard: Casanova in der Schweiz (1943, 20-2, Opernhaus, Zuric, Suïssa; Richard Schweitzer)
- Girolamo Arrigo: Il ritorno di Casanova (1985)
- Dominick Argento: Casanova's homecoming (1985)
- Vladislav Aleksandrovič Uspenskij: Kazanova v Rossii (1998, Isaak Štokbant), musical
- Daniel Schnyder: Casanova (2005, 12-8, Yehudi Menuhin Festival, Gstaad, Suïssa; D. Schnyder, Edoardo Zentner)
- Stephan Kanyar: Casanova (2014, Dessau; S. Kanyar), musical

Donatien Alphonse, Marquès de Sade, noble i escriptor 
- Walter Haupt: Marat (1984)
- Peter Hannan: 120 Songs for the Marquis de Sade (2002, 2-3, Vancouver Opera, Vancouver ; Peter Hinton)[152]
- Enric Ferrer Busquets: Els contes de Sade (2002, 27-11, T Malic, Barcelona ; Pau Guix), òpera de cambra

Charles Simon Favart, dramaturg francès 
Marie Favart, cantant i actriu francesa
- Jacques Offenbach: Madame Favart

François-André Danican Philidor, compositor i jugador d'escacs francès
Antoine-Alexandre-Henri Poisenet, llibretista francès
- Amédée Dutacq: Battez Philidor! (1882. 13-11, Opéra-comique, París; Abraham Dreyfus)

Joseph Bologne de Saint-George, militar i compositor francès, negre de Guadalupe
- Pastitx a partir d'obres de [[[Joseph Bologne de Saint-George]]: Le nègre des Lumières (2005, 9-10, Opéra-théatre, Avinyó; Alain Guédé), després titulada Monsieur de Saint-Georges, le nègre des Lumières

Jean-François de La Pérouse, navegant i explorador francès
- Ferdinand Adrien: Le collier de la Reine (1831)

Antoine Lavoisier, químic francès
- Honoré Langlé: La mort de Lavoisier (1794, "hierodrama")

Émilie du Châtelet, científica i escriptora francesa
- Kaija Saariaho: Émilie (2010, Amin Maalouf)

Germans Montgolfier, inventors del globus aerostàtic
- Ferdinand Adrien: Le collier de la Reine (1831)
- Wilfred Josephs: The Montgolfiers' famous flying globe (1983, opereta per a escolars)

Guillaume Le Gentil, astrònom francès
- Victor Davies: Transit of Venus (2007, Maureen Hunter)

Gilles Dewalt i Marie Schmitz , coneguts com a Annette i Lubin, parella de cosins populars a Spa
- Adolphe Benoît Blaise: Annete et Lubin (1762, 15-2, Théâtre-Italien, París; Justine Favart)
- Johann Adam Hiller: Die Liebe auf dem Lande (1768; Christian Felix Weisse)
- Jean-Paul-Égide Martini: Annete et Lubin (1785, Comédie-Italienne, París)
- Auguste-Louis Bertin d’Antilly: La vieilleise d'Annete et Lubin (1789, París)
- Louis-Emmanuel Jadi: La vengeance du bailli, ou La suite d’Annette et Lubin (1791, 30-4, T. de Monsieur, París; Charles-Simon Favart)

#### Revolució Francesa (1789-1804)
Honoré Gabriel Riqueti, comte de Mirabeau, noble i polític revolucionari
Victor Riqueti, son pare 
- Siegfried Matthus: Graf Mirabeau (1989)

Louis-Michel le Peletier, marquis de Saint-Fargeau, polític francès
- Frédéric Blasius: Le Pelletier de St. Fargeau, ou Le Premier martyr de la République française (1793)

Marie-Joseph Paul Yves Roch Gilbert du Motier, marquès de Lafayette, polític i general francès
- Siegfried Matthus: Graf Mirabeau (1989)
- Marie-Hélène Fournier: Allégorie forever (2009, Pierre Kuentz, Sophie Wahnich)
opéra farandole per a nens

Saint-Preux, participants en la presa de la Bastilla
- Antoine Fabre d'Olivet: Le 14 Juillet 1789 (1790)

Louis Antoine de Saint-Just, revolucionari francès
- Gottfried von Einem: Dantons Tod (1947, 6-8, Festspielshaus, Salzburg (Àustria); Boris Blacher, G. von Einem)
- Zygmunt Krauze: Olimpia z Gdańska (2015, 20-11, Opera Bałtycka w Gdańsku, Gdansk; Krystyna i Blaise de Obaldia)
- Torsten Rasch: Die Formel (2018, 2-3, Stadttheater Bern, Berna; Doris Reckewell)

Joseph Bara, jove revolucionari
- André Grétry: Joseph Barra (1794, 5-6, Opéra-comique, París; Guillaume-Denis-Thomas Levrier Champ-Rion) "fait historique"

Joseph Agricol Viala, nen heroi de la Revolució
- Bernardo Porta: Agricola Viala, ou Le héros de treize ans (1794, François-Xavier Audouin)

Jean-Paul Marat, líder jacobí
- Henri-Montan Berton, Frédéric Blasius, Luigi Cherubini, Nicolas Dalayrac, Prosper-Didier Deshayes, François Devienne, André Grétry, Louis Emmanuel Jadin, Rodolphe Kreutzer, Étienne Nicolas Méhul, Jean-Pierre Solié, Armand-Emmanuel Trial: Le congrès des rois (1794, 26-2, París, T. de l'Opéra-Comique national, rue Favart; Ève Demaillot), comédie mêlée d'ariettes; n'apareix l'ombra.
- Pavlos Carrer: Maria Antonietta (1873, estrena: 1884, 28-1, T. Foskolos, Zante ; Giorgio Roma)
- Alexandre Georges: Charlotte Corday (1901)
- Pietro Mascagni: Il piccolo Marat (1921)
- Walter Haupt: Marat (1984)
- Lorenzo Ferrero: Charlotte Corday (1988, G. Di Leva)
- Marie-Hélène Fournier: Allégorie forever (2009, Pierre Kuentz, Sophie Wahnich)
opéra farandole per a nens

Charlotte Corday, revolucionària girondina, assassina de Marat
- Peter Benoit: Charlotte Corday (1876)
- Alexandre Georges: Charlotte Corday (1901)
- Walter Haupt: Marat (1984)
- Lorenzo Ferrero: Charlotte Corday (1988, G. Di Leva)

Maximilien Robespierre, revolucionari francès
- Pavlos Carrer: Maria Antonietta (1873, estrena: 1884, 28-1, T. Foskolos, Zante ; Giorgio Roma)
- Fernand Le Borne: Les girondins (1905)
- John Eaton: Danton and Robespierre
- Gottfried von Einem: Dantons Tod (1947, 6-8, Festspielshaus, Salzburg (Àustria); Boris Blacher, G. von Einem)
- Henry Charles Litolff: Robespierre
- Giacomo Manzoni: Per Massimiliano Robespierre (1975)
- Siegfried Matthus: Graf Mirabeau (1989)
- Zygmunt Krauze: Olimpia z Gdańska (2015, 20-11, Opera Bałtycka w Gdańsku, Gdansk; Krystyna i Blaise de Obaldia)

Charlotte de Robespierre, germana seva
- Giacomo Manzoni: Per Massimiliano Robespierre (1975)

Georges Danton, revolucionari francès
- Pavlos Carrer: Maria Antonietta (1873, estrena: 1884, 28-1, T. Foskolos, Zante ; Giorgio Roma)
- John Eaton: Danton and Robespierre
- Gottfried von Einem: Dantons Tod (1947, 6-8, Festspielshaus, Salzburg (Àustria); Boris Blacher, G. von Einem)

André Chénier, poeta i periodista francès
- Umberto Giordano: Andrea Chénier (1896, 28-3, T. alla Scala, Milà ; Luigi Illica)

Olympe de Gouges, escriptora i protofeminista
- Zygmunt Krauze: Olimpia z Gdańska (2015, 20-11, Opera Bałtycka w Gdańsku, Gdansk; Krystyna i Blaise de Obaldia)

Joseph Cange, funcionari de presons
- Hyacinthe Jadin: Cange, ou Le commissionnaire de Lazare (1794, fet històric)

Marie-Jean Hérault de Séchelles, polític francès revolucionari
- Gottfried von Einem: Dantons Tod (1947, 6-8, Festspielshaus, Salzburg (Àustria); Boris Blacher, G. von Einem)

Màrtirs de Compiègne, grup de monges carmelites franceses
- Francis Poulenc: Dialogues des carmélites

Camille Desmoulins, polític i periodista revolucionari
- Fernand Le Borne: Les girondins (1905)
- Gottfried von Einem: Dantons Tod (1947, 6-8, Festspielshaus, Salzburg (Àustria); Boris Blacher, G. von Einem)

Lucile Desmoulins, esposa seva
- Gottfried von Einem: Dantons Tod (1947, 6-8, Festspielshaus, Salzburg (Àustria); Boris Blacher, G. von Einem)
- Wolfgang Rihm: Eine Strasse, Lucile (2011, 9-7, Badisches Staatstheatr, Karlsruhe (Alemanya); W. Rihm)

Nicolas-Joseph Beaurepaire, ciutadà i militar
- Pierre-Joseph Candeille: La Patrie reconnaissante ou L'Apothéose de Beaurepaire (1793)

Joseph Fouché, polític francès, comte d'Otranto
- Umberto Giordano: Madame Sans-Gêne
- Francisco Alonso: La reina del Directorio (1927, 16-4, T. de la Zarzuela, Madrid ; José Juan Cadenas i Emilio González del Castillo)[153]
- Edmund von Bork: Napoleon (1942)
- Milošley Štědroň:  Chameleón aneb Josef Fouché  (“Camaleó, o Joseph Fouché”) (1984)

Claude Joseph Rouget de Lisle, músic i militar, autor de La marsellesa
- Manuel Fernández Caballero: La marsellesa (1876, 1-2, T. de la Zarzuela, Madrid; Miguel Ramos Carrión),[154] sarsuela

Pierre Jagault, contrarevolucionari a la Vendée
- Gabriel Pierné: Vendée! (1897, Charles Foleÿ, Adolphe Brisson)

Théroigne de Méricourt, feminista i políca
- August de Boeck: Théroigne de Méricourt (1901, 22-1, Nederlandsch Lyrisch Tooneel, Anvers ; Léonce de Catillon)

### Regne Unit
Beau Nash, dandy anglès
- Michael Valenti: Beau Nash (2003, 12-6, Golden Fleece Opera, Nova York; M. Valenti)

Robert Harley, estadista anglès
- Benjamin Schweitzer: Südseetulpen (2017, Constantin von Castenstein, opereta)

James Francis Edward Stuart, pretendent al tron anglès, fill de Jaume II
- Friedrich Wilhelm Kücken: Der Prätendent (1847)

Rei Jordi I de la Gran Bretanya
- Emilio Arrieta: Las dos coronas (1861, 12, T. del Circo, Madrid ; Antonio García Gutiérrez), sarsuela[155]
- Elena Kats-Chernin: George (2014)

Sofia Dorotea de Brunsvic-Lüneburg, esposa seva
- Emilio Arrieta: Las dos coronas (1861, 12, T. del Circo, Madrid ; Antonio García Gutiérrez), sarsuela[155]

John Churchill, 1r Duc de Marlborough, militar i estadista anglès
- Georges Bizet, Isidore Legouix, Émiles Jonas i Léo Delibes: Marlbrough s'en va-t-en guerre (1867)

Sir Herbert Lloyd, 1st Baronet, noble anglès
- Ian Parrott: The black ram (1953, estrena en concert: 1957, 25-2, BBC, Londres; estrena escènica: 1966, 9-3, University of Wales, Aberystwyth; H. Idriss Well)

Reina Carolina de Brandenburg-Ansbach', consort de Jordi II del Regne Unit
Henrietta Howard, Lady Suffolk, amant del rei Jordi II
- Hamish MacCunn: Jeanie Deans (1894, 15-11, Royal Liceum T., Edimburg; Joseph Bennett)

John Campbell, duc d'Argyll'
- Federico Ricci: Le prigione di Edimburgo (1838, 13-3, T. Grande, Trieste; Gaetano Rossi)[156]
- Hamish MacCunn: Jeanie Deans (1894, 15-11, Royal Liceum T., Edimburg; Joseph Bennett)

Rei Jordi III del Regne Unit
- Henri-Montan Berton, Frédéric Blasius, Luigi Cherubini, Nicolas Dalayrac, Prosper-Didier Deshayes, François Devienne, André Grétry, Louis Emmanuel Jadin, Rodolphe Kreutzer, Étienne Nicolas Méhul, Jean-Pierre Solié, Armand-Emmanuel Trial: Le congrès des rois (1794, 26-2, París, T. de l'Opéra-Comique national, rue Favart; Ève Demaillot), comédie mêlée d'ariettes
- Adolphe Adam: Le brasseur de Preston (1838, 31-10, Opéra-Comique, Salle de la Bourse, París; Adolphe de Leuven, Léon Lévy Brunswick), paper mut[157]
- Peter Maxwell Davies: Eight songs for a mad King
- John La Montaine: Be glad then America (1976, 6-2, University Park, Pennsylvania; J. La Montaine)

Carles Eduard Stuart, pretendent jacobita al tron britànic
- Friedrich von Flotow: Rob Roy (1836, Paul Duport, Pierre-Jean-B. Choudard Desforges)
- Carlo Coccia: Edoardo in Iscozia (1831, 8-5, T. San Carlo, Nàpols ; Domenico Gilardoni)[158]
- Henry de Koven: Rob Roy (1894)

William Pitt "El Jove"
- Henri-Montan Berton, Frédéric Blasius, Luigi Cherubini, Nicolas Dalayrac, Prosper-Didier Deshayes, François Devienne, André Grétry, Louis Emmanuel Jadin, Rodolphe Kreutzer, Étienne Nicolas Méhul, Jean-Pierre Solié, Armand-Emmanuel Trial: Le congrès des rois (1794, 26-2, París, T. de l'Opéra-Comique national, rue Favart; Ève Demaillot), comédie mêlée d'ariettes

Isaac Newton, científic anglès
- Benjamin Schweitzer: Südseetulpen (2017, Constantin von Castenstein, opereta)
- Torsten Rasch: Die Formel (2018, 2-3, Stadttheater Bern, Berna; Doris Reckewell)

John Gay, músic anglès
Georg Friedrich Haendel, músic alemany instal·lat a Londres
- Benjamin Schweitzer: Südseetulpen (2017, Constantin von Castenstein, opereta)

Robert Burns, poeta escocès
- Erik Chisholm: Robert Burns - His Life, His Loves, His Songs (1963)

James Allan, gaiter i lladre escocès
- John Harle: The ballad of Jamie Allan (2005, 23-4, Gateshead, Anglaterra, Sage Gateshead; Tom Pickard)

Robert Paterson "Old Mortality", picapedrer escocès
- Henry Rowley Bishop: The battle of Bothwell Brigg (1820, 22-5, Londres, Covent Garden; Charles Farley)[113]

### Estats alemanys
Dietrich Buxtehude, músic danès a Alemanya
- John A. Binder: Buxtehude's daughter (1989; Sidney Grolnic)[159]

Johann Adolf Hasse, músic alemany
- Joachim Raff: Benedetto Marcello, oder Kunst und Liebe (1878, estr. 2002, 4-10, Metzingen; J. Raff)[140]

Johann Sebastian Bach, músic alemany
- Emil Ábrányi: A Tamás-templom karnagya (1947, G. Láng)
- John A. Binder: Buxtehude's daughter (1989; Sidney Grolnic)[159]
- Marta Lambertini: ¡Oh, eternidad...! ossia S.M.R. Bach (1990, 6-10, Centro Cultural La Recoleta, Buenos Aires ; textos de Johann Sebastian Bach, Edgar Alan Poe, Hölderlin i Marta Lambertini)[160]
- Rainer Bohm: Kach bei Bach (2018, 7-4, Theater Trier Grosses Haus, Trèveris; R. Bohm)

Georg Friedrich Haendel, músic alemany
- Azio Corghi: Rinaldo & C. (1997, 31-10, T. Bellini, Catània ; A. Hill, a partir de G. Rossi)
- Siegfried Matthus: Farinelli, oder Die Macht des Gesanges (1998)
- Elena Kats-Chernin: George (2014)
- Benjamin Schweitzer: Südseetulpen (2017, Constantin von Castenstein, opereta)

Duc Jordi I Lluís elector de Brunsvic-Lüneburg
Sofia Dorotea de Brunsvic-Lüneburg, esposa seva
- Emilio Arrieta: Las dos coronas (1861, 12, T. del Circo, Madrid ; Antonio García Gutiérrez), sarsuela[155]

Elector Frederic August I de Saxònia
- Walter W. Goetze: Adrienne (1926, 24-4, Hamburg ; Günther Bibo, Alexander Pordes-Milo), opereta[149]

Rei Frederic Guillem I de Prússia
- Joaquín Gaztambide i Francisco Asenjo Barbieri: El sargento Federico (1855, 22-12, T. del Circo, Madrid ; Luis de Olona), sarsuela[161]
- Siegfried Matthus: Kronprinz Friedrich (1999)

Reina Sofia Dorotea de Hannover, esposa de Frederic Guillem I
Guillemina de Prússia (1709-1758), filla seva
Dorothea Ritter, soprano
- Siegfried Matthus: Kronprinz Friedrich (1999)

Rei Frederic II de Prússia, el Gran
- Thomas Simpson Cooke: Frederick the Great (1814)
- Giovanni Pacini: Il Barone di Dolsheim, La colpa emendata dal valor o Federico II re di Prussia (1818, 23-9, T. alla Scala, Milà; Felice Romani)
- Giuseppe Mosca: Federico II, re di Prussia (1824)
- Adolphe Adam: Le hussard de Felsheim (1827, 9-3, Théâtre du Vaudeville, París; Charles Dupeuty, Ferdinand de Villeneuve, Amable Villain de Saint-Hilaire), vodevil[162]
- Iosif Iosifovitx Genixta: Starij gusar ili Paži Fridricha II (1831, vodevil)
- Mario Aspa: Federico Il re di Prussia, ovvero La calunnia (1833)
- Carl Binder: Friedrich der Große und der alte Husar (1849)
- Giacomo Meyerbeer: Ein Feldlager in Schlesien (1844, 7-2, Hofoper, Berlín; Ludwig Rellstab, a partir d'Eugène Scribe), no apareix en escena, però se sent mentre toca la flauta
- Carlos Llorens Robles: Federico II el Grande (1854, Teatre Princesa, València)
- Joaquín Gaztambide i Francisco Asenjo Barbieri: El sargento Federico (1855, 22-12, T. del Circo, Madrid ; Luis de Olona), sarsuela[161]
- Juan Mollberg: La modista (1858, Madrid ; Alejandro Rinchón),[163] sarsuela en un acte
- Wilhelm Kempff: Die Flöte von Sanssouci (1928)
- Gavin Bryars, Philip Glass i others: The Civil Wars: A Tree Is Best Measured When It Is Down
- Siegfried Matthus: Kronprinz Friedrich (1999)

Hans Hermann von Katte, militar, amic i amant de Frederic II
- Siegfried Matthus: Kronprinz Friedrich (1999)

Joseph Süss Oppenheimer, banquer jueu de Stuttgart
Duc Carles I Alexandre de Württemberg
- Detlef Glanert: Joseph Süss (1999, 13-10, Bremer Theater, Bremen ; Werner Fritsch, Uta Ackermann)

Frederic II, landgraf de Hessen-Homburg

Frederic Guillem I, elector de Brandenburg
- Hans Werner Henze: Der Prinz von Homburg (1960, 22-5, Staatsoper, Hamburg; Ingeborg Bachmann)

Wilhelm Friedemann Bach, músic
- Paul Graener: Friedemann Bach (1931)

Hieronymus Carl Friedrich von Münchhausen, baró de Münchhausen, noble alemany
- August Conradi: Münchhausen mit Tannhäuser und der Sängerkrieg auf der Wartburg (1856)
- Mark Lothar: Münchhausen (1933)

Theodor von Neuhoff, noble alemany, rei de Còrsega
- Giovanni Paisiello: Il re Teodoro in Venezia (1784, 23-8, Burgtheater, Viena; Giovanni Battista Casti)[150]

Friedrich Gottlieb Klopstock, poeta alemany
Johann Jakob Bodmer, poeta suís
Johann Jakob Breitinger, filòleg suís
- Josef Reiter: Klopstock in Zürich (1893, Max Morold)

Jakob Lenz, escriptor letó en llengua alemanya
Christoph Kaufmann (o Kauffman), soci de Jakob Lenz
- Wolfgang Rihm: Jakob Lenz (1979, Michael Fröhling)

J. F. Oberlin, pastor i filantrop alsacià
- Wolfgang Rihm: Jakob Lenz (1979, Michael Fröhling)

Cristià August d'Anhalt-Zerbst, príncep d'Anhalt-Zerbst
Sofia Augusta d'Anhalt-Zerbst, filla seva
- Friedrich von Flotow: Die Großfürstin Sophia Catharina (Sophia Catharina oder Die Großfürstin) (1850, Charlotte Bich-Pfeiffer)

### Imperi d'Àustria i Europa central
Abraham Davel, militar i patriota del Vaud (Suïssa)
Jean-Daniel de Crousaz, amic seu, que el denuncia
Ludwig von Wattenwyl, jutge
- Christian Favre: Davel (2020, estrena cancel·lada, Opéra de Lausanne, Lausana; René Zahnd)[164]

Príncep Eugeni de Savoia, cap militar al servei d'Àustria
- Gustav Schmidt: Prinz Eugen, der edle Ritter (1847, G. Schmidt)

Maria Lluïsa, infanta d'Espanya, promesa de l'arxiduc Leopold
- Johann Strauss II: Cagliostro in Wien

Emperadriu Maria Teresa I d'Àustria
- Johann Strauss II: Cagliostro in Wien
- Joaquín Gaztambide i Francisco Asenjo Barbieri: El sargento Federico (1855, 22-12, T. del Circo, Madrid ; Luis de Olona), sarsuela,[161] com a "Princesa"
- Joaquín Gaztambide: Los magyares (1857, sarsuela)
- August Pepöck: Der Reiter der Kaiserin (1937)

Emperador Josep II del Sacre Imperi Romanogermànic
- Joaquín Gaztambide: Los magyares (1857, sarsuela)
- Georg Jarno: Die Försterchristl (1907, opereta)

Joseph Haydn, músic hongarès a Viena
- Albert Lortzing: Szenen aus Mozarts Leben (1832, singspiel)
- Franz von Suppé: Joseph Haydn (1887, Friedrich von Radler, opereta)
- Steven Stucky: The classical style: an opera (of sorts) (2014, 3-6, Ojai Music Festival, Ojai, California ; Jeremy Denk)[165]

Leopold Mozart, músic austríac
Johann Georg Albrechtsberger, músic austríac
- Albert Lortzing: Szenen aus Mozarts Leben (1832, singspiel)

Antonio Salieri, compositor italoaustríac
- Albert Lortzing: Szenen aus Mozarts Leben (1832, singspiel)
- Nikolai Rimski-Kórsakov: Mozart i Salieri (1898, 7-12, T. Solodovnikov, Moscou ; N. Rimski-Korsakov)
- Vicent Costa i Nogueras: Salieri (1906, 9, T. del Bosc, Barcelona)
- P. D. Q. Bach (Peter Schickele): A little nightmare music (1982, 27-12, Carnegie Hall, N. York)

Wolfgang Amadeus Mozart, músic austríac
- Albert Lortzing: Szenen aus Mozarts Leben (1832, singspiel)
- Franz von Suppé: Mozart (1854, Leonhard Wohlmuth, opereta)
- Nikolai Rimski-Kórsakov: Mozart i Salieri (1898, 7-12, T. Solodovnikov, Moscou ; N. Rimski-Korsakov)
- Vicent Costa i Nogueras: Salieri (1906, 9, T. del Bosc, Barcelona)
- Claude Vivier: Kopernikus, rituel de mort (1908, 8-5, Monument-national, Montreal, Canadà ; C. Vivier)
- Reynaldo Hahn: Mozart (1925, comèdia musical)
- P. D. Q. Bach (Peter Schickele): A little nightmare music (1982, 27-12, Carnegie Hall, N. York)
- Armin Schibler: Amadeus und der graue Bote (1985, Thornton Wilder)
- Helmut Eder: Mozart in New York (1991)
- Sergio Rendine: Un segreto d'importanza ovvero, La faticosa vecchiaia di W. A. Mozart (1992)
- Steven Stucky: The classical style: an opera (of sorts) (2014, 3-6, Ojai Music Festival, Ojai, California ; Jeremy Denk)[165]

Aloysia Weber i Constanze Weber, aquesta, esposa de Mozart
- Albert Lortzing: Szenen aus Mozarts Leben (1832, singspiel)

Emperador Francesc I d'Àustria
- Henri-Montan Berton, Frédéric Blasius, Luigi Cherubini, Nicolas Dalayrac, Prosper-Didier Deshayes, François Devienne, André Grétry, Louis Emmanuel Jadin, Rodolphe Kreutzer, Étienne Nicolas Méhul, Jean-Pierre Solié, Armand-Emmanuel Trial: Le congrès des rois (1794, 26-2, París, T. de l'Opéra-Comique national, rue Favart; Ève Demaillot), comédie mêlée d'ariettes

Immanuel Kant, filòsof prussià
- Leszek Możdżer: Immanuel Kant (2017, 25-11, Opera Wrocławska, Breslau; Jerzy Lach)

Josef Mysliveček, músic bohemi
- Stanislav Suda: Il divino Boemo (1927, Karel Jonáš)

Jakub Jan Ryba, músic bohemi
- Miroslav Kubička: Jakub Jan Ryba (2017, 14-10, J K Tyl Theatre, Plzen; M. Kubicka)

Móric Benyovszky, noble, militar i explorador hongarès a Madagascar
- François-Adrien Boïeldieu: Béniovski, ou Les exilés du Kamchattka (1800, 8-6, Opéra-comique, Salle Favart, París; Alexandre Duval, Alexandre Vincent Pineux-Duval)
- Ferenc Doppler: Benyovszky vagy A kamcsatkai száműzött (1847)

### Escandinàvia
Peter Tordenskjold, oficial de l'Armada noruega
Olof Strömstierna, almirell suec
- Karl Eduard Hering: Tordenskjold (1844)

Ludvig Holberg escriptor noruec
- Ebbe Hamerik: Marie Grubbe (1940)

Rei Carles XII de Suècia
- Giacomo Cordella: Matilde de Lanchefort (1838, T. del Fondo, Nàpols; Andrea Passaro)

Carl von Linné, naturalista suec
- Victor Dourlen: Linnée, ou Les mines de Suède (1808, opéra comique)
- Mogens Christensen: Systema Naturae (1998)

Rei Gustau III de Suècia
- Daniel Auber: Gustave III, ou Le bal masqué (1833, 27-2, Opéra, Salle Le Peletier, París; Eugène Scribe)
- Giuseppe Verdi: Un ballo in maschera
- Daniel Börtz: Marie Antoinette och hennes kärlek till Axel von Fersen 
::(Maria Antonieta i el seu amor per Axel von Fersen) (1998)

Jacob Johan Anckarström, militar suec, assassí del rei Gustau III, 
 Ulrica Arfvidsson, vident i fetillera sueca
- Daniel Auber: Gustave III, ou Le bal masqué (1833, 27-2, Opéra, Salle Le Peletier, París; Eugène Scribe)
- Giuseppe Verdi: Un ballo in maschera

Gustaf Mauritz Armfelt, diplomàtic finosuec, probable amant del rei Gustau III de Suècia 
- Daniel Auber: Gustave III, ou Le bal masqué (1833, 27-2, Opéra, Salle Le Peletier, París; Eugène Scribe)

Adolf Ludvig Ribbing i Claes Fredrik Horn, nobles suecs, conspiradors en l'assassinat de Gustau III
- Daniel Auber: Gustave III, ou Le bal masqué (1833, 27-2, Opéra, Salle Le Peletier, París; Eugène Scribe)
- Giuseppe Verdi: Un ballo in maschera

Rei Frederic V de Dinamarca

Reina Juliana Maria de Brunsvic-Wolfenbüttel, esposa seva

Reina Carolina Matilde de Hannover, esposa seva

Johann Friedrich Struensee, metge reial, amant de la reina
- Bo Holten: Livlægens Besøg (2009, 28-3, Royal Danish Opera, Copenhagen (Dinamarca); Peter Oskarson)

Rei Cristià VII de Dinamarca
- José Rogel: El hábito no hace al monje (1870, 31-10, T. de la Zarzuela, Madrid ; José Picón),[166] sarsuela
- Bo Holten: Livlægens Besøg (2009, 28-3, Royal Danish Opera, Copenhagen (Dinamarca); Peter Oskarson)

Loftur Þorsteinsson, erudit islandès
- Jón Ásgeirsson: Galdra-Loftur (1996, 1-6, Islenska Operan, Reykjavik ; Jón A., a partir de Jóhann Sigurjónsson)

### Estats eslaus
Juraj Jánošík, bandoler eslovac
- Ján Cikker: Juro Jánošik (1954)

Vasile Ursu Nicola Horea, camperol transilvà, cabdill d'una revolta
- Sabin Drăgoi: Horia (1945)

Karađorđe Petrović, militar serbi
- Carl Borromäus von Miltitz: Czerny Georg (1839, 6-2, Kleines Hoftheater, Dresde; C. B. von Miltitz)
- Stanojlo Rajičić: Karadjordje (Seme zla) (1972, Branko Rajičić)

#### Polònia
Rei August II de Polònia, el Fort
Anna Ivànovna de Rússia, víuda del duc de Curlàndia
- Walter W. Goetze: Adrienne (1926, 24-4, Hamburg ; Günther Bibo, Alexander Pordes-Milo), opereta[149]

Estanislau I Leszczyński, rei de Polònia i gran duc de Lituània
- Jacques Foignet: Stanislas Lesczinski, ou Le siège de Dantzick (1811)
- Karol Kurpiński: Oblężenie Gdańska (1811)
- Giuseppe Mosca: Il finto Stanislao re di Polonia (1812)
- Joseph Hartmann Stuntz: La rappresaglia (1819, Cesare Sterbini), revisada com a: König Stanislaus (1827, Joseph von Seyfried)
- Giuseppe Verdi: Un giorno di regno (1840, 5-9, T. alla Scala, Milà ; Felice Romani), com a Cavaliere di Belfiore[167]

Stanisław Szczęsny Potocki, militar i aristòcrata polonès
- Gaetano Donizetti: Gli essiliati in Siberia, ossia Otto mesi in due ore (1827, 13-5, Teatro Nuovo, Nàpols; Domenico Gilardoni)[168]

Józef Antoni Poniatowski, noble polonès i mariscal de França
- Karol Kurpiński: Cień Księcia Józefa Poniatowskiego (1821)

#### Rússia

##### Regnat de Pere I
Tsar Pere I "el Gran" de Rússia
- André Grétry: Pierre le Grand (1750, 13-1, Comédie-italienne, París; Jean-Nicolas Bouilly)
- William Shield: The Czar Peter (1790, John O'Keefe)
- Karl August von Lichtenstein: Der Kaiser als Zimmermann (1814)
- Joseph Weigl: Die Jugend Peter des Großen (1814, Georg Friedrich Treitschke)
- Giovanni Pacini: Il falegname di Livonia (1819, 12-4, T. alla Scala, Milà; Felice Romani)
- Gaetano Donizetti: Il falegname di Livonia, ossia Pietro il grande, czar delle Russie (1819, 26-12, T. San Samuele, Venècia; Gherardo Bevilacqua-Aldobrandini)[169]
- Nicola Vaccai: Pietro il grande, ossia Un geloso alla tortura o Il falegname di Livonia (1824, 17-1, T. ducale, Parma; Bartolo Merelli)
- Gaetano Donizetti: Il borgomastro di Saardam (1827, 19-8, Teatro del Fondo, Nàpols; Domenico Gilardoni)[170]
- Adolphe Adam: Pierre et Catherine (1829, 9-2, Opéra-Comique, Salle Feydeau, París; a partir d'H. Vernoy de Saint-Georges), opereta
- Thomas Simpson Cooke: Peter the Great (1829)
- Friedrich von Flotow: Pierre et Catherine (1833, J.-H. Vernoy de Saint-Georges)
- Albert Lortzing: Zar und Zimmermann (1837)
- Carl Binder: Zar Peter der Große in Paris (1840)
- Louis-Antoine Jullien: Pietro il Grande (1852, partitura perduda)
- Joaquín Gaztambide: Catalina (1854, sarsuela)
- Giacomo Meyerbeer: L'étoile du nord (1854, 16-2, Opéra-comique, París; Eugène Scribe)
- Rudolf Kattnigg: Kaiserin Katharina (1937, opereta)
- Andrej Pavlovič Petrov: Pëtr pervyj (1975, Natal'ja Kasatkina, Vladimir Vasil'ev)

Tsarèvitx Aleix Petròvitx de Rússia, fill de Pere el Gran
- Franz Lehár: en:Der Zarewitsch (1927, 21-2, Deutsches Künstlertheater, Berlín; Béla Jenbach i Heinz Reichert)

Aleksandr Ménxikov, estadista i militar rus
- André Grétry: Pierre le Grand (1750, 13-1, Comédie-italienne, París; Jean-Nicolas Bouilly)
- Joseph Weigl: Die Jugend Peter des Großen (1814, Georg Friedrich Treitschke)
- Louis-Antoine Jullien: Pietro il Grande (1852)
- Andrej Pavlovič Petrov: Pëtr pervyj (1975, Natal'ja Kasatkina, Vladimir Vasil'ev)

Omelian Ivànovitx Pugatxov, revolucionari cosac, pretendent al tron rus
- César Cui: Капитанская дочка (Kapitanskaia dotxka, La filla del capità) (1911, 14-2, T. Mariinski, Sant Petersburg; César Cui)
- Vladimir Alesksandrovič Kobekin:  Pugatxev (1982)

Vasili Vasilievitx Galitzine, estadista rus
- André Grétry: Pierre le Grand (1750, 13-1, Comédie-italienne, París; Jean-Nicolas Bouilly)
- Gaetano Donizetti: Il falegname di Livonia, ossia Pietro il grande, czar delle Russie (1819, 26-12, T. San Samuele, Venècia; Gherardo Bevilacqua-Aldobrandini)[169] (1819, G. Bevilacqua-Aldobrandini)
- Louis-Antoine Jullien: Pietro il Grande (1852)
- Joaquín Gaztambide: Catalina (1854, sarsuela)

Emperadriu Caterina I de Rússia
- André Grétry: Pierre le Grand (1750, 13-1, Comédie-italienne, París; Jean-Nicolas Bouilly)
- Giovanni Pacini: Il falegname di Livonia (1819, 12-4, T. alla Scala, Milà; Felice Romani)
- Gaetano Donizetti: Il falegname di Livonia, ossia Pietro il grande, czar delle Russie (1819, 26-12, T. San Samuele, Venècia; Gherardo Bevilacqua-Aldobrandini)[169]
- Niccola Vaccaj: Il falegname di Livonia (1824, 17-1, T. ducale, Parma; Bartolo Merelli)
- Adolphe Adam: Pierre et Catherine (1829, 9-2, Opéra-Comique, Salle Feydeau, París; a partir d'H. Vernoy de Saint-Georges), opereta
- Friedrich von Flotow: Pierre et Catherine (1833, J.-H. Vernoy de Saint-Georges)
- Louis-Antoine Jullien: Pietro il Grande (1852)
- Giacomo Meyerbeer: L'étoile du nord (1854, 16-2, Opéra-comique, París; Eugène Scribe)
- Joaquín Gaztambide: Catalina (1854, sarsuela)
- Rudolf Kattnigg: Kaiserin Katharina (1937, opereta)
- Andrej Pavlovič Petrov: Pëtr pervyj (1975, Natal'ja Kasatkina, Vladimir Vasil'ev), com a Marta

##### Regnats de tsars posteriors
Princesa Charlotte Christine de Brunswick-Wolfenbüttel, mare de Pere II de Rússia
- Jan Kaliwoda: Prinzessin Christine (1828)
- Ernest II de Saxònia-Coburg Gotha: Santa Chiara (1854, Gotha ; Charlotte Birch-Pfeiffer)

Emperadriu Anna Ivànovna de Rússia
- Walter W. Goetze: Adrienne (1926, 24-4, Hamburg ; Günther Bibo, Alexander Pordes-Milo), opereta[149]

Jean Armand de Lestocq, aventurer francès, cortesà i amant de la futura Elisabet I de Rússia
- Daniel Auber: Lestocq, ou L’intrigue et l’amour (1834, 24-5, Opéra-Comique, Salle de la Bourse, París; Eugène Scribe)[171]

Emperadriu Elisabet I de Rússia
- Daniel Auber: Lestocq, ou L’intrigue et l’amour (1834, 24-5, Opéra-Comique, Salle de la Bourse, París; Eugène Scribe)[171]
- Emilio Arrieta, José Inzenga i Antonio de Reparaz: Un trono y un desengaño, sarsuela (1862, 19-12, T. del Circo, Madrid ; Mariano Pina), com a Princesa[172]
- Achille Lucidi: Ivan (1882, G. B. Paccanoni)[173]
- Ruperto Chapí: La czarina (1892, 8-10, T. Apolo, Madrid ; José Extremera)[174]

Tsar Pere III de Rússia
- Friedrich von Flotow: Die Großfürstin Sophia Catharina (Sophia Catharina oder Die Großfürstin) (1850, C. Bich-Pfeiffer)

Emperadriu Caterina II de Rússia "la Gran"
- Friedrich von Flotow: Die Großfürstin Sophia Catharina (Sophia Catharina oder Die Großfürstin) (1850, C. Bich-Pfeiffer)
- César Cui: Капитанская дочка (Kapitanskaia dotxka, La filla del capità) (1911, 14-2, T. Mariinski, Sant Petersburg; César Cui)
- Igor Wakhévitch: Être Dieu: opéra-poème, audiovisuel et cathare en six parties (creació de Salvador Dalí: Catarina apareix fent un estriptís amb Marilyn Monroe)
- Sorrel Hays: Bee opera (2003, 10, Medicine Show Theater, Nova York; S. Hay, Denise Duhame, Gertrude Stein, Eamon Grennan, Maurice Seaton)

 Mikhaïl Lomonóssov , escriptor i científic rus
- Ferdinand Antonolini: Lomonosov ili Rekrut-stichotvorec (1814)

Tsar Pau I de Rússia
- Gaetano Donizetti: Gli essiliati in Siberia, ossia Otto mesi in due ore (1827, 13-5, Teatro Nuovo, Nàpols; Domenico Gilardoni)[168]

#### Armènia i Geòrgia
Rei Vakhtang VI de Kartli
Davit Bek, heroi militar armeni
- Armen Tigranian, completada per Levon Hodža-Ejnatov i G. Budagjan: Դավիթ Բեկ (Davit'-Bek) (1950, 3-11, Aleksandr Spendiaryani anvan operayi yev baleti azgayin akademiakan tatron, Erevan (Armènia) ; A. Tigranian, completat per A. Ter-Hovhannisjan)[175]

### Àsia
Ahmet III, soldà otomà
- Giovanni Paisiello: Il re Teodoro in Venezia (1784, 23-8, Burgtheater, Viena; Giovanni Battista Casti),[150] com a "Acmet terzo"

Tahmasp II, xa persa
- Armen Tigranian, completada per Levon Hodža-Ejnatov i G. Budagjan: Դավիթ Բեկ (Davit'-bek) (1950, 3-11, Aleksandr Spendiaryani anvan operayi yev baleti azgayin akademiakan tatron, Erevan (Armènia) ; A. Tigranian, completat per A. Ter-Hovhannisjan)[175]

Nàdir-Xah Afxar, xa persa
- Gaetano Pugnani: Tamas Kouli-Kan nell'India (1772, Vittorio Amedeo Cigna-Santi)
- Pietro Alessandro Guglielmi: Tamas Kouli-Kan nell'Indie (1774, V. A. Cigna-Santi)
- Alek'sandr Spendiarian: Almast (1930, Sof'ja Parnok, Tigran Axumian)

Reza Quli Mirza, fill seu
Muhammad Shah, emperador mogol
- Gaetano Pugnani: Tamas Kouli-Kan nell'India (1772, Vittorio Amedeo Cigna-Santi)
- Pietro Alessandro Guglielmi: Tamas Kouli-Kan nell'Indie (1774, V. A. Cigna-Santi)

Els 47 rōnin, samurais japonesos
- Shigeaki Saegusa: Chushingura (1997, Shimada Masahiko)

### Amèrica
George Monro, oficial britànic a la Guerra franco-índia
Louis-Joseph de Montcalm, lloctinent general de la Nova França
- Alva Henderson: The last of the Mohican (1976, 12-6, Wilmington (Delaware, EUA), Wilmington Opera Society; Janet Lewis), com a Colonel Munro i General Montcalm

Tamenend, cap dels lenape
- Alva Henderson: The last of the Mohican (1976, 12-6, Wilmington (Delaware, EUA), Wilmington Opera Society; Janet Lewis), com a Tamenund

Benjamin Franklin, impressor, científic i polític dels EUA
- Sherman Edwards: 1776 (1969, musical)
- John Carbon: Benjamin: an opera of our own invention (1987, 23-4, Franklin and Marshall College, Lancaster, Pennsylvania; Sarah White)
- Paul Moravec: The King's man (2013, Terry Teachout)

George Washington, militar, primer president dels EUA
- Julian Edwards: The patriot (1907)

William Howe, comandant britànic durant la Guerra d'Independència
- Ludwig Engländer: 1776 (1884, Thalia T., Nova York ; Leo Goldmark)[176]

Mary Lindley Murray, heroïna de la independència
- Richard Rodgers: Dearest enemy (1925, musical)

William Butler, oficial britànic leialista
Simon Girty, coló i assassí 
- Douglas Moore: The Devil and Daniel Webster (1939)

John Adams, polític i president dels EUA
Abigail Adams, esposa seva
- Richard Owen: Abigail Adams (1987, 14-1, Lyric Opera, Nova York; R. Owen)

Thomas Jefferson, polític i president dels EUA
- Sherman Edwards: 1776 (1969, musical)
- Leonard Bernstein: 1600 Pennsylvania Avenue (1976, musical)
- Damon Ferrante: Jefferson & Poe: a lyric opera (2005)

Mare Ann Lee, líder dels Shakers
- Leonard Kastle: The calling of Mother Ann: a sacred festival play (1985, 21-6, Hancock Shaker Village (Massachusetts, EUA); L. Kastle)
- Leonard Kastle: The journey of Mother Ann: a sacred festival play (1987, 22-1, Albany (N. York, EUA); L. Kastle)

Jean-Pierre-Antoine de Béhague, militar, governador colonial francès de Martinica
- Antonio Llanos y Berete: La abadía del Rosario (1880, 6-12, T. Apolo, Madrid ; Marcos Zapata)[177]

François Dominique Toussaint-Louverture, líder de la Revolució d'Haití
- Gottfried Herrmann: Toussaint l'Ouverture (1855)
- Elena Ruehr: Toussaint before the spirits (2003, 7-2, Tower Auditorium, Boston; Elena Ruehr, Elizabeth Spires, Madison Smartt Bell)

### Oceania
Arthur Phillip, oficial britànic, primer governador de Nova Gal·les del Sud
- Barry Conyngham: Bennelong (1988, 21-4, Stattheater, Groningen; Murray Copland)